# Кинешма
Ки́нешма — город (с 1777) в северо-восточной части Ивановской области России. Административный центр Кинешемского района, в состав которого не входит, образует городской округ Кинешма. По численности населения и промышленному развитию Кинешма является вторым городом области.
История Кинешмы насчитывает, по меньшей мере, 521 год — первое упоминание о Кинешме (волости Кинешма) относится к 1504 году. В Смутное время кинешемское ополчение под предводительством воеводы Фёдора Боборыкина участвовало в сражениях против польско-литовских интервентов. Кинешма играет существенную роль в развитии торговли и промышленности, чему способствует удачное расположение города на берегу Волги. В устьях рек Кинешемки и Казохи находились удобные пристани. Рано в городе получило распространение производство льняных тканей, достигшее больших масштабов и высокого развития; на ярмарках говорили о «кинешемских полотнах». Герб Кинешмы, дарованный ей позднее, изображает два свитка полотна. В первой четверти XIX века вместо производства льняных тканей начинает развиваться хлопчатобумажное производство.
В 2010 году в соответствии с приказом министерства культуры России и министерства регионального развития России от 29 июля 2010 года № 418/339 город включён в перечень исторических поселений федерального значения.

## Этимология
Согласно одной из наиболее вероятных версий, топоним «Кинешма» имеет финно-угорское происхождение и означает «тёмная глубокая вода» или «тихая спокойная гавань». По мнению лингвиста А. К. Матвеева, название происходит от мерянского корня со значением «конопля» (ср. луговомар. кыне и горномар. кӹне с тем же значением). Окончание (формант) -ма часто встречается в названиях рек и речек на территории современных Ярославской, Костромской и Ивановской областей.

## Физико-географическая характеристика
Кинешма находится недалеко от границы Ивановской области с Костромской (30 км) и Нижегородской (120 км) областями, в 400 км северо-восточнее Москвы, в 100 км от областного центра Иваново, в 90 км от Костромы.
Город расположен на правом берегу Волги (Горьковское водохранилище), в месте впадения в неё реки Кинешемки и занимает площадь 48,9 км² (4890 га, из которых 2632 га — застроенные земли, 330 га — зелёные насаждения и 122 га — водные массивы), протянувшись вдоль берега реки более чем на 11 км. Имеет порт и железнодорожную станцию. Старая часть города расположена на левом берегу Кинешемки, на высоком холме близ её устья. По краю холма расположен зелёный Волжский бульвар. Главные улицы вытянуты вдоль Волги.
Городской округ Кинешма граничит с Кинешемским муниципальным районом. На противоположном от Кинешмы левом берегу Волги расположены город Заволжск и Заволжский район Ивановской области. Другие ближайшие города, расположенные на Волге: вверх по Волге — Плёс, вниз — Юрьевец и Пучеж.
В 1983 году краевед Л. А. Шлычков писал о городе: «на полтора десятка километров протянулся он вдоль Волги, выдвинув на берег огромные корпуса фабрик и заводов, параллелепипеды элеваторов, портальные краны, дебаркадеры, лучшие общественные и жилые постройки».

### Природные особенности

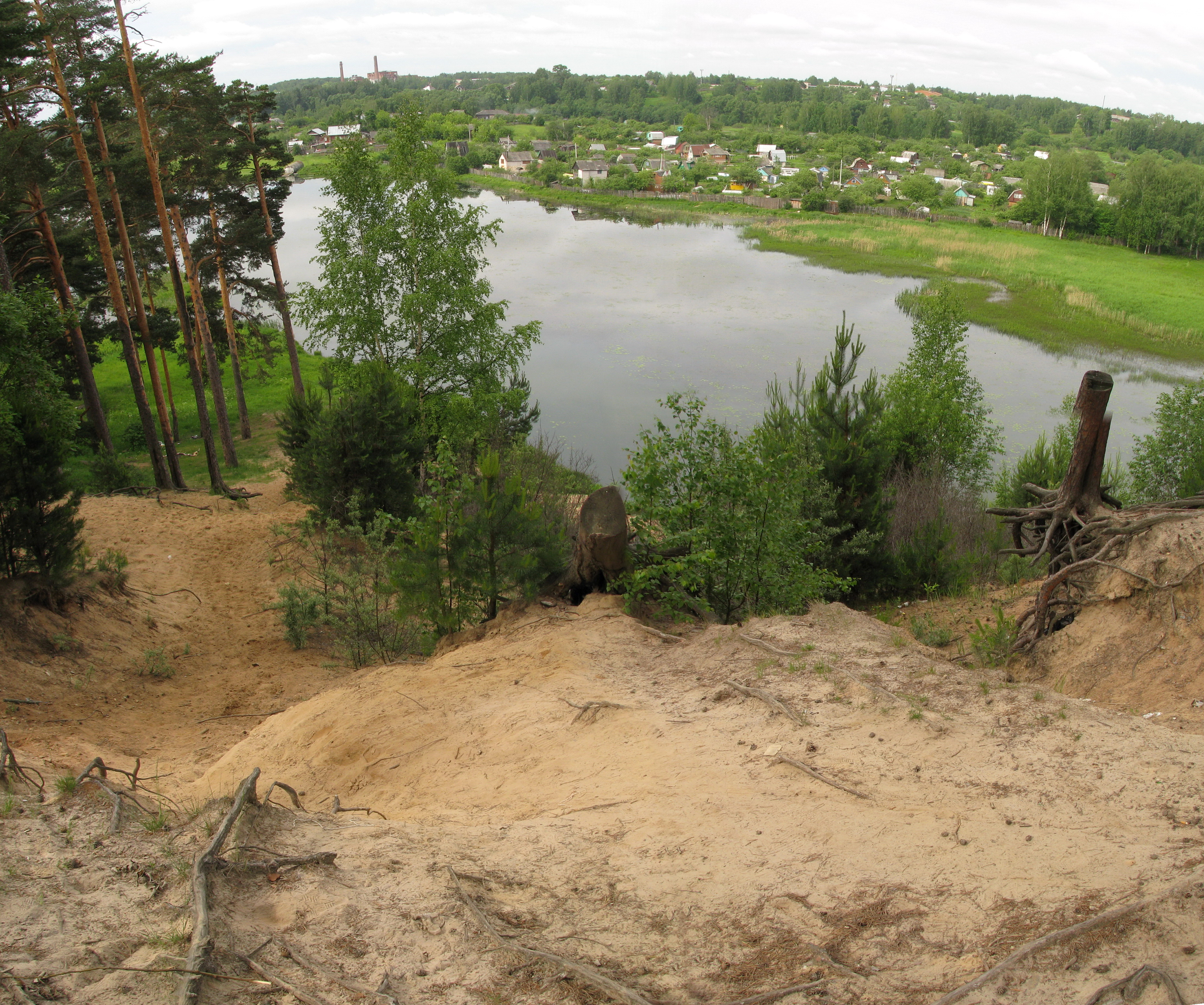
Городской парк, гора Песчанка

Кинешма восхищала драматурга Александра Островского: широта и величие Волги и неповторимый мир местной природы. Эту природу он определил как «обетованные места». Драматург писал: «Что за реки, что за горы, что за леса!… Если бы этот уезд был подле Москвы или Петербурга, он бы давно превратился в бесконечный парк, его бы сравнивали с лучшими местами Швейцарии и Италии».
Город расположен в зоне так называемой «Волжской Швейцарии», ландшафтные и природно-климатические условия благоприятны для отраслей, связанных с оздоровлением и туризмом. Лесная зона (область расположена на стыке европейской тайги и смешанных лесов) может использоваться для организации баз отдыха, оздоровительных комплексов. В прилегающих лесах насчитывается более 140 видов птиц и свыше 20 видов диких млекопитающих.

### Климат

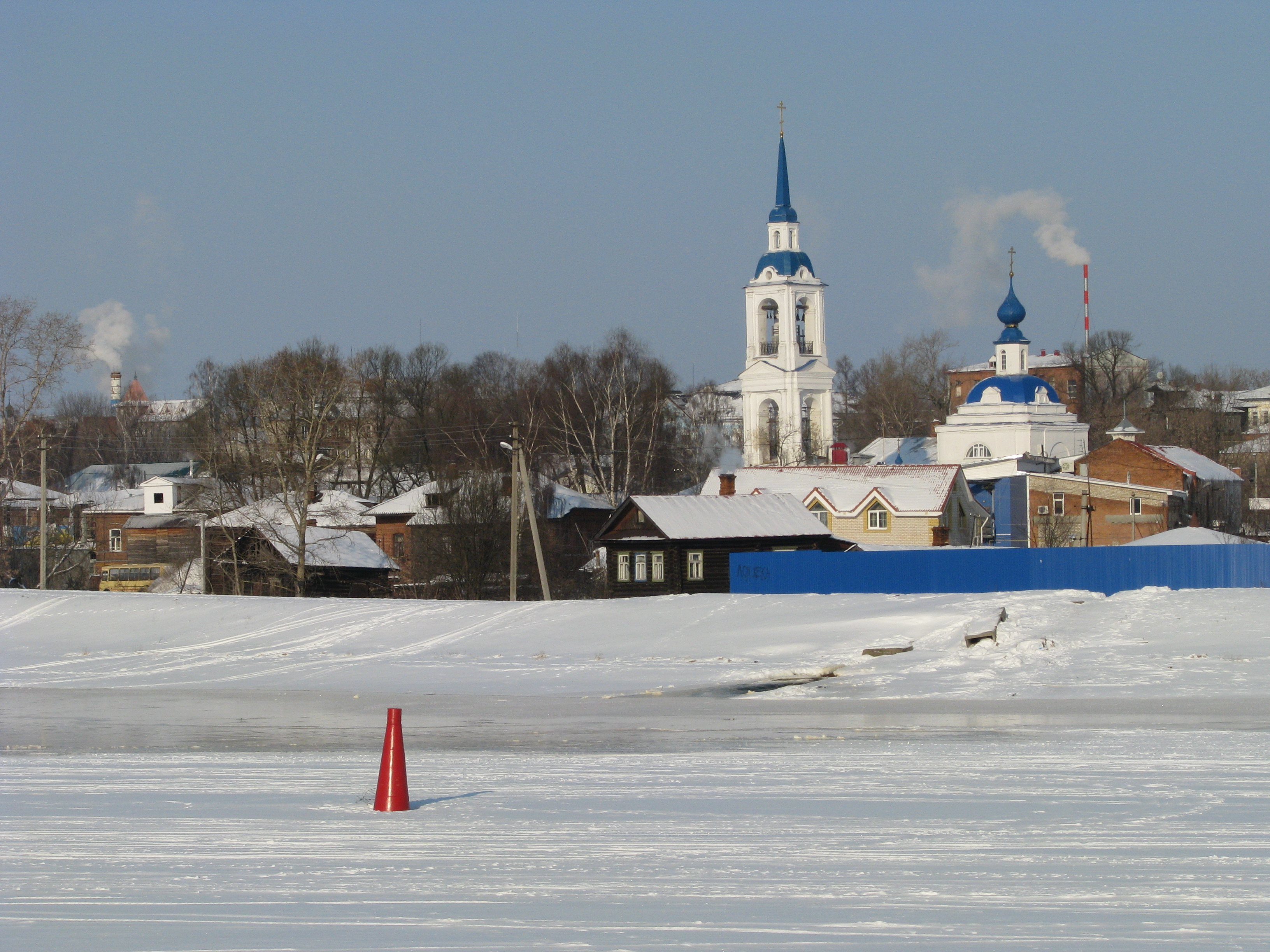
Город зимой

Климат умеренно континентальный. Для него характерно сравнительно жаркое лето и морозная зима с устойчивым снежным покровом. Средняя зимняя температура воздуха −8…−11 °C, наиболее холодный месяц зимы — январь. Средняя летняя температура +16…+18,5 °C, самый тёплый месяц лета — июль. Среднегодовая температура +3,6 °С, годовая норма осадков — 599 мм.
| Показатель                            | Янв.  | Фев.  | Март | Апр. | Май  | Июнь | Июль | Авг. | Сен. | Окт. | Нояб. | Дек.  | Год  |
| ------------------------------------- | ----- | ----- | ---- | ---- | ---- | ---- | ---- | ---- | ---- | ---- | ----- | ----- | ---- |
| Средний суточный максимум, °C         | −7,9  | −6,9  | −0,4 | 8,6  | 17   | 21,4 | 23,6 | 21,6 | 15   | 6,9  | −0,6  | −5,6  | 7,7  |
| Средняя температура, °C               | −11   | −10,4 | −4,3 | 4    | 11,5 | 16,2 | 18,5 | 16,4 | 10,4 | 3,8  | −3    | −8,3  | 3,6  |
| Средний суточный минимум, °C          | −14,3 | −14   | −7,9 | 0,1  | 6,6  | 11,2 | 13,6 | 11,9 | 6,8  | 1,2  | −5,3  | −11,3 | −0,1 |
| Норма осадков, мм                     | 36    | 29    | 30   | 34   | 47   | 73   | 73   | 68   | 61   | 56   | 50    | 42    | 599  |
| Источник: climate-data.org, Метеоинфо |       |       |      |      |      |      |      |      |      |      |       |       |      |

### Экология
Несмотря на наличие крупных промышленных предприятий, Кинешма имеет довольно высокий экологический рейтинг и обладает богатейшими рекреационными возможностями: водные ресурсы, ландшафты. Город расположен в непосредственной близости к основным источникам сырья для деревопереработки и производства строительных материалов, что обуславливает развитие специальной промышленности. В непосредственной близости от центральной части города расположен парк 35-летия Победы, который составляет преимущественно сосновый бор.

### Гидрология
Главными реками Кинешмы являются Волга (Горьковское водохранилище) и её правый приток Кинешемка, уровень которых поднят подпором Нижегородской ГЭС. В черте города в Волгу впадают ещё несколько рек: Казоха, Томна, Чёрная речка. Всё это создаёт идеальные условия для отдыха на воде и проведения спортивных соревнований по водным видам спорта. На реке Кинешемке расположен городской пляж.

## История
Точная дата основания Кинешмы неизвестна. По мнению историка К. Е. Балдина, Кинешма возникла в период монголо-татарского ига. Костромской краевед князь А. Д. Козловский в своём историческом труде (1840) упоминает Кинешму и Солдогу в числе городов, разграбленных во время похода казанского царевича (сына хана) Махмуда в 1429 году, ссылаясь при этом на «Древний русский летописец» Михаила Ломоносова и «Царственный летописец». Эта дата в качестве первого летописного упоминания Кинешмы встречается в ряде последующих источников. Тем не менее в приведённых Козловским исторических источниках упоминания Кинешмы и Солдоги под данным годом отсутствуют.
Первое упоминание о волости Кинешма относится к 1504 году, когда волость была названа в духовной грамоте великого князя Ивана III Васильевича в числе владений (в том числе город Лух), которые он пожаловал князю Фёдору Ивановичу Бельскому в вотчину. Бельский владел этими землями, предположительно, с начала 1494 года. В начале XVI века возводится деревянный Кинешемский кремль.

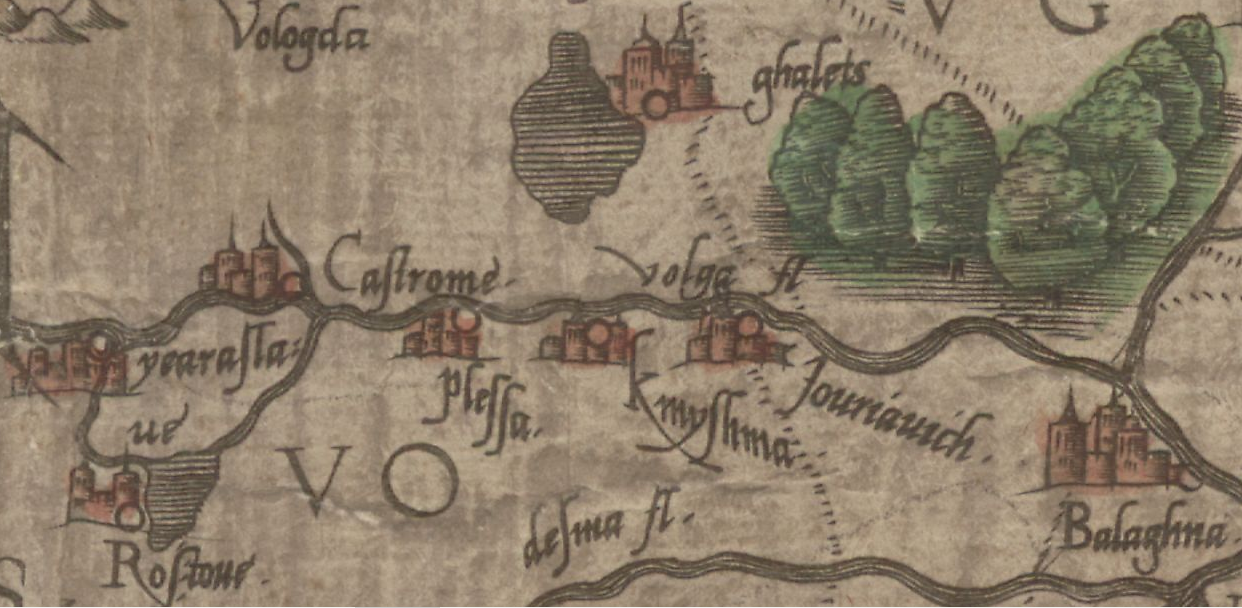
Кинешма на карте «Описание России, Московии и Тартарии», изданной английским послом и путешественником Энтони Дженкинсоном в 1562 году в Лондоне

В 1582 году Кинешма была пожалована царём Иваном Грозным князю Ивану Петровичу Шуйскому за Псковскую оборону 1581—1582 от войск польского короля Стефана Батория. После смерти Шуйского в 1587 году вернулась в царское владение.
Первоначально Кинешма была небольшой слободой, жители которой занимались рыбной ловлей на себя и государя; затем она разрослась и образовала посад.

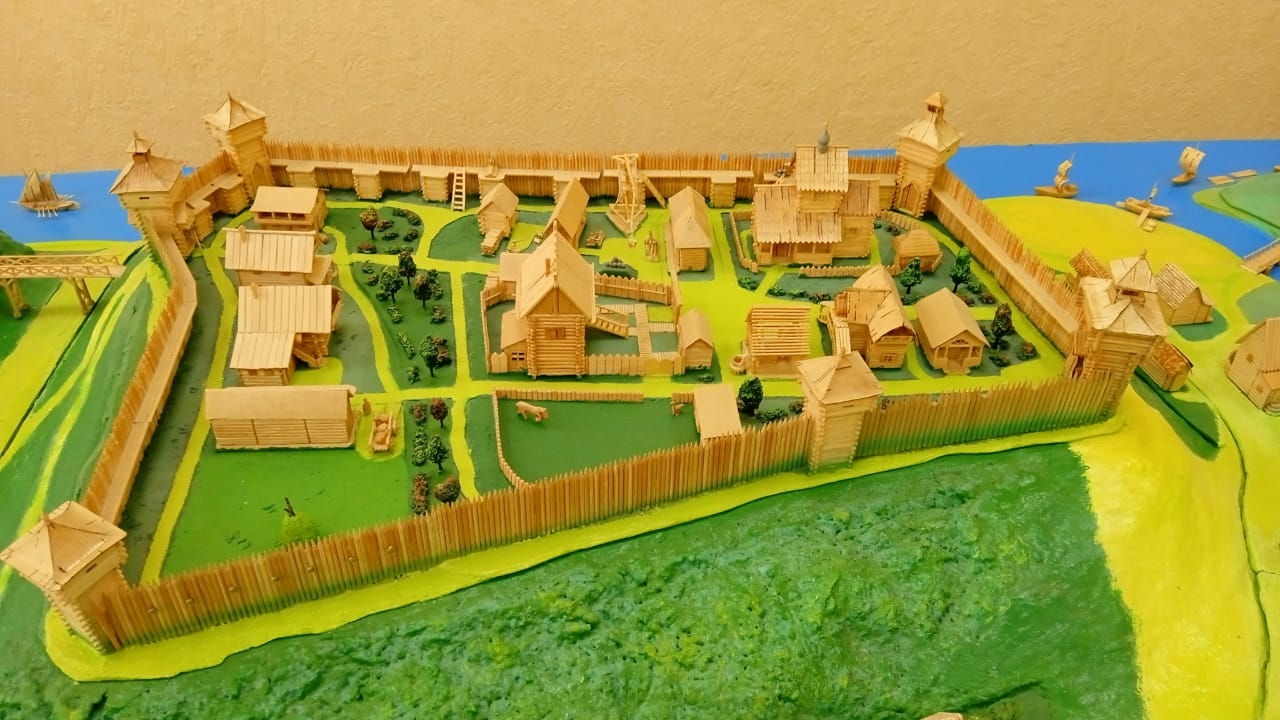
Кинешемский кремль XVII века, модель, Кинешемский краеведческий музей

В период Смутного времени кинешемское ополчение под предводительством воеводы Фёдора Боборыкина участвовало в сражениях против польско-литовских интервентов. На территории современного города состоялись сражения с отрядами Александра Лисовского и Тышкевича. Кинешемское ополчение дважды потерпело поражение. В 1609 году в результате последнего сражения (на месте ныне существующей площади Революции) Кинешма была захвачена и разорена отрядом Лисовского. Во время сражения часть населения — женщины и дети — укрывались в деревянной церкви, по приказу Лисовского церковь была сожжена вместе со всеми, кто в ней находился.
Второе народное ополчение под предводительством Минина и Пожарского, собранное в Нижнем Новгороде, двигалось на Москву вдоль волжских городов, в том числе через Кинешму. Эта слобода, разорённая и сожжённая дотла, внесла ощутимый вклад в ополчение живой силой, деньгами и провизией; кроме того, кинешемцы помогли ополчению добраться до Костромы по разлившимся в то время рекам.

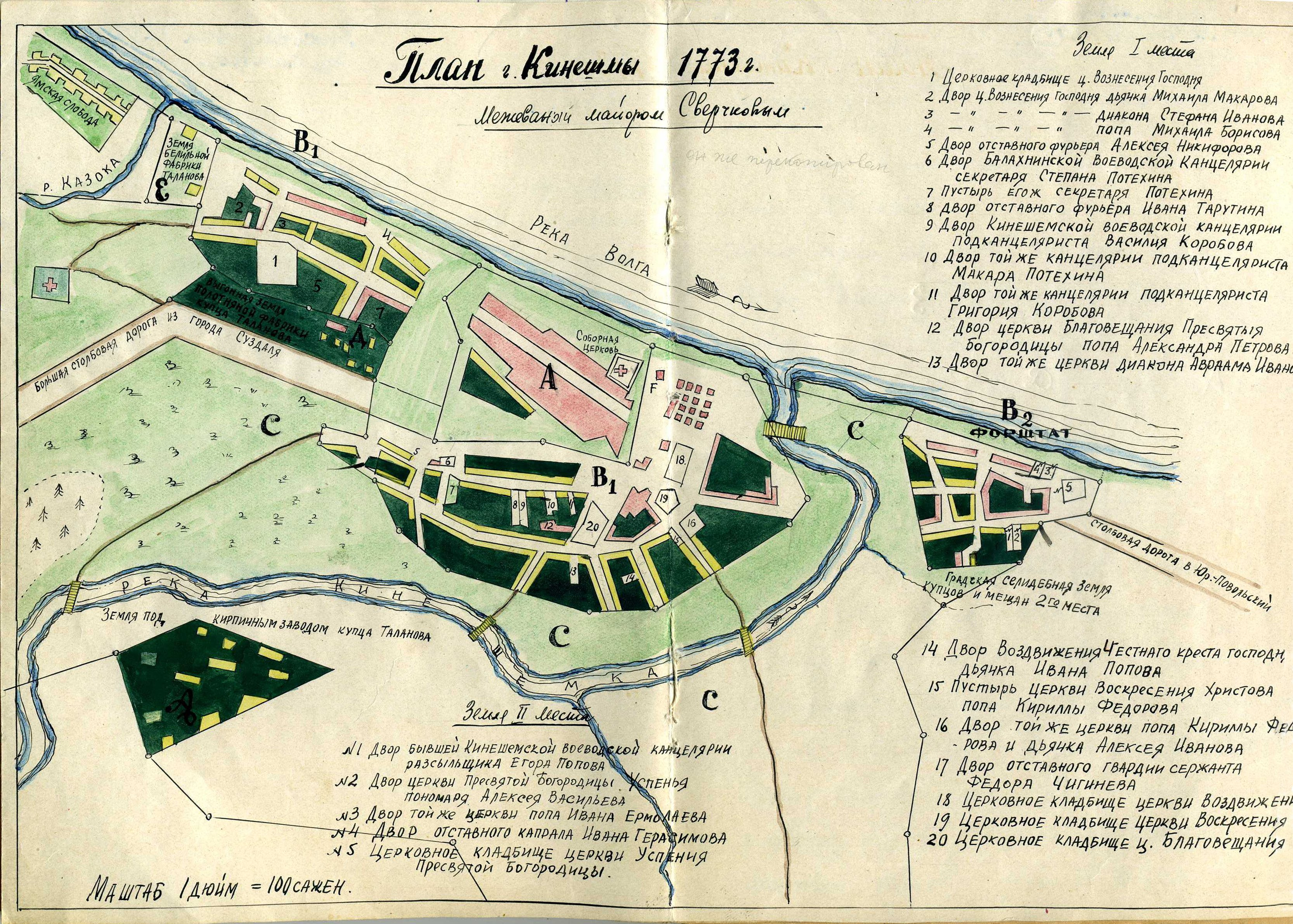
План города Кинешмы, 1773

К 1616 году Кинешма становится центром Кинешемского уезда. Благодаря своему удачному географическому расположению Кинешма вела широкую торговлю с другими городами Поволжья, северо-запада России и Москвой.
В устьях рек Кинешемки и Казохи находились удобные пристани. В городе рано получило распространение производство льняных тканей, достигшее больших масштабов и высокого развития. На ярмарках говорили о «кинешемских полотнах».
На базе промысла по производству льняных тканей, во второй половине XVIII века в городе создаётся ряд крупных полотняных мануфактур. Первой из них в 1758 году стала мануфактура купца Первой гильдии Ивана Таланова, на которой работало около 60 станков. Её главное здание — самый ранний памятник текстильной промышленности на территории нынешней Ивановской области.
В 1778 году Кинешма, бывшая ранее слободой, получила статус уездного города. 29 мая (9 июня) 1779 года императрицей Екатериной Великой городу был пожалован герб; в указе, дарующем герб, было сказано: «В зелёном поле два свёртка полотна, изъявляющие, что сей город оными производит знатный торг».
К концу XVIII века действовали мануфактуры, основанные И. Н. Талановым (1758), А. Грязновым с братьями (1778), Д. Талановым с племянниками (1779), которые выпускали различные разновидности текстильного полотна.
В XVIII — начале XX веках в Кинешме ежегодно проводились две ярмарки: Крестовоздвиженская и Тихоновская (возрождена в 2004 году).
В первой четверти XIX века вместо производства льняных тканей в городе начинает развиваться хлопчатобумажное производство, сырьём для которого служил американский хлопок. В Кинешемском уезде были основаны фабрики Морокиных (1820), Разорёновых (1823), Миндовских (1870).
В 1829 году в Кинешме родился будущий драматург Алексей Потехин. Кинешма отражена в его очерках «Уездный городок Кинешма в 1851 году», «Забавы и удовольствия в городке» и в главах неоконченного романа. В этих работах даны зарисовки жизни старинного русского города, повествование о быте и нравах местных жителей, описание Волги и её окрестностей.

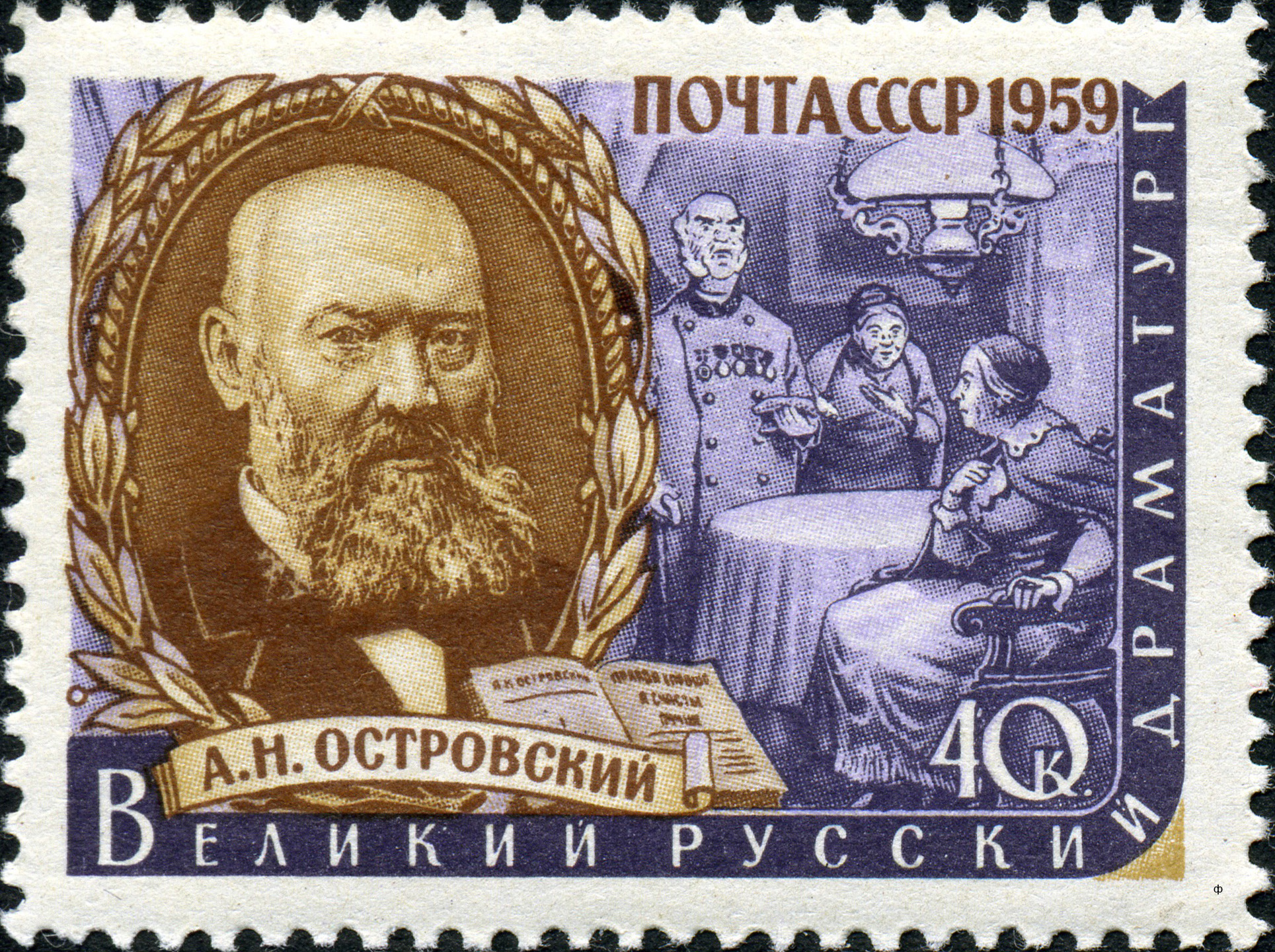
Александр Островский, почтовая марка СССР, 1959

В Кинешме часто бывал драматург Александр Островский, владевший имением Щелыково недалеко от города. Первое знакомство А. Н. Островского с Кинешмой состоялось в 1848 году в связи с покупкой Щелыкова его отцом, Н. Ф. Островским. В 1872 году уездное земское собрание единогласно избрало его на должность почётного мирового судьи, которую он занимал до 1881 года. С 1874 года Островский был избран гласным Кинешемского земства, на должности которого контролировал деятельность исполнительных органов земства, отвечавших за поддержание дорог, развитие сельского хозяйства, торговли, промышленности, за состояние народного образования, здравоохранения, работу почты. С 1879 года Островский являлся членом Кинешемского общества сельского хозяйства и принимал участие в сборе сведений о сельской поземельной общине. Островский ходатайствовал об организации удобной переправе через Волгу, открытии общества взаимного кредита, устроении телеграфной станции. Близким его знакомым был И. В. Промтов, почтмейстер, позднее (1886) заведующий почтово-телеграфной станции в Кинешме. Островский проявлял интерес к истории Кинешемского края, изучал местную народную культуру. Всё это, как и знакомства с местными жителями разных сословий и состояний, повлияло на его творчество. Кинешма сыграла значительную роль в создании им образов волжских городов — Калинова и Бряхимова (пьесы «Гроза», «Бесприданница»). Кинешма упоминается в письмах драматурга.
Новым стимулом в развитии города стала железная дорога — в 1871 году была построена железнодорожная линия Иваново-Вознесенск — Кинешма Московско-Ярославской железной дороги. Во второй половине XIX века были построены химические заводы по производству красителей и купороса, чугунолитейный завод, деревообрабатывающие и другие предприятия. Во второй половине XIX века в Кинешме появляется еврейское население.

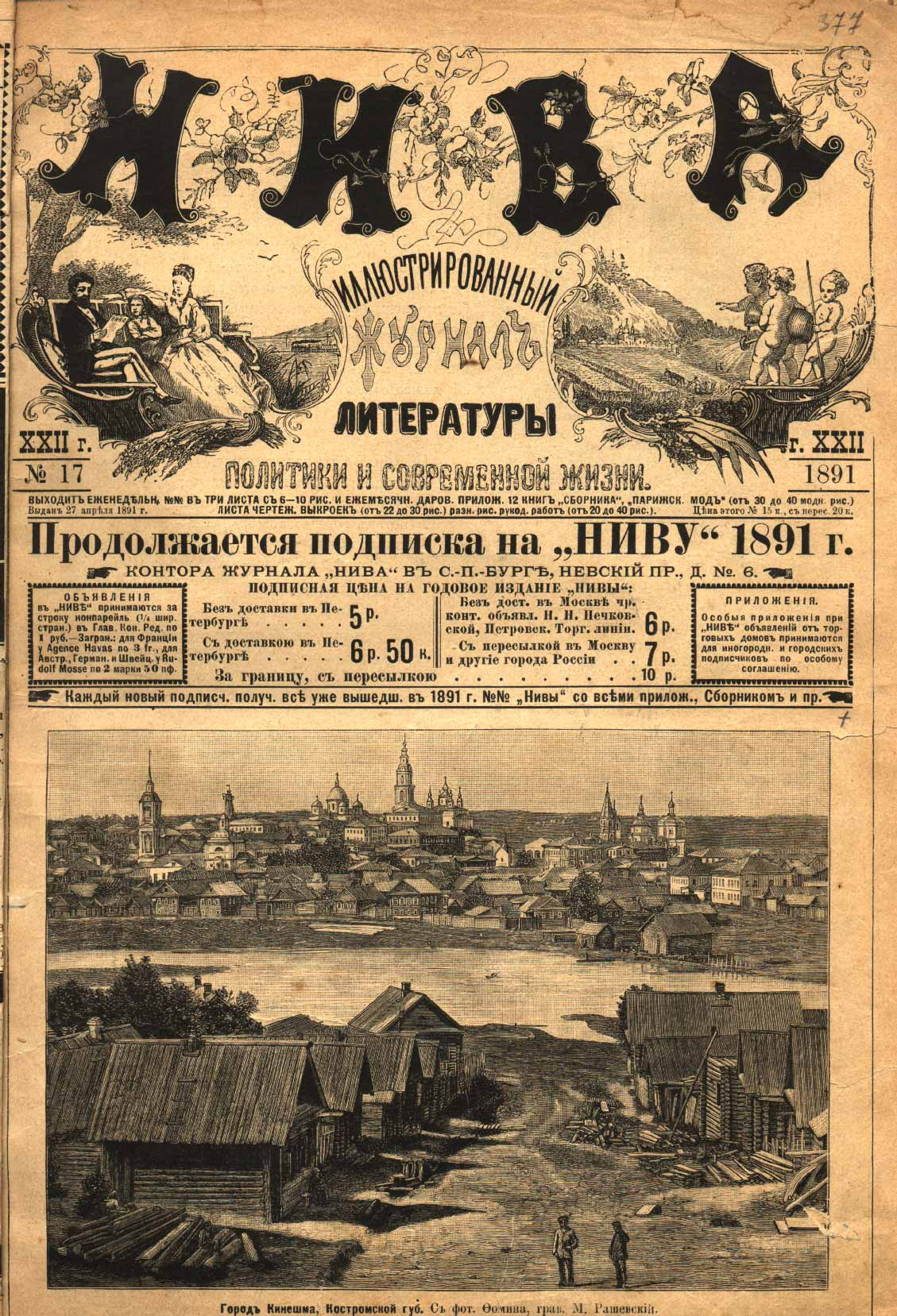
Кинешма в журнале «Нива», 1891

К концу XIX века Кинешма с уездом стали одним из крупнейших центров текстильного производства. Был построен ряд новых крупных предприятий, в том числе в 1878 году электротехнический завод А. И. Бюксенмейстера — одно из первых в России предприятий по производству электроугольных изделий и ламп накаливания (ныне завод «Электроконтакт»).
Кинешму в ряде своих картин отразил известный художник Борис Кустодиев. Впервые он посетил в город летом 1898 года. В 1905 году Кустодиев построил дом-мастерскую «Терем» близ Кинешмы, на Волге, ставший местом работы и творчества художника. В это время Кустодиев начал поиск собственного стиля, отойдя от реализма своего учителя Ильи Репина, писал не с натуры, а исходя из собственных представлений. Он вдохновлялся народными гуляньями, ярмарками, лубочными изображениями. Темой своей дипломной работы Кустодиев выбрал Кинешемскую ярмарку. Картину высоко оценила квалифицированная комиссия. В целом Кинешма запечатлена в «кустодиевских ярмарках», серии картин, изображающей праздничный быт конца XIX века — начала XX века.
В 1909 году Кинешемское духовное училище окончил будущий маршал Советского Союза и выдающийся военный стратег Александр Василевский (родился в селе Новая Гольчиха Кинешемского уезда). В 1975 году в Кинешме в рамках увековечивания памяти о «знатных» (прославленных) кинешемцах был осуществлён ряд переименований улиц, в том числе улица Петровская переименована в улицу Маршала Василевского.
В 1909—1912 годах в Кинешме жил будущий писатель и революционер Дмитрий Фурманов. Это время стало важным для формирования его мировоззрения и характера. В 1911—1912 годах он учился в Кинешемском реальном училище (V—VII классы), где окончательно решил посвятить себя литературе. В Кинешме писал стихи. С 1910 и до конца жизни вёл дневник. В 1912 году в местной газете «Ивановский листок» Фурманов публикует стихотворение «Памяти Д. Д. Ефремова», посвящённое учителю литературы Кинешемского училища. 5 июня 1912 года получил диплом об окончании Кинешемского реального училища. Имя Фурманова в Кинешме было присвоено Фурмановскому тупику, с 1957 года Фурмановский переулок. В 1958 году имя Фурманова присвоено школе (бывшему реальному училищу), с 2010 года — Лицей имени Д. А. Фурманова.

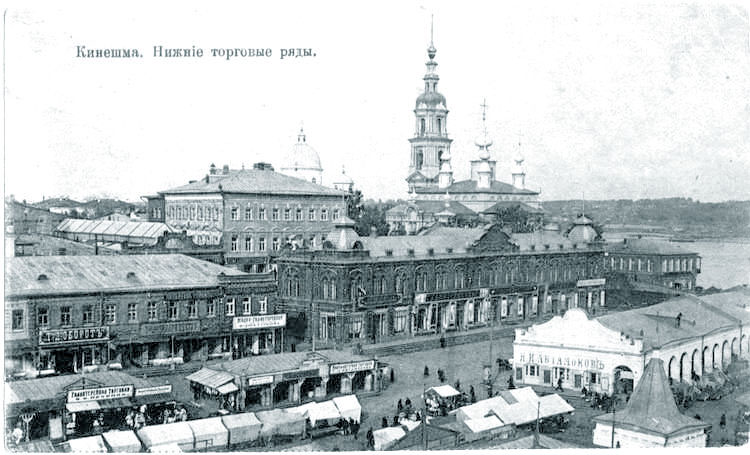
Троицко-Успенский кафедральный собор и нижние торговые ряды, начало XX века

К 1913 году в городе и уезде имелось около 90 промышленных предприятий.
После Февральской революции 1917 году в Кинешме был создан Совет рабочих депутатов.
Советский период ознаменовался бурным экономическим ростом, увеличением численности населения города и развитием инфраструктуры С 1930-х годов начинается массовое перевооружение всех отраслей народного хозяйства.
В 1931 году в Кинешме было создано районное управление Волжского управления речным транспортом (пароходство). В 1934 пристань Кинешма вошла в состав Верхневолжского речного пароходства. В годы Великой Отечественной войны в городе было размещено 7 эвакуационных госпиталей.
С 1933 года в Кинешме проживал будущий Герой Советского Союза Юрий Горохов (родился в 1921 года в деревне Федосцыно, ныне Заволжский район). В Кинешму он переехал с родителями и учился в средней школе № 4 (ныне Лицей имени Д. А. Фурманова). По окончании школы с 1937 года работал токарем на заводе имени Калинина, одновременно занимался в Кинешемском аэроклубе имени С. А. Леваневского. В возрасте 17 лет осенью 1938 года по комсомольской путёвке Горохов был направлен в Чкаловскую военную авиационную школу. Во время Великой Отечественной войны совершил большое число боевых подвигов. С 1943 года летал на именном истребителе ЯК-7 «Александр Пушкин». Погиб 1 января 1944 года в бою. В честь Юрия Горохова названы улицы в Кинешме и Заволжске. В Кинешме на Вичугской улице Горохову посвящён военный мемориал. В парке культуры и отдыха Кинешмы есть берёзовая аллея Героев, одна из берёз посажена в честь Юрия Горохова. В парке находится макет самолёта ЯК-7 «Александр Пушкин».
30 марта 1967 года было начато строительство завода «Автоагрегат», который первоначально именовался филиалом Московского завода малолитражных автомобилей (МЗМА, впоследствии — АЗЛК). На заводе с 1996 по 2003 год выпускалась мотоколяска «Кинешма». В 1974 году в Кинешме открывается общетехнический факультет Ивановского химико-технологического института.
В 1976 году в городе появляется комбинат крупнопанельного домостроения (ДСК), комбинат массово ведёт строительство жилья в городе и других городах области.
В советский период появляется большое число культурных объектов, в том числе в 1979 году открывается новое здание Кинешемского драматического театра имени А. Н. Островского.
В 1986 году в районе Кинешмы начинается строительство совмещённого железнодорожно-автомобильного моста через Волгу, который был достроен только в 2003 году и лишь в автомобильном варианте.
На ликвидацию последствий аварии на ЧАЭС отправились более 700 кинешемцев — военнослужащих бригады радиационной, химической и биологической защиты и призванные из запаса.
В результате кризиса 1990-х годов прекратили работу многие предприятия Кинешмы.
Приказом Министерства культуры РФ № 418/339 от 29 июля 2010 года Кинешма утверждена как историческое поселение.

## Население
| 1856     | 1869     | 1897     | 1904     | 1913     | 1926     | 1931     | 1939     | 1959     | 1967     | 1970     |
| -------- | -------- | -------- | -------- | -------- | -------- | -------- | -------- | -------- | -------- | -------- |
| 2100     | ↗4829    | ↗7600    | ↘4297    | ↗9200    | ↗33 700  | ↗50 100  | ↗75 165  | ↗87 214  | ↗94 000  | ↗95 603  |
| 1973     | 1975     | 1976     | 1979     | 1982     | 1986     | 1987     | 1989     | 1991     | 1992     | 1993     |
| ↗97 000  | ↗100 000 | →100 000 | ↗101 877 | ↗103 000 | ↗105 000 | →105 000 | ↘104 578 | ↗105 000 | ↘104 400 | ↘104 000 |
| 1994     | 1996     | 1997     | 1998     | 1999     | 2000     | 2001     | 2002     | 2003     | 2005     | 2007     |
| ↘103 000 | ↘102 300 | ↘101 000 | ↘100 300 | ↘100 000 | ↘99 100  | ↘98 300  | ↘95 233  | ↘95 200  | ↘94 200  | ↘92 900  |
| 2008     | 2009     | 2010     | 2011     | 2012     | 2013     | 2014     | 2015     | 2016     | 2017     | 2018     |
| ↘92 400  | ↘91 982  | ↘88 164  | ↗88 200  | ↘87 415  | ↘86 742  | ↘86 067  | ↘85 344  | ↘84 561  | ↘83 871  | ↘82 995  |
| 2019     | 2020     | 2021     |          |          |          |          |          |          |          |          |
| ↘81 986  | ↘80 950  | ↘77 694  |          |          |          |          |          |          |          |          |

На 1 января 2025 года по численности населения город находился на 221-м месте из 1124 городов Российской Федерации. Численность населения города по состоянию на 1 января 2024 года составляет 74 тысячи 804 человека.
Национальный состав
По данным переписи населения 2010 года, национальный состав населения Кинешмы представлен следующими национальностями: русские (95 %), украинцы (0,59 %), азербайджанцы (0,32 %), татары (0,29 %), цыгане (0,27 %) и другие.
По итогам переписи населения 2020 года проживали следующие национальности (национальности менее 0,1 % и другое, см. в сноске к строке «Другие»):
| Национальность | Численность, чел. | Доля     |
| -------------- | ----------------- | -------- |
| Русские        | 71 564            | 92,11 %  |
| Украинцы       | 174               | 0,22 %   |
| Азербайджанцы  | 150               | 0,19 %   |
| Армяне         | 122               | 0,16 %   |
| Татары         | 89                | 0,11 %   |
| Табасараны     | 79                | 0,10 %   |
| Другие         | 5516              | 7,11 %   |
| Итого          | 77 694            | 100,00 % |

## Символика

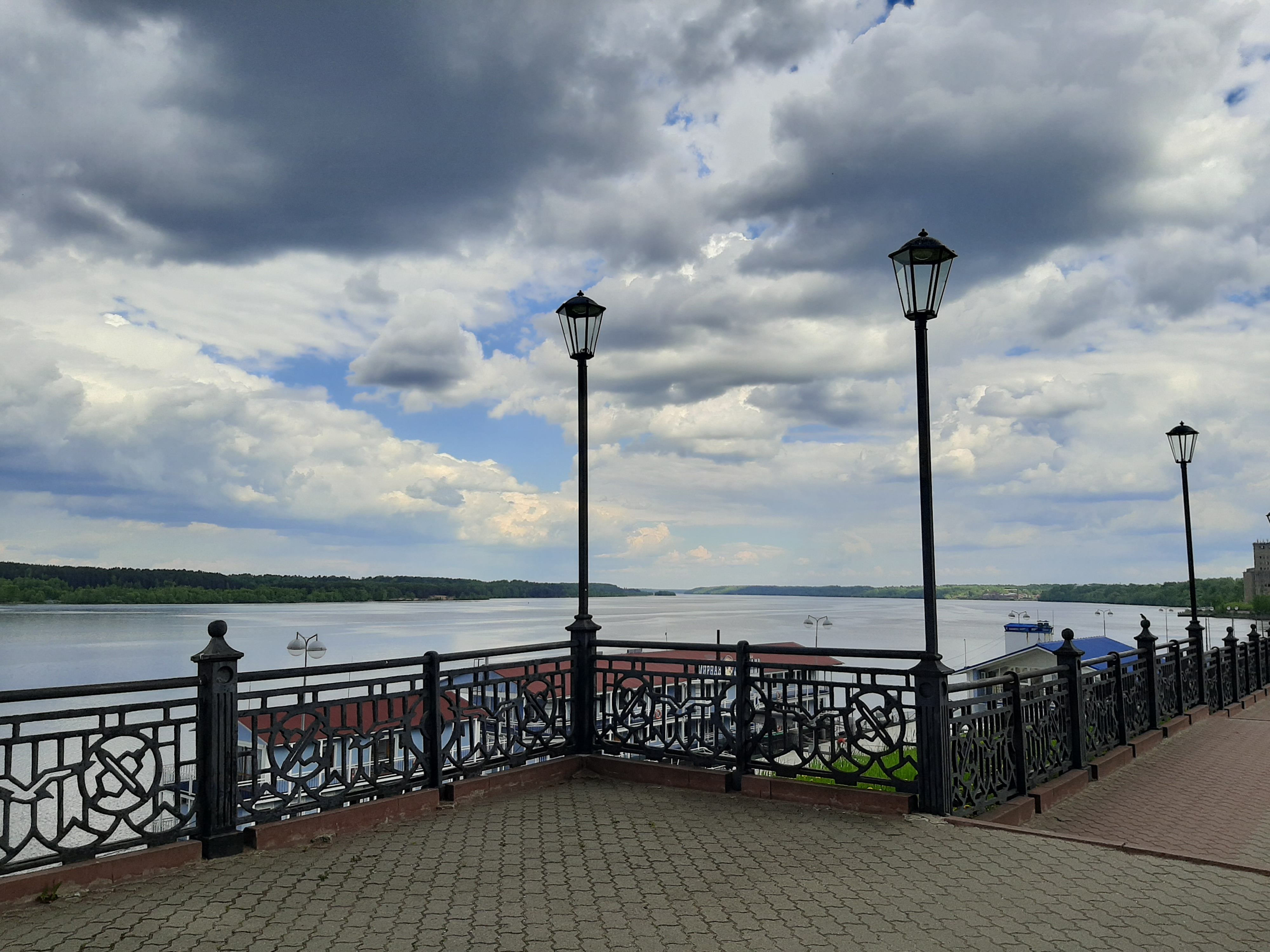
Фигуры на перилах Волжского бульвара

Раннее и успешное развитие производство льняных тканей отражено на символике города в виде двух свитков полотна.
Для Кинешмы как для «города текстильщиков» характерен рисунок в виде перекрещивающихся ткацкого челнока и бобины с пряжей, отражённый в том числе на чугунных перилах Волжского бульвара, сохранившихся с советского времени.

### Герб

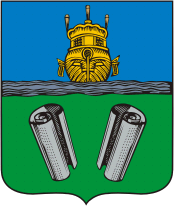
Герб 1779 года

Современный герб городского округа Кинешма утверждён решением Кинешемской городской думы пятого созыва от 20 октября 2010 года № 12/98. Герб включает в себя зелёное поле, которое содержит два серебряных свитка сообращённых краями и наклонённых друг к другу. Щит герба обрамляет орденская лента, символизирующая награду города орденом Трудового Красного Знамени в 1977 году. Верхняя часть герба содержит символ — корону с пятью зубцами, указывающий принадлежность города к городскому округу. В основу современного герба положен исторический герб Кинешмы, который был жалован городу императрицей Екатериной II 29 марта 1779 года. В верхнем поле исторического герба имелась общая для всех костромских городов галера.

### Флаг
Флаг городского округа Кинешма был утверждён решением Кинешемской городской думы пятого созыва от 20 октября 2010 года. Флаг представляет собой прямоугольное зелёное полотнище в соотношении ширины и длины 2:3. Поле флага содержит два белых свитка из герба города. В основу разработки флага был положен современный герб города. Зелёный фон флага символизирует здоровье, молодость и рост.

## Гражданская архитектура
В 1983 году краевед Л. А. Шлычков писал: «Современные постройки, динамичный ритм жизни центральной площади Кинешмы придают ей характерные черты XX века. Но в архитектурном обрамлении, в улочках и переулках, выходящих на нее, узнается старинный торговый волжский город». Плывущие по Волге могут «наблюдать живописную панораму, в которой лаконичный объем драмтеатра соседствует со старинным соборным ансамблем. Эта контрастная картина — обобщенный образ богатого памятниками старинного города».
Из исторической гражданской архитектуры сохранилась рядовая застройка XIX века и ряд достопримечательностей XIX века — начала XX веков:
- Волжский бульвар.
- Красные и белые торговые ряды. Построены в конце XIX — начале XX веков[5]. Комплекс торговых зданий[80], расположенных в центральной, исторической части города, был сооружён на средства купцов-арендаторов. Торговые вывески приглашали в лавки Автономова, Буркова, Гиринского, в «Торговый дом Красильникова и Бобылькова», в лабазы знаменитых хлеботорговцев Шемякиных и Латышевых. О строительстве комплекса существует городская легенда, согласно которой в 1910 году кинешемские купцы отправились на ярмарку во вновь открытые павильоны Нижегородской ярмарки. Здание, где располагались торговые ряды, а также торг купцам понравились. По дороге домой зашёл спор, могут ли кинешемские купцы построить нечто похожее, но только лучше. Так появились в Кинешме красные торговые ряды, которые украсили восьмигранными куполами по углам прямоугольного двухэтажного здания, расположив по центру фасада аттик — небольшую стенку над карнизом со сложным рисунком, выведенным при помощи кирпичной кладки. «Ансамбль торговых рядов: красный и мануфактурный корпуса» включены в единый государственный реестр объектов культурного наследия народов Российской Федерации в качестве ансамбля местного (муниципального) значения[81].
- Торговый дом Баранова.
- Никольский мост через реку Кинешемку.
- Университет (филиал МГИУ).
- Здание Кинешемского реального училища (ныне Лицей имени Д. А. Фурманова). Открыто в 1904 году. Строительство здания и его оборудование осуществлено на средства кинешемского фабриканта И. А. Коновалова, который в затем стал попечителем училища, и училищу было присвоено его имя[40]. Фасады здания оживлены в разных местах декором в стиле классицизма[20]. В 1911—1912 годах здесь учился писатель-революционер Дмитрий Фурманов. После Октябрьской революции училище преобразовано в Единую Трудовую школу 2-й ступени. В 1933—1937 годах в школе учился будущий Герой Советского Союза Юрий Горохов. В 1958 году школе было присвоено имя Д. А. Фурманова. В 2010 году присвоен статус лицея[40].
- Дом Тихомирова.
- Кинотеатр «Пассаж».
- Здание городской типографии имени В. И. Ленина, 4—6 апреля 1917 года здесь состоялось совещание Совета рабочих и крестьянских депутатов Иваново-Кинешемского района.
- Банк Верхневолжский, конец XIX века, ныне экспозиция Кинешемского государственного художественно-исторического музея.
- Бывшая полотняная фабрика Миндовского, ныне Кинешемское медицинское училище.
- Здание Банка. Полностью реконструировано в 2008 году.
- Здание автостанции, бывшее здание старого железнодорожного вокзала 1871 года[82].
- Ресторан-музей «Русская изба». Здесь до революции находилась чайная трезвости, где хранилась нелегальная литература, проводились большевистские сходки и здесь же 26 октября (8 ноября) 1917 года была провозглашена Советская власть в Кинешме.
- Дом М. И. Куприяновой 1900-х годов, деревянный, украшен фасадной резьбой[5].
- Дом Нагорских 1909—1914 годов, деревянный с чертами модерна, построен архитектором Н. В. Нагорским для отца — доктора медицины и ветеринара В. Ф. Нагорского[5].
- Здание Кинешемского Совета рабочих и солдатских депутатов в 1917 году.
- Старое здание Кинешемского драмтеатра имени А. Н. Островского.
- Усадьба кинешемских фабрикантов Севрюговых, построенная в 1904 году[83].

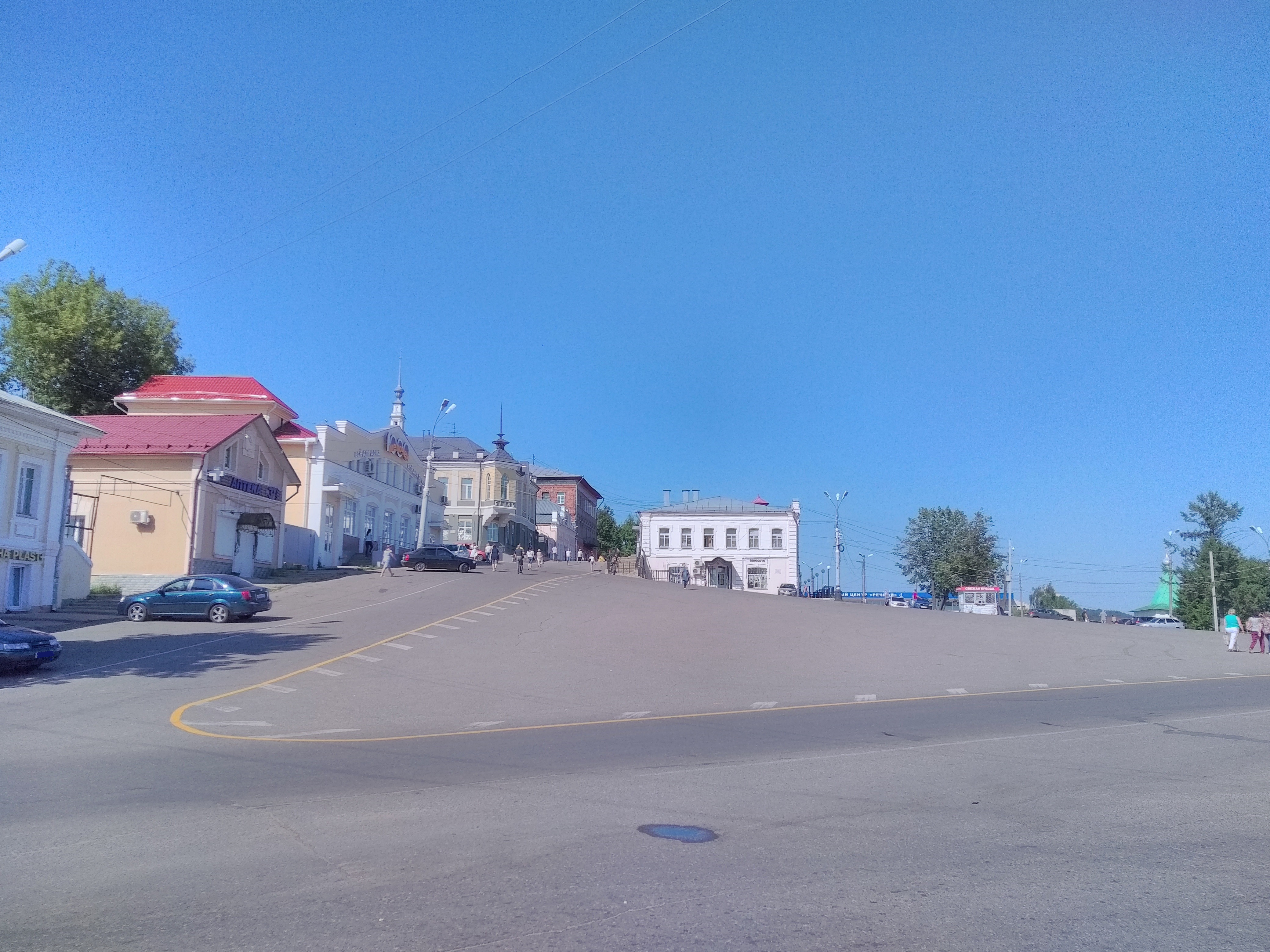
Площадь Революции
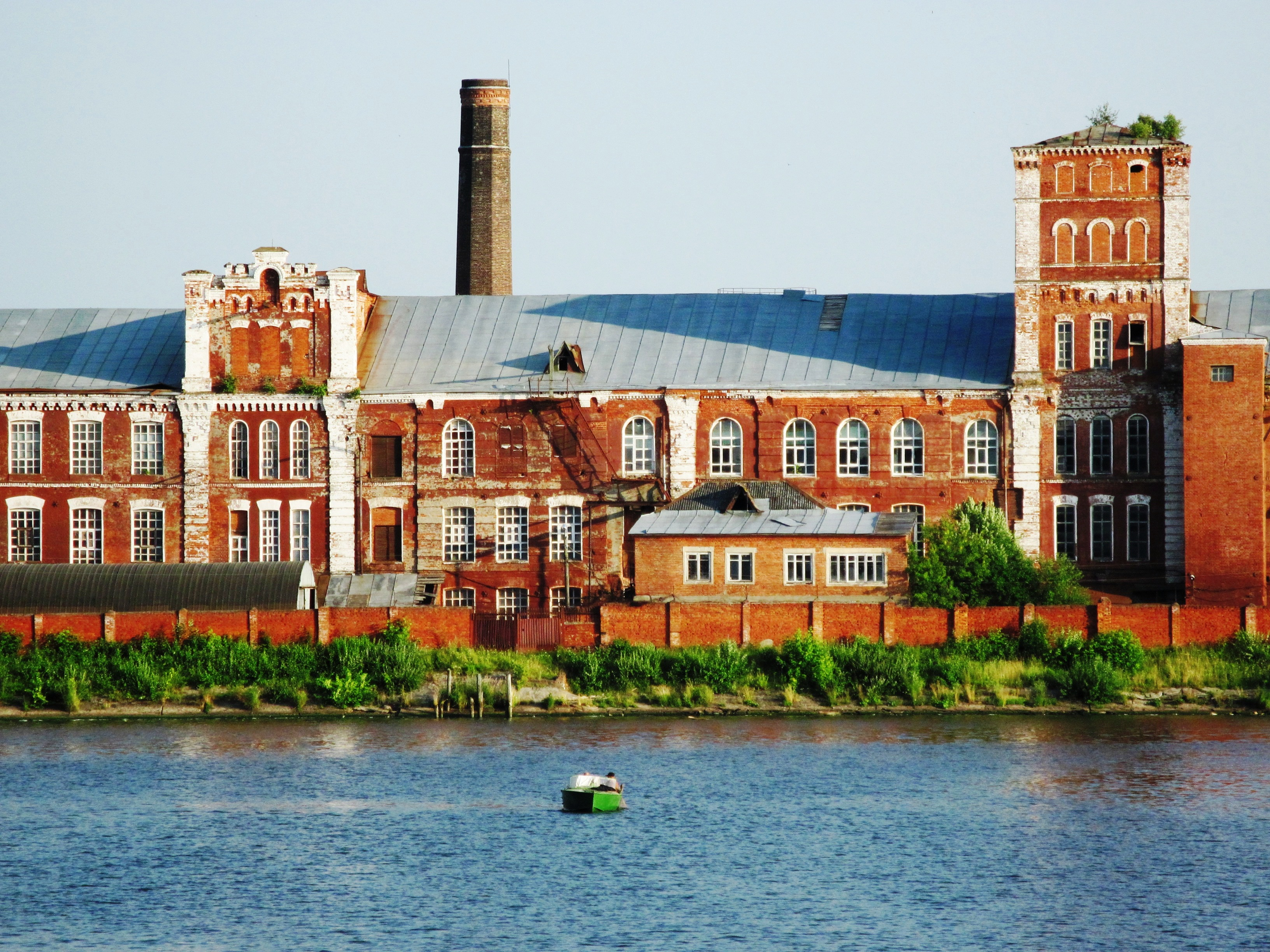
Фабрика «Томна»
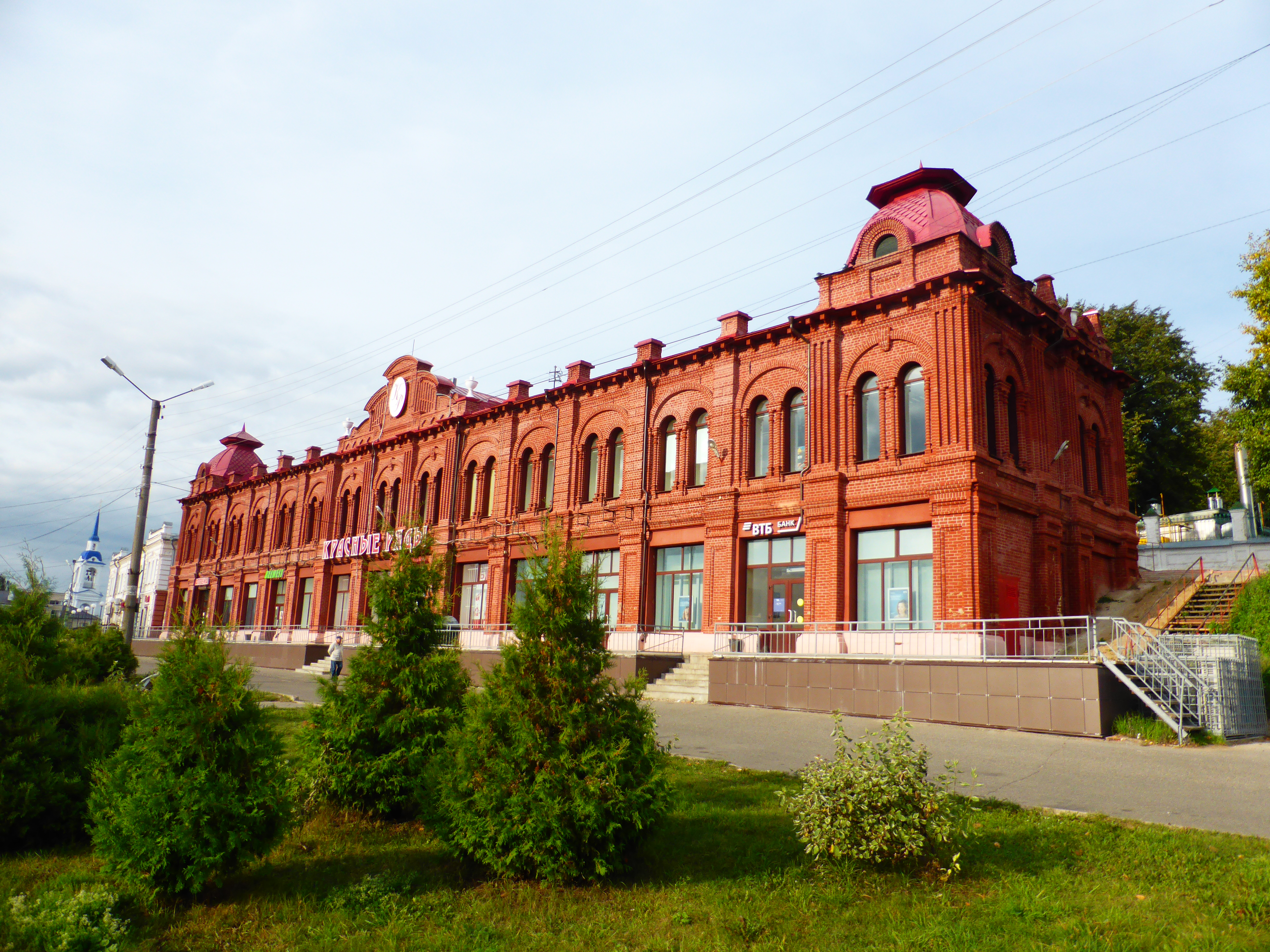
Красные торговые ряды
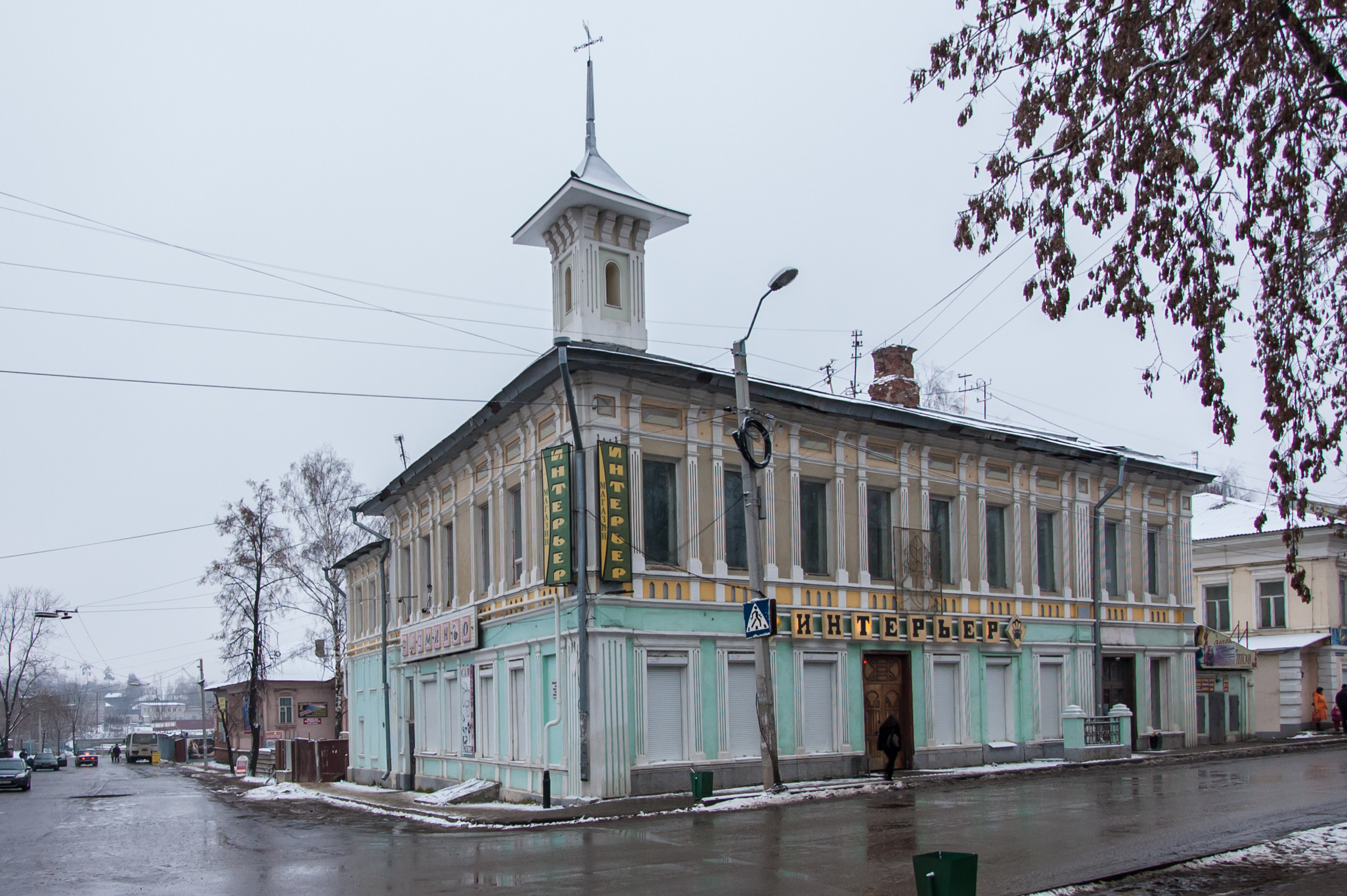
Дом торговый Баранова
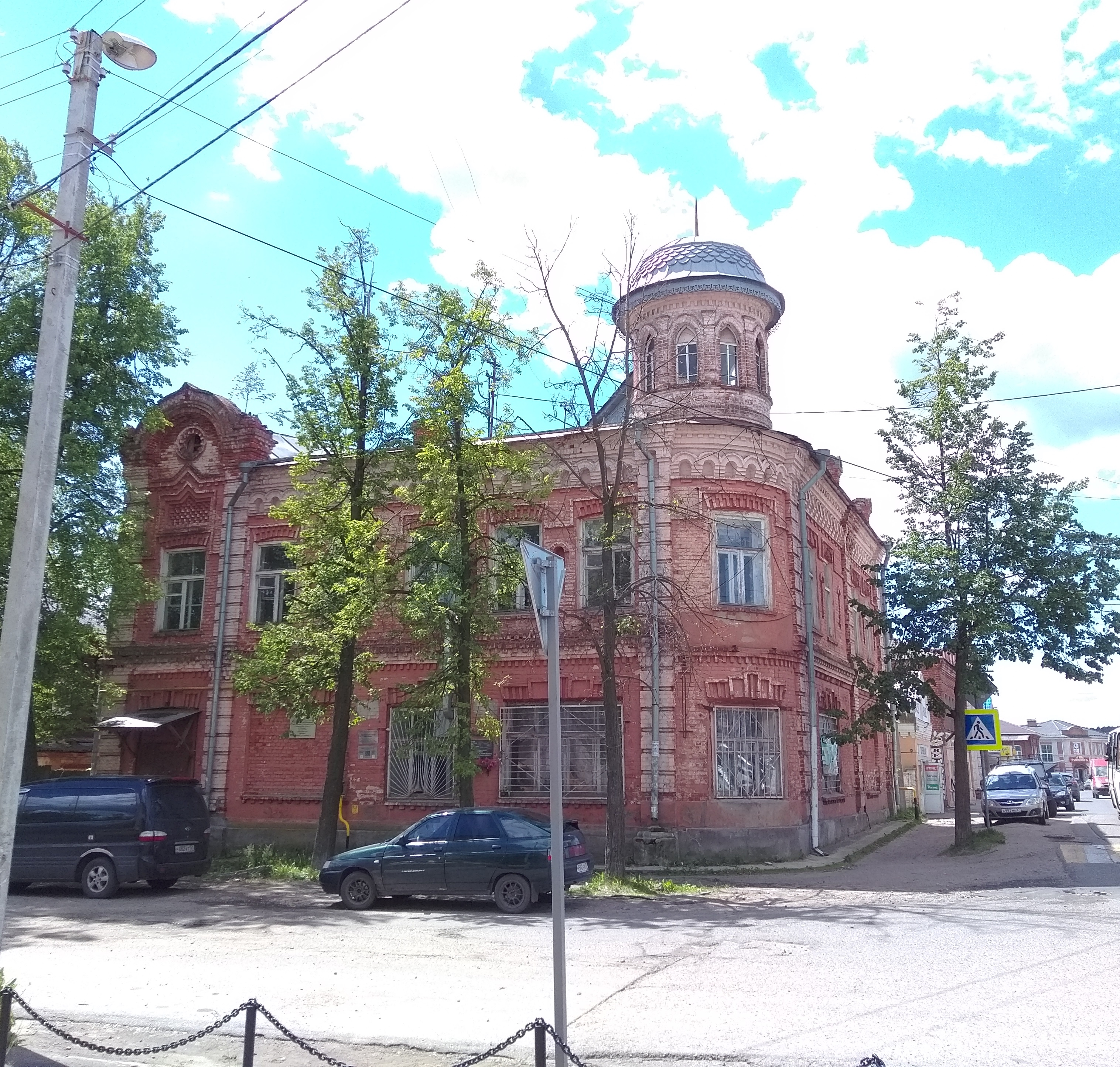
Винный магазин Бобкова, конец XIX века
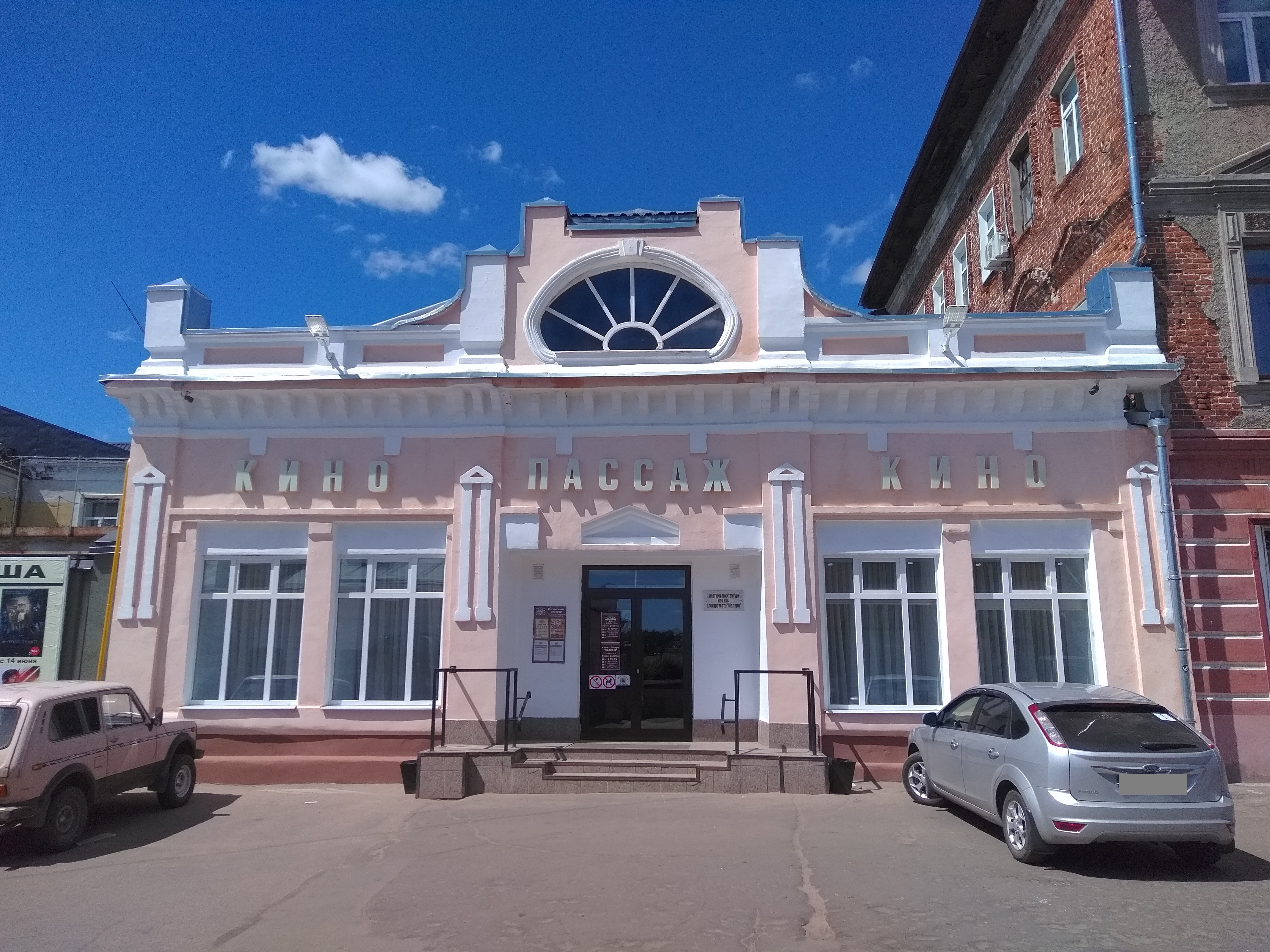
Электротеатр, ныне кинотеатр «Пассаж»
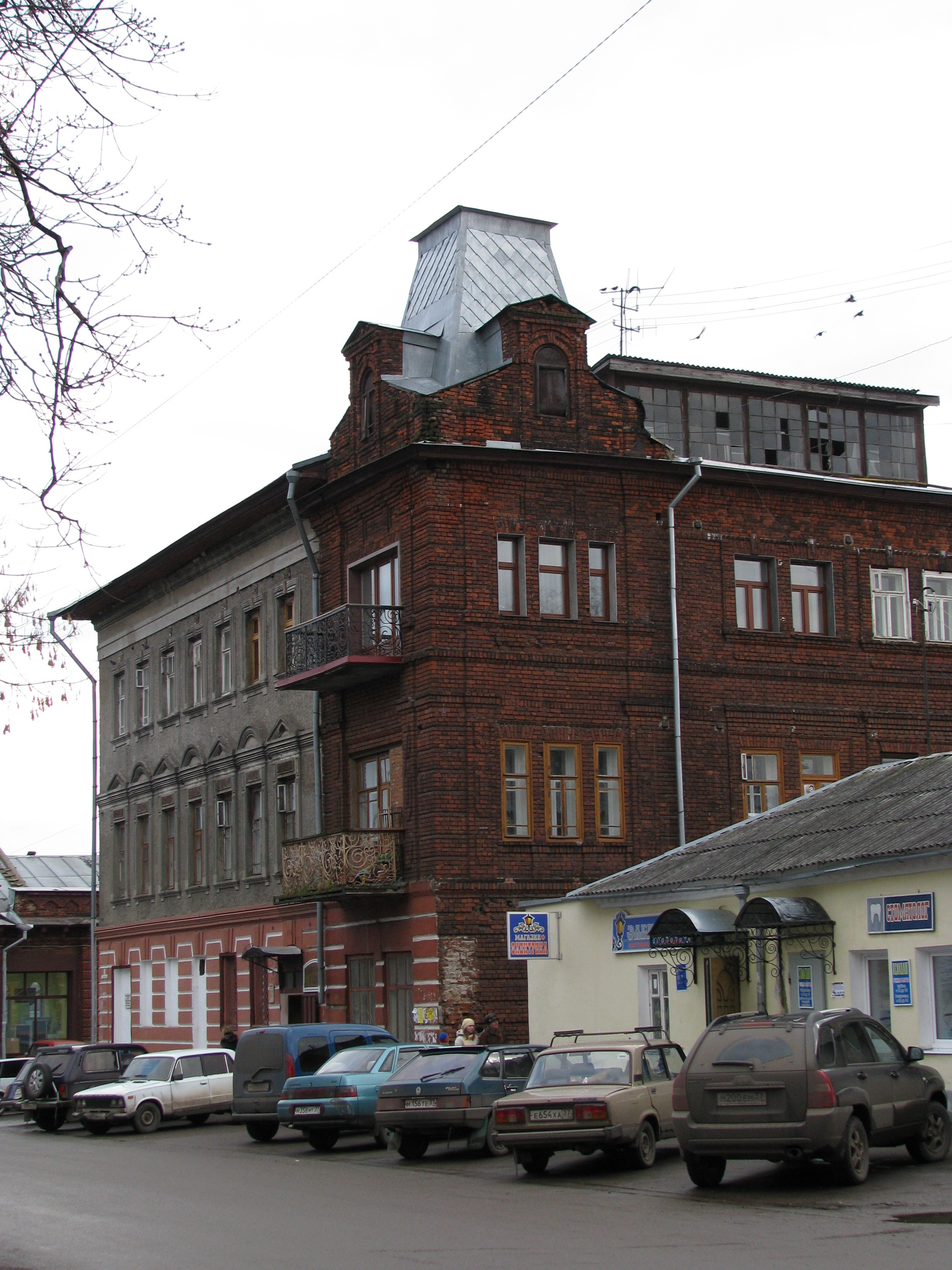
Дом Тихомирова
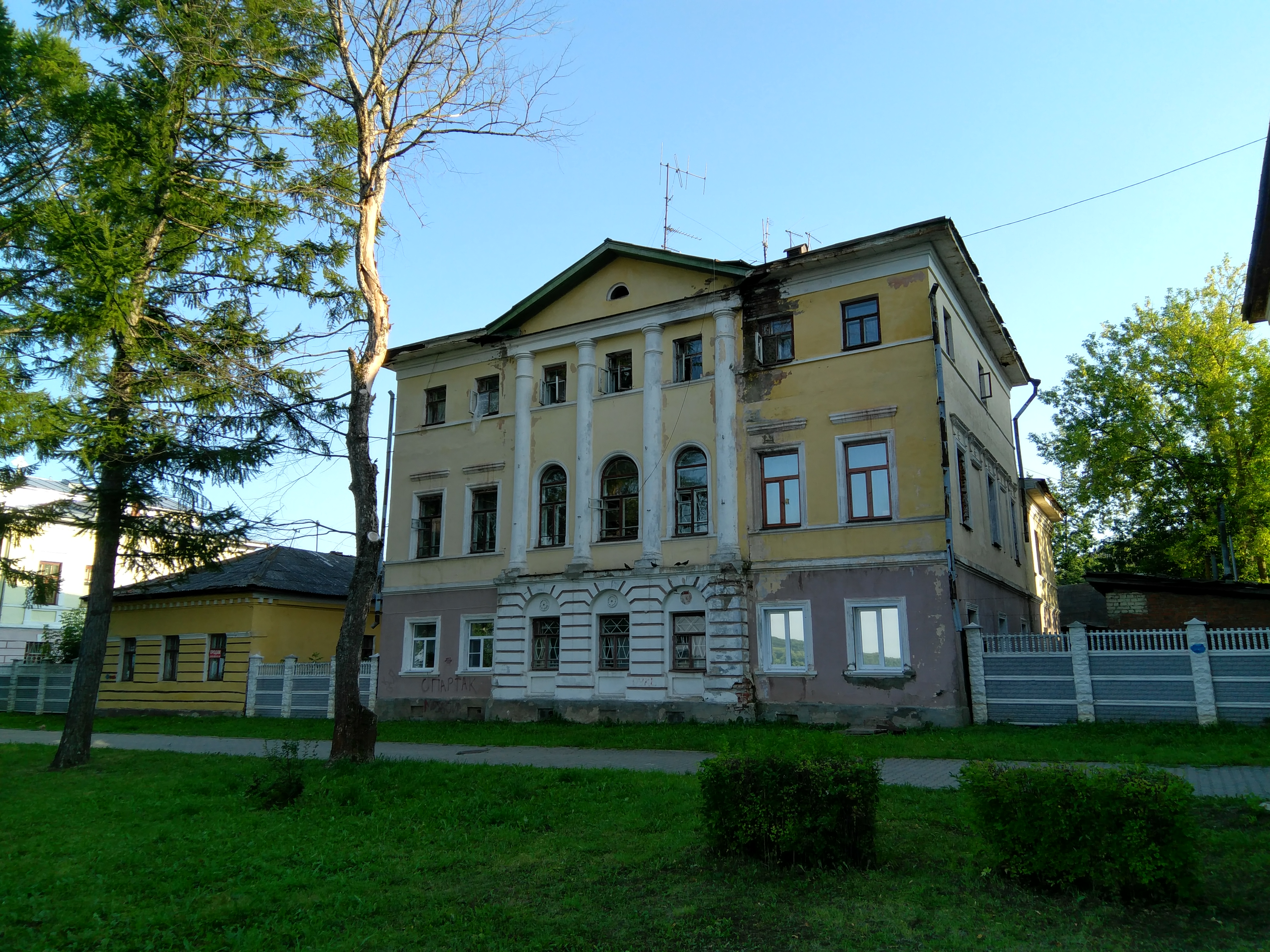
Дворянское собрание
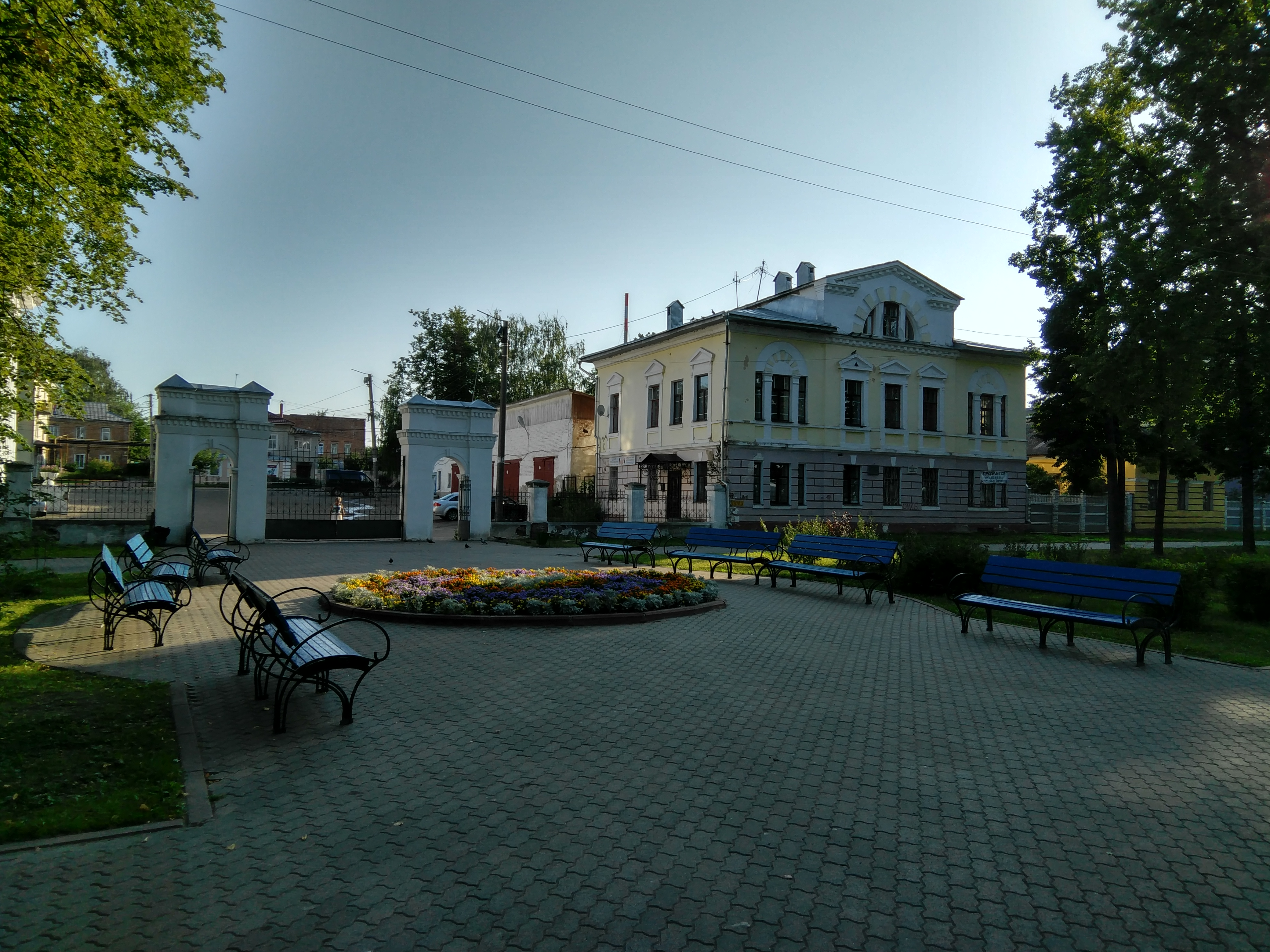
Городская управа
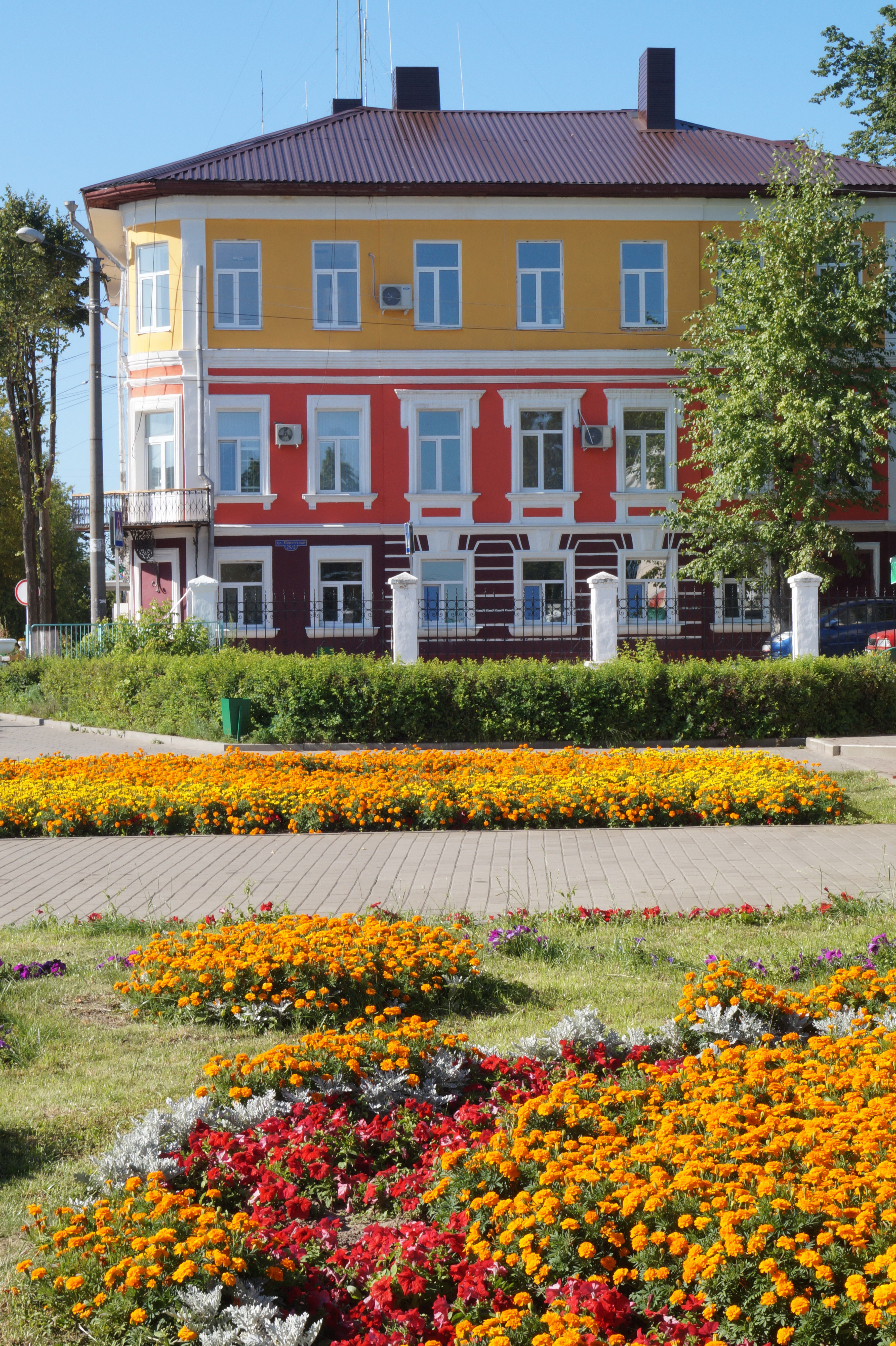
Жандармерия, ныне полиция
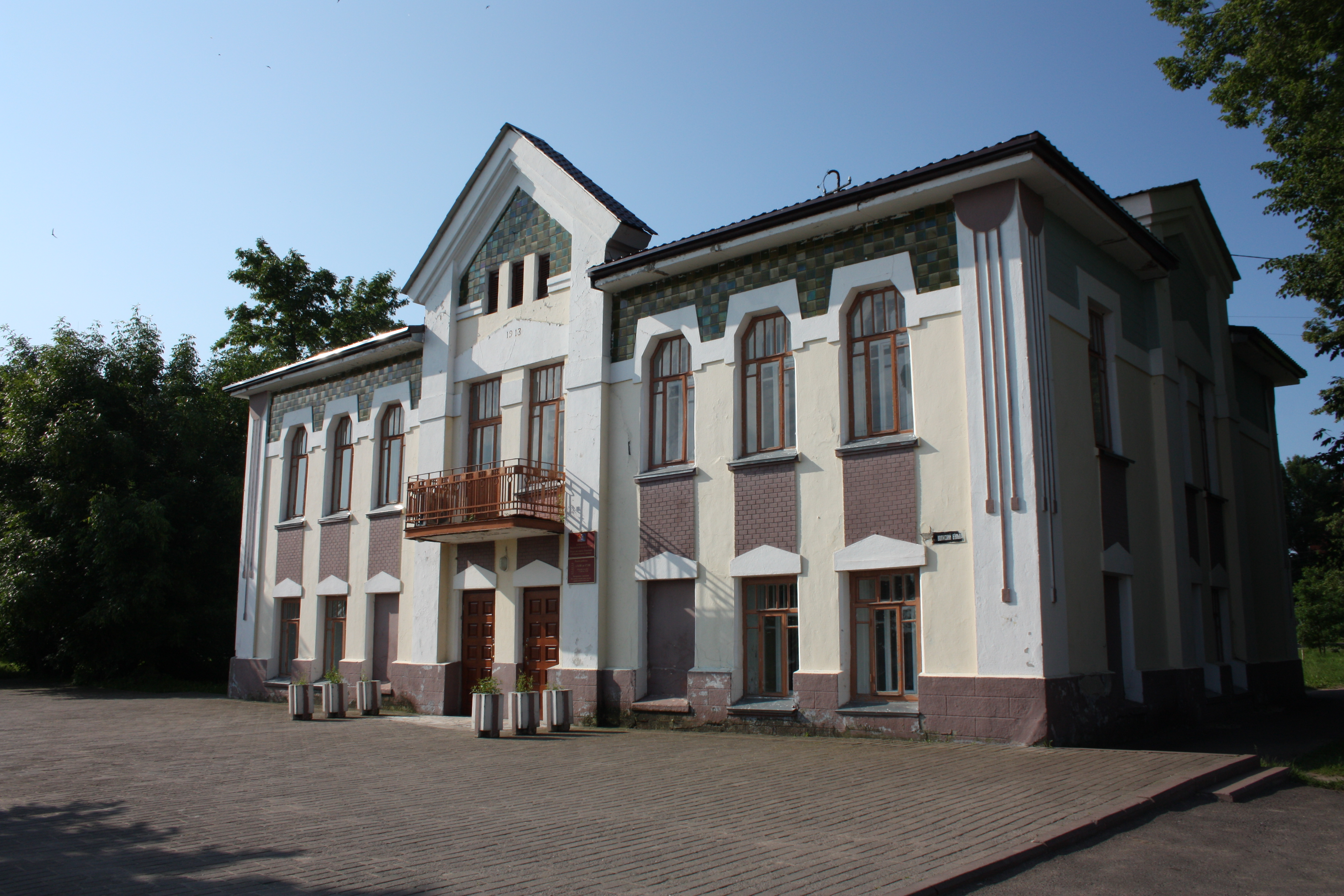
Дом Шемякина, ныне ЗАГС
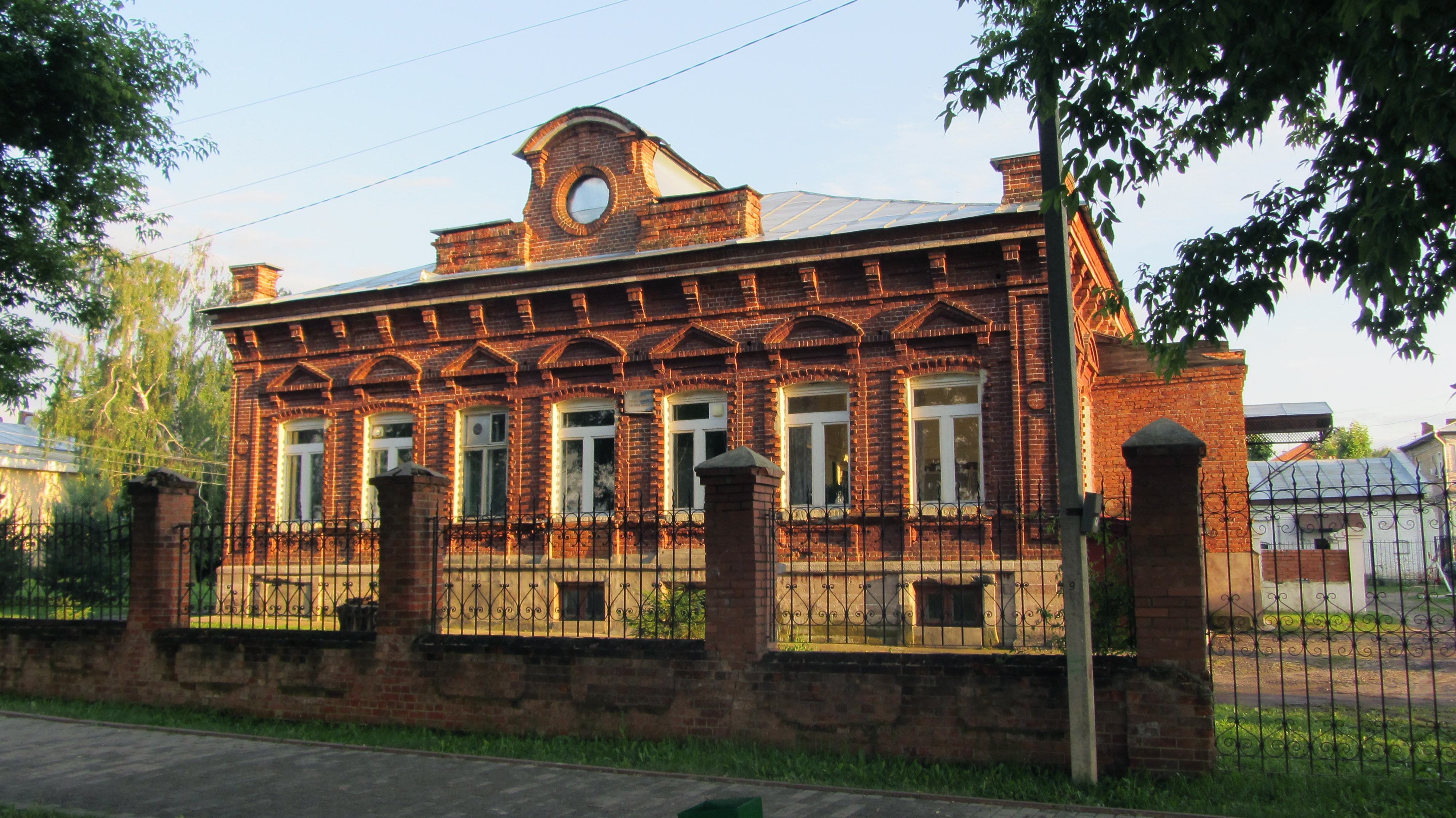
Дом Миндовских, в 1917 году здесь размещался Кинешемский Совет рабочих депутатов
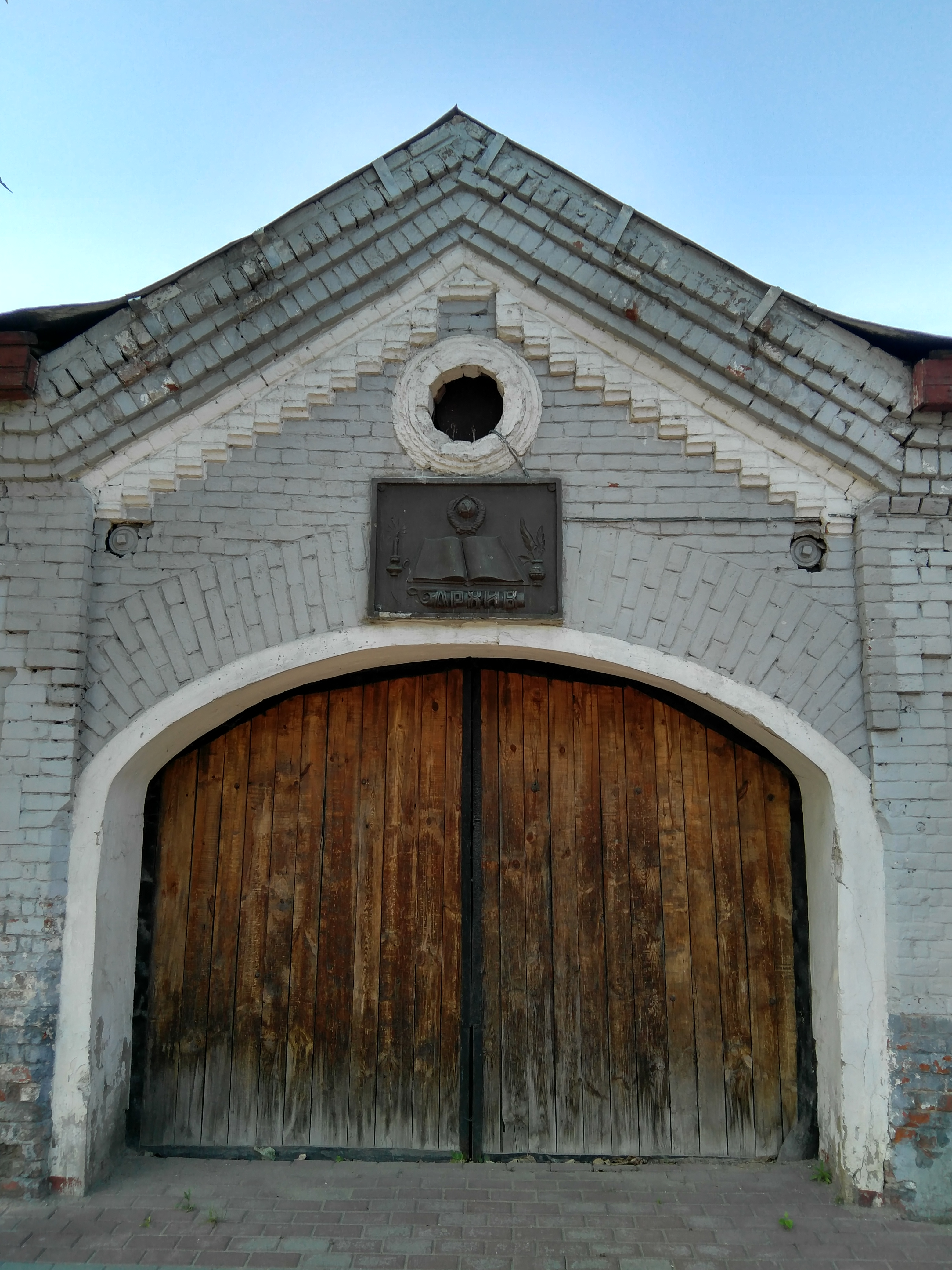
Архив
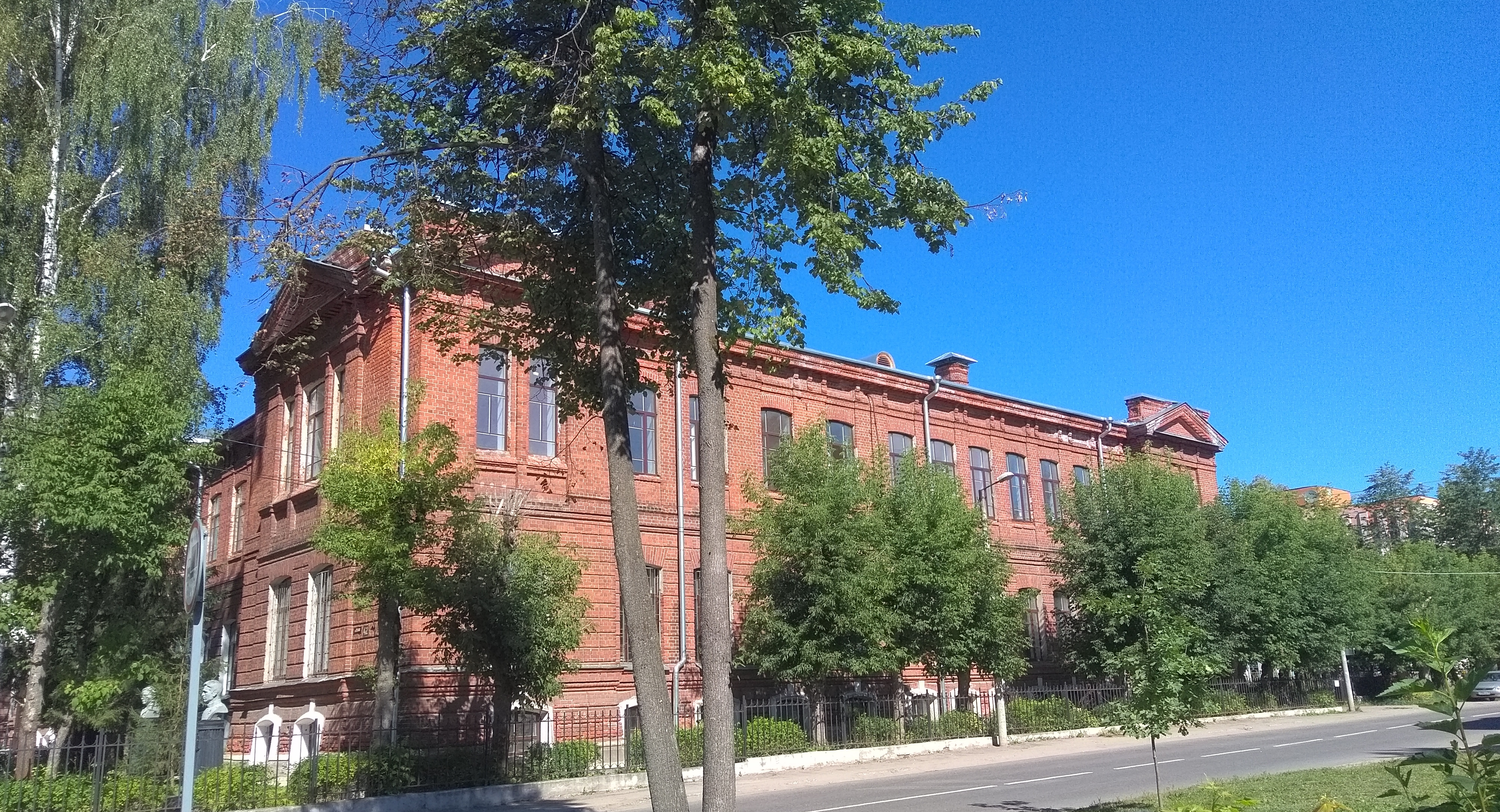
Кинешемское реальное училище, в котором учился Дмитрий Фурманов; позднее — школа, где учился Юрий Горохов (ныне Лицей имени Д. А. Фурманова)
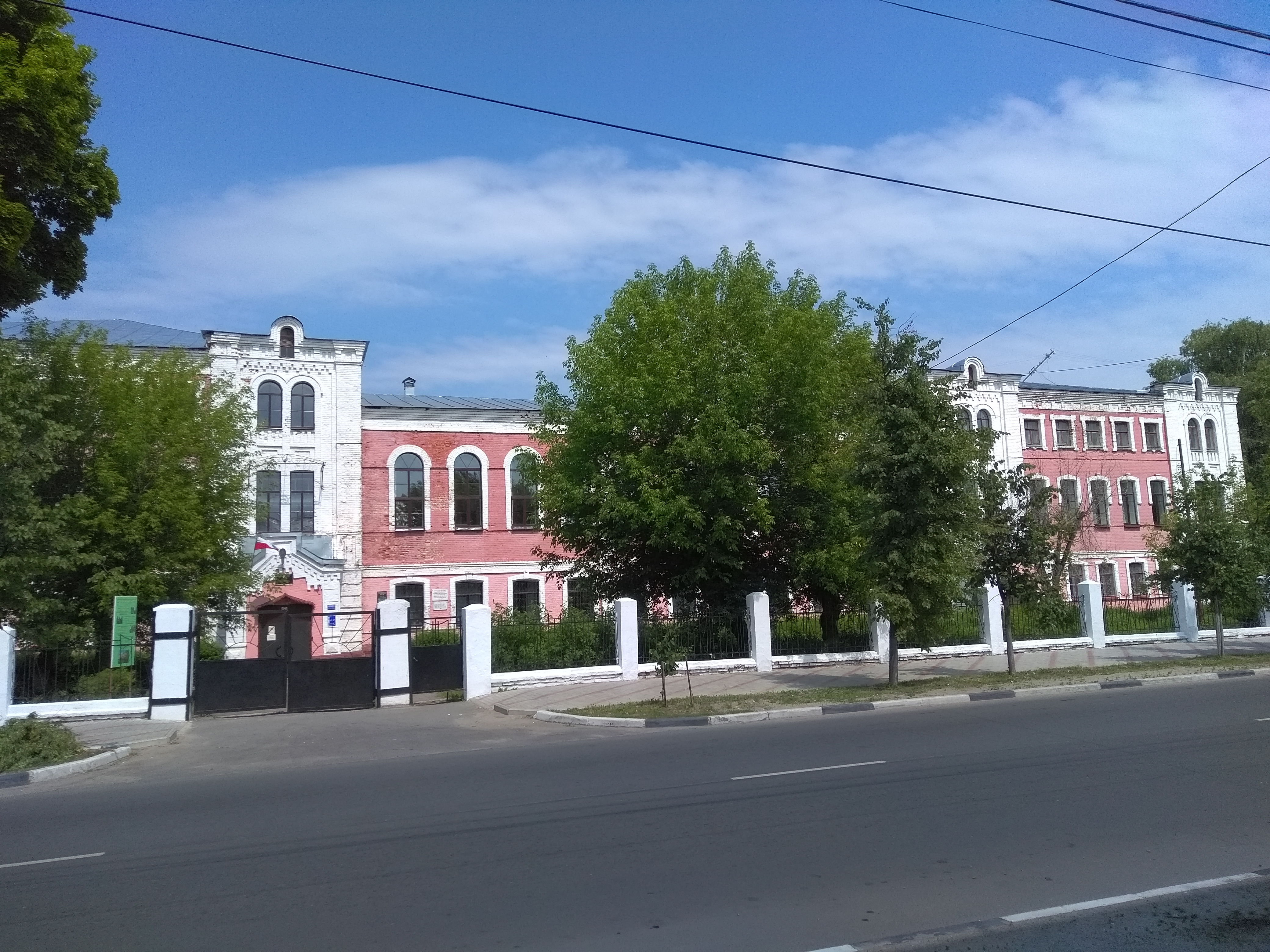
Семинария, ныне Кинешемский педагогический колледж
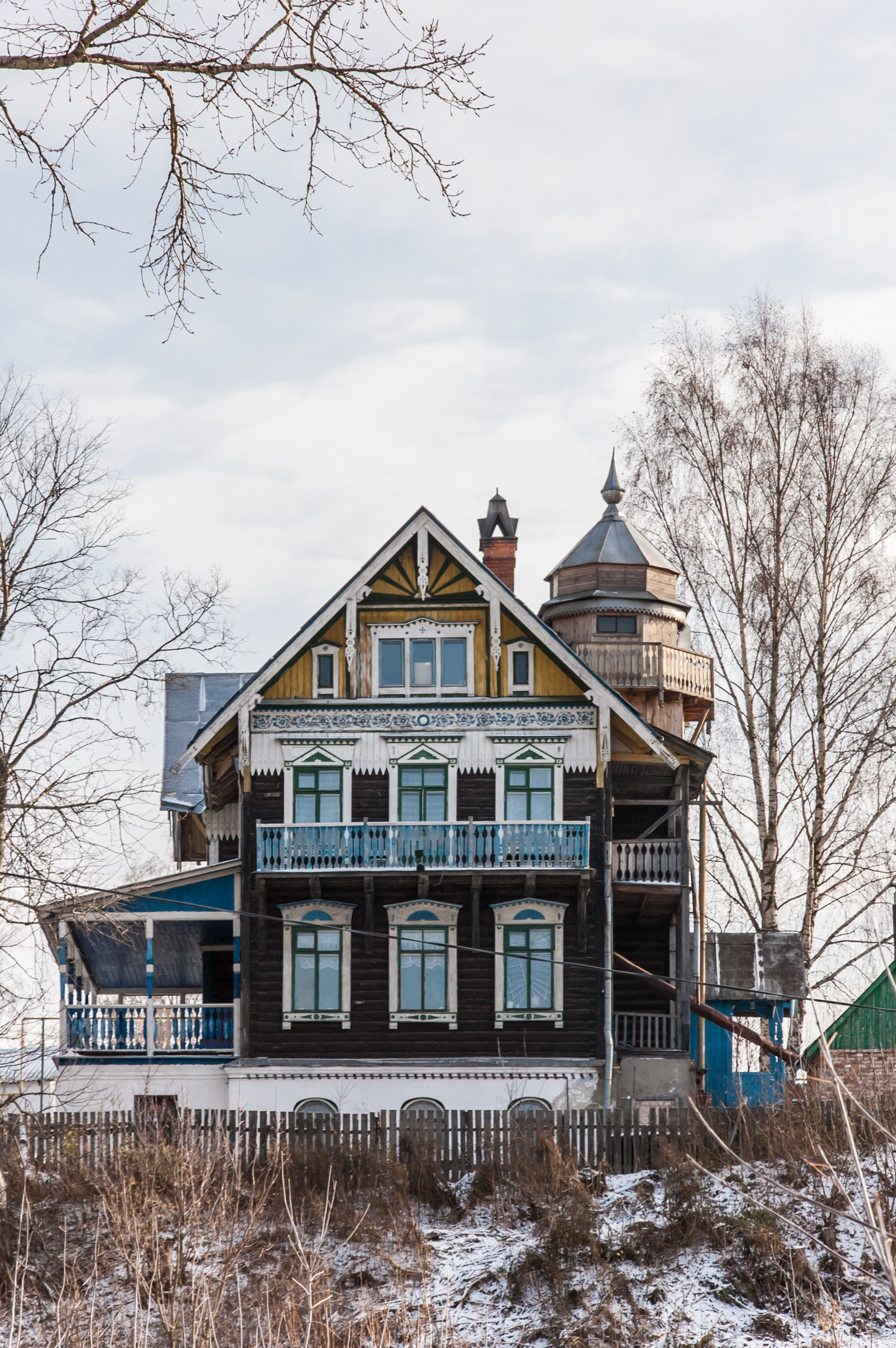
Дом Нагорских, 1909—1914
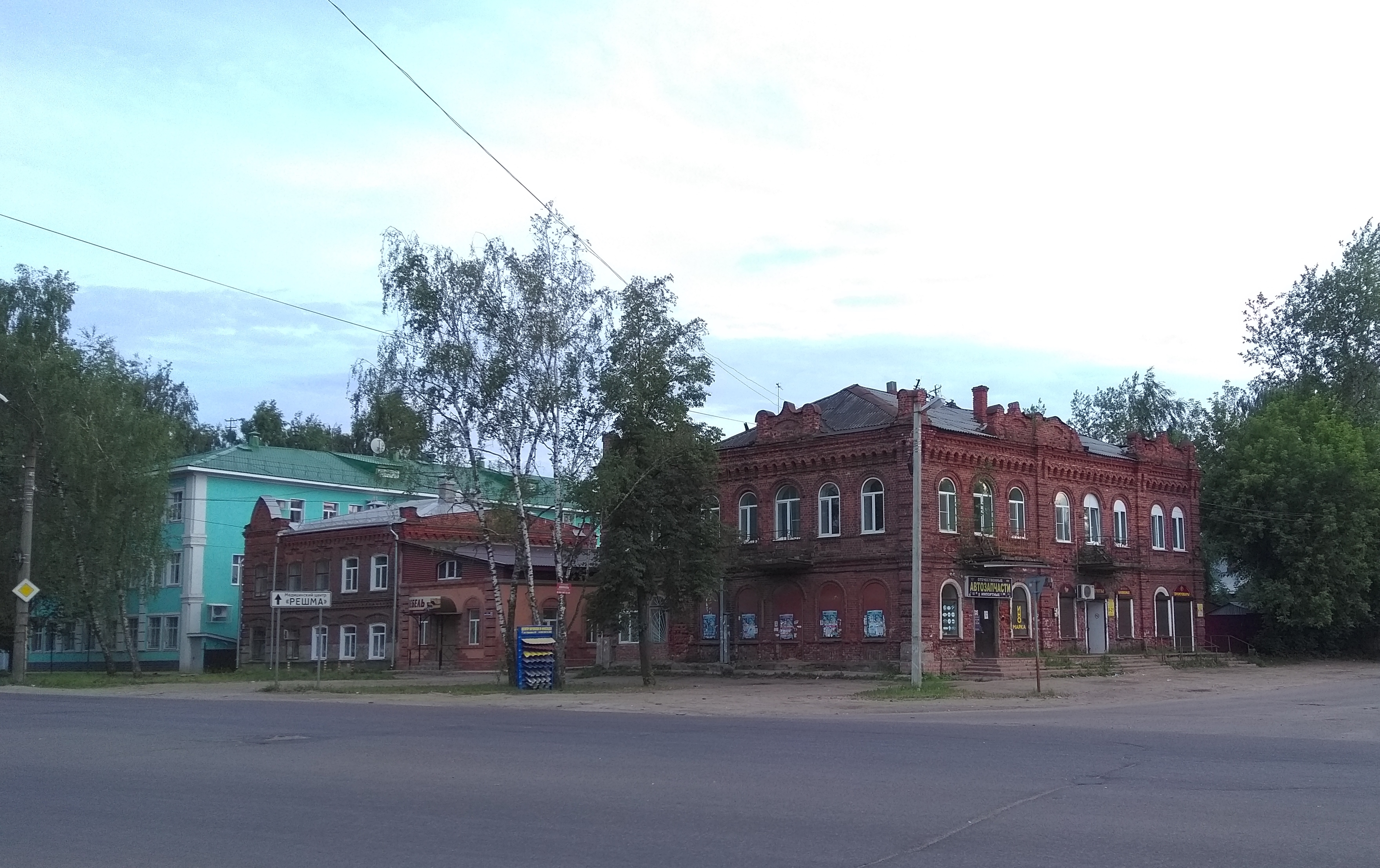
Девятый магазин и Кинешемский технологический техникум-интернат
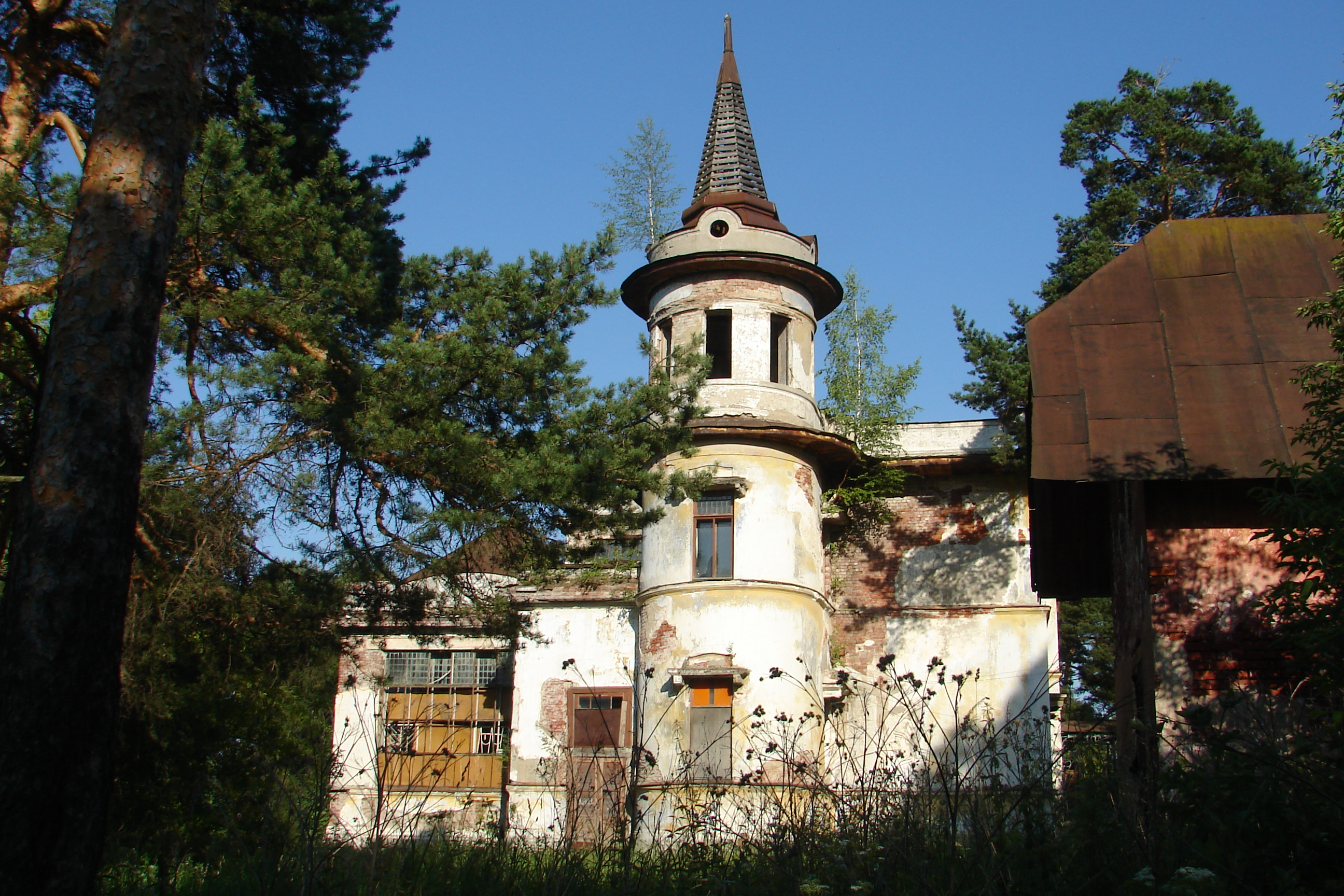
Усадьба Севрюгова

## Религия

### Русская православная церковь
Храмы города относятся к Кинешемскому городскому благочинию Кинешемской епархии Русской православной церкви. Со времени основания в 2012 году епархией руководит епископ Кинешемский и Палехский Иларион (Кайгородцев).
В настоящее время в городе имеется 11 храмов, 9 из которых действующие, а также три часовни:
Исторический центр
- Троицко-Успенский кафедральный собор, ансамбль:
  - Успенский собор (1745), летний, пятиглавый храм в традиционных формах с эклектичными пристройками второй половины XIX века.
    - колокольня Успенского собора (1798), многоярусная в характерной для Верхнего Поволжья барочно-классицистической стилистике.

  - Троицкий собор (1838), зимний, ампир, архитектор И. Е. Ефимов[88].
- храм Вознесения Господня (1779), пятиглавый с барочными грушевидными куполами, на месте Вдовьего монастыря, основанного в честь событий 1609 года (борьбы кинешемцев с польско-литовской интервенцией).
- храм Благовещения Пресвятой Богородицы (1805), барочно-классицистический. Архиерейское подворье.
- храм Сретения Господня (не позднее 1779), пятиглавый, в традициях допетровского зодчества. Построен на вклады купца Г. И. Таланова.
- Крестовоздвиженская часовня (1744), шатровая, памятник защитникам города, павшим в бою с польско-литовскими интервентами в 1609 году. Площадь Революции (ранее Торговая площадь[8]).
- часовня святителя Василия Кинешемского (2011), возле Вознесенского храма[89].

На правом берегу реки Кинешемки
- храм Преображения Господня (1694), древнейший сохранившийся памятник города, двухэтажный в костромских традициях, приделы — 1790.
- комплекс храмов Успения Пресвятой Богородицы и Рождества Христова (находятся под угрозой обрушения в Волгу):
  - храм Успения Пресвятой Богородицы (1747), ярусный в «нарышкинском стиле».
  - храм Рождества Христова (1754), достроен в начале XX века.
- храм благоверного князя Александра Невского (1895)
- часовенный столб в честь 1000-летия преставления равноапостольного князя Владимира (2015)

Микрорайон ДХЗ
- храм великомученника Димитрия Солунского (освящён в 2016), деревянный. Ул. Ивана Виноградова, мкр. ДХЗ[90].

Микрорайон Автоагрегат
- храм святителя Николая Чудотворца, в процессе строительства[91]

Другие части города
- храм Новомучеников и исповедников земли Русской (освящён в 2016)[92]. Ул. Георгия Дудникова.
- храм Сергия Радонежского (1997), на городском кладбище «Затенки».
- храм Владимирской иконы Божией Матери (2012), при исправительной колонии № 3 УФСИН России по Ивановской области.
- памятник-часовня (1855) на месте первой битвы Кинешемского ополчения под началом воеводы Фёдора Боборыкина с польско-литовскими интервентами 26 мая 1609 года. Вичугская ул., возле бывшего машиностроительного завода имени Калинина.
- киот. Въезд с автодороги Кинешма — Иваново.

Недействующий храм
- храм Иоанна Златоуста, на месте Вдовьего монастыря, основанного в честь событий 1609 года (борьбы кинешемцев с польско-литовской интервенцией).

Разрушенные храмы
- Церковь Крестовоздвиженская (на месте нынешнего универмага «Юбилейный»);
- Церковь Воскресенская Никольская (на месте нынешнего сквера перед торговым центром «Никольский»).

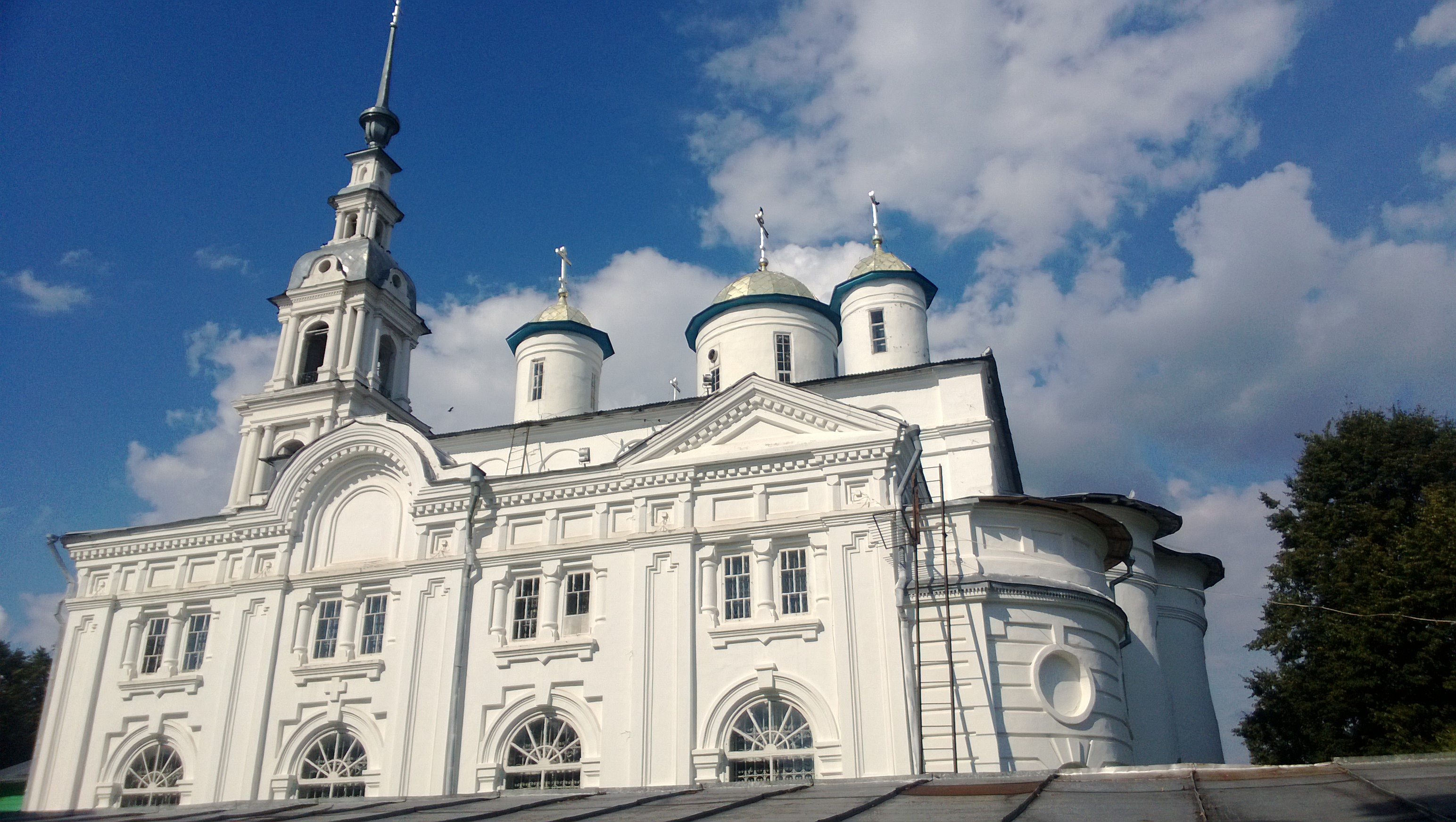
Успенский собор (1745)
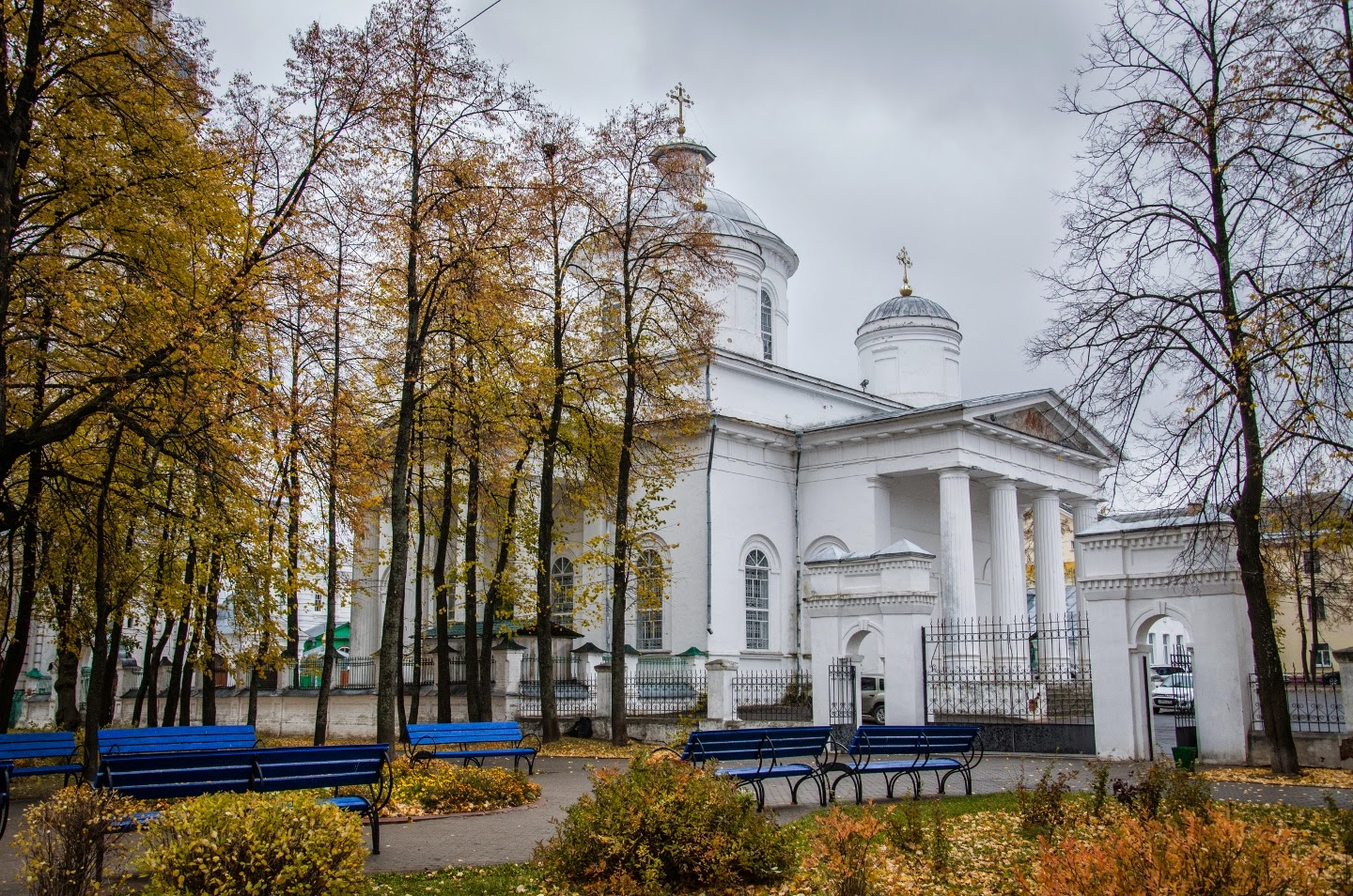
Троицкий собор (1838)
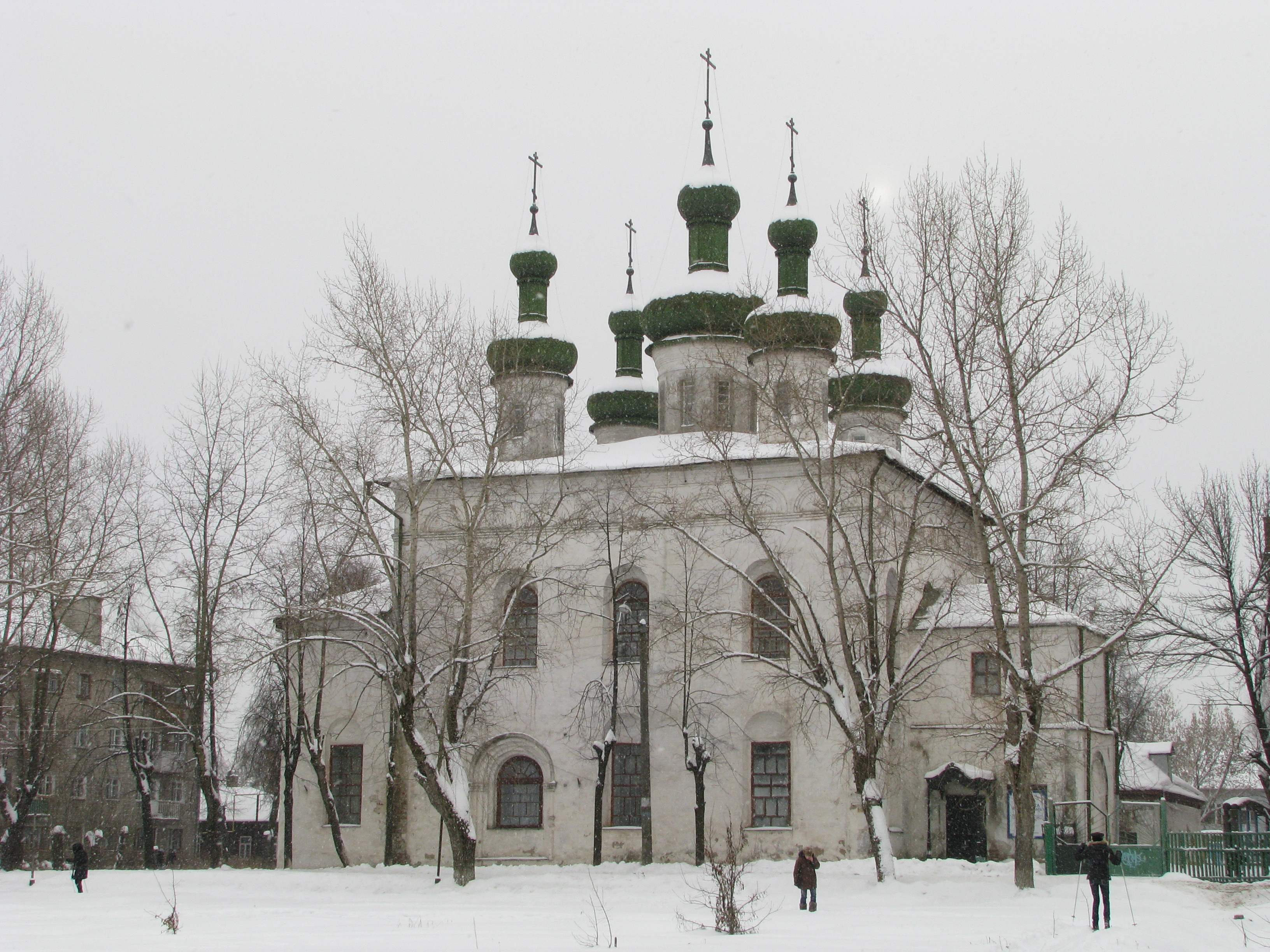
Храм Вознесения Господня (1779)
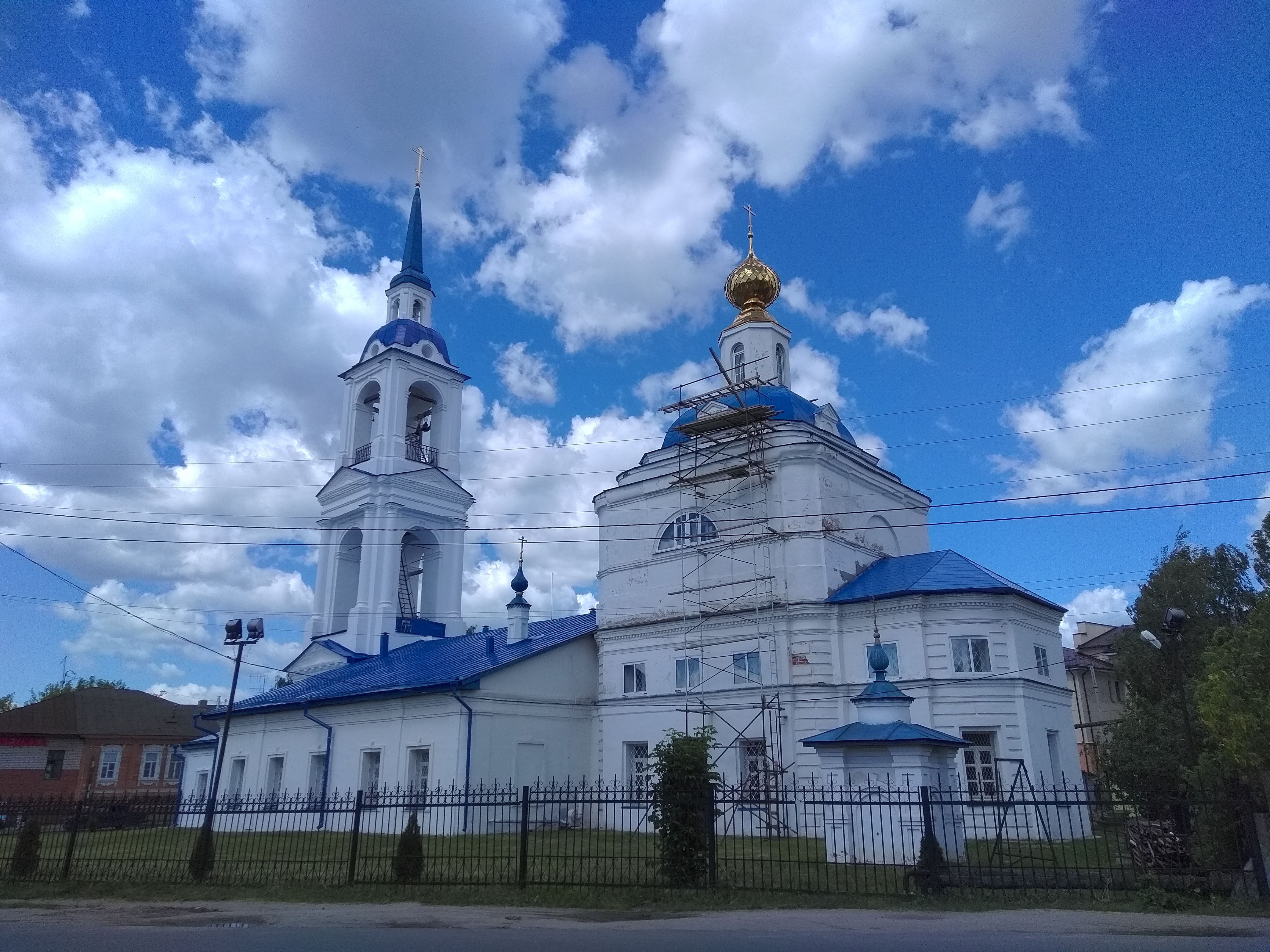
Храм Благовещения Пресвятой Богородицы (1805)
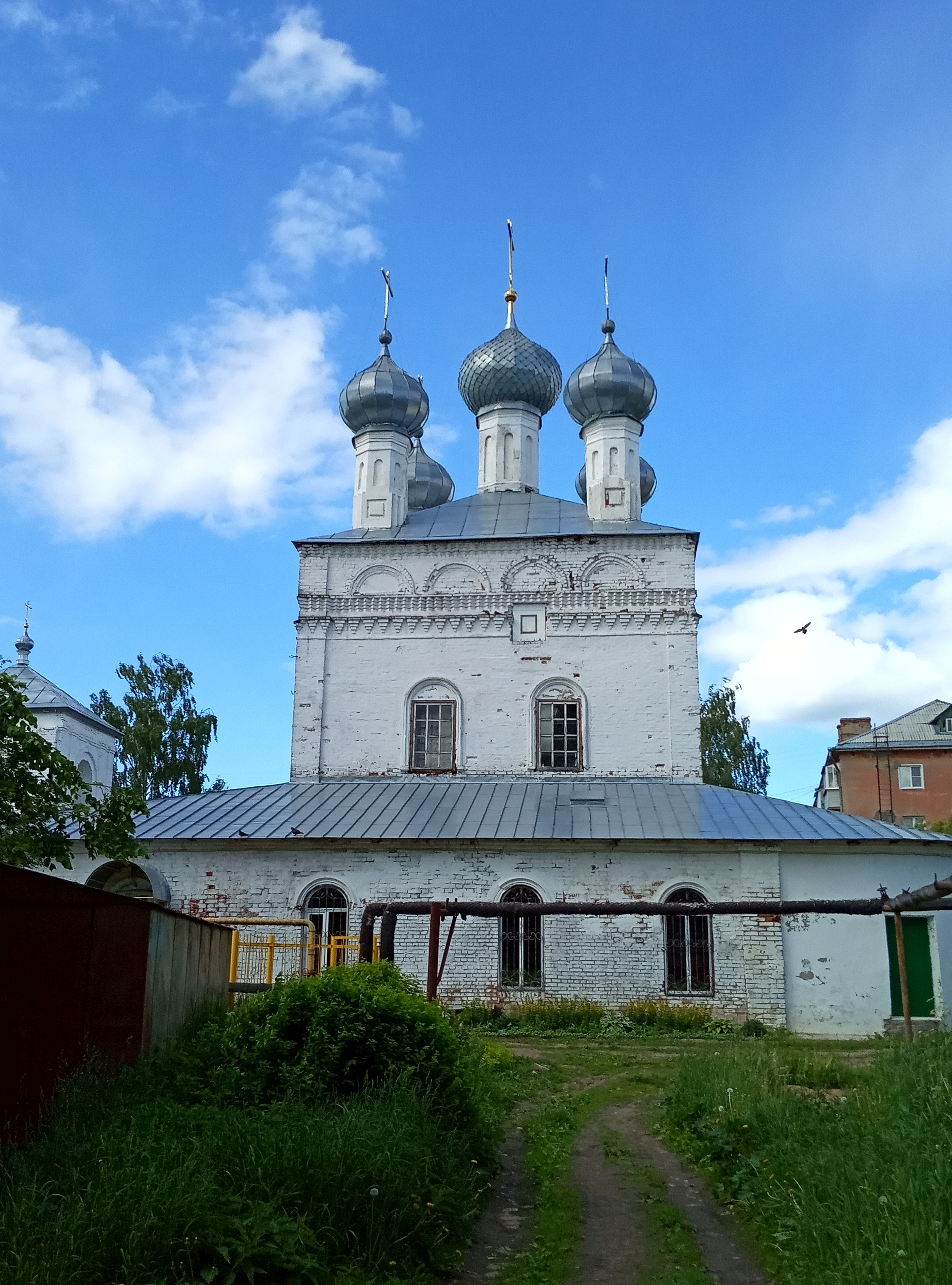
Храм Сретения Господня (не позднее 1779)
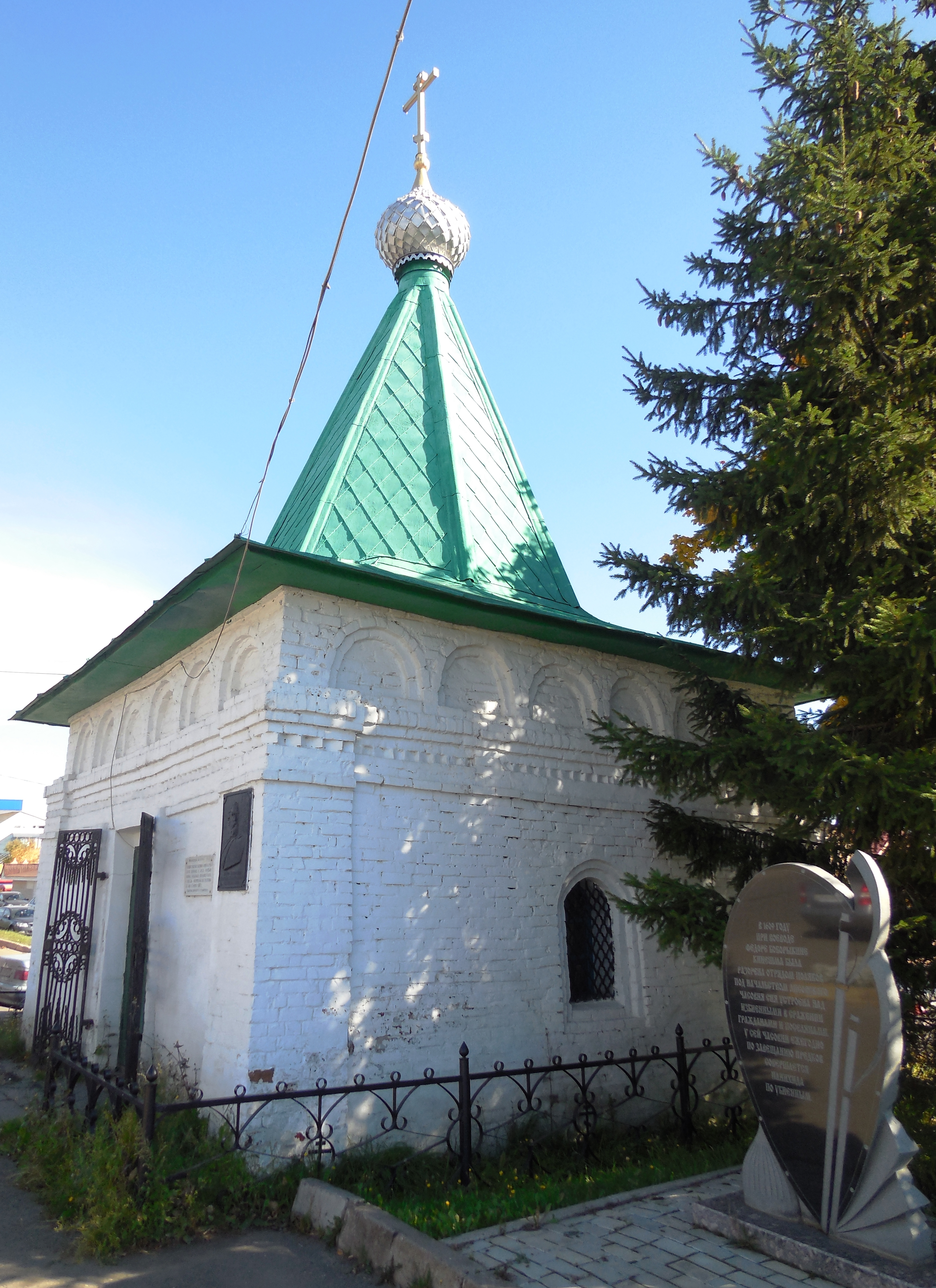
Крестовоздвиженская часовня (1744) в память защитников города, павшим в бою с польско-литовскими интервентами в 1609 году
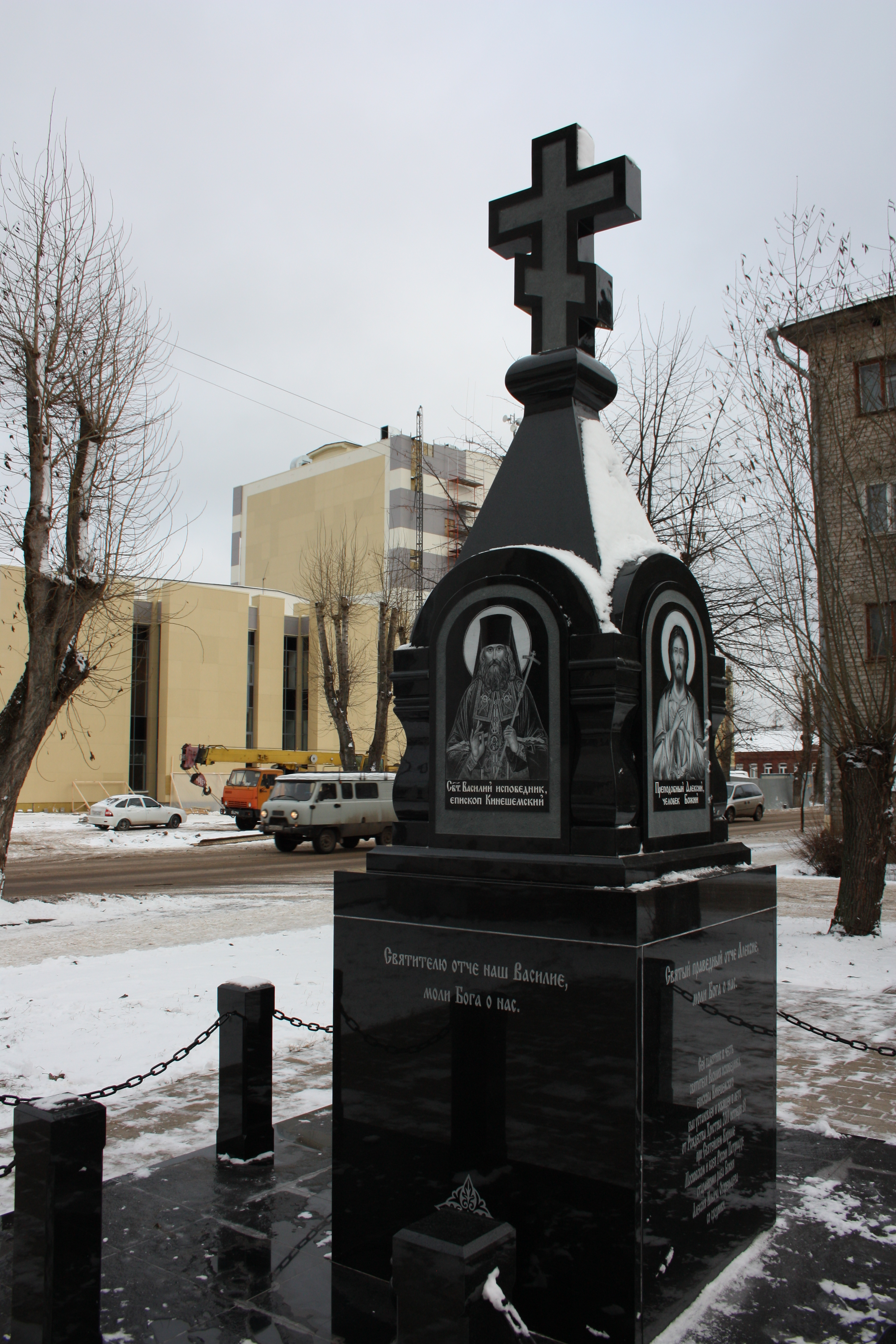
Часовня святителя Василия Кинешемского (2011)
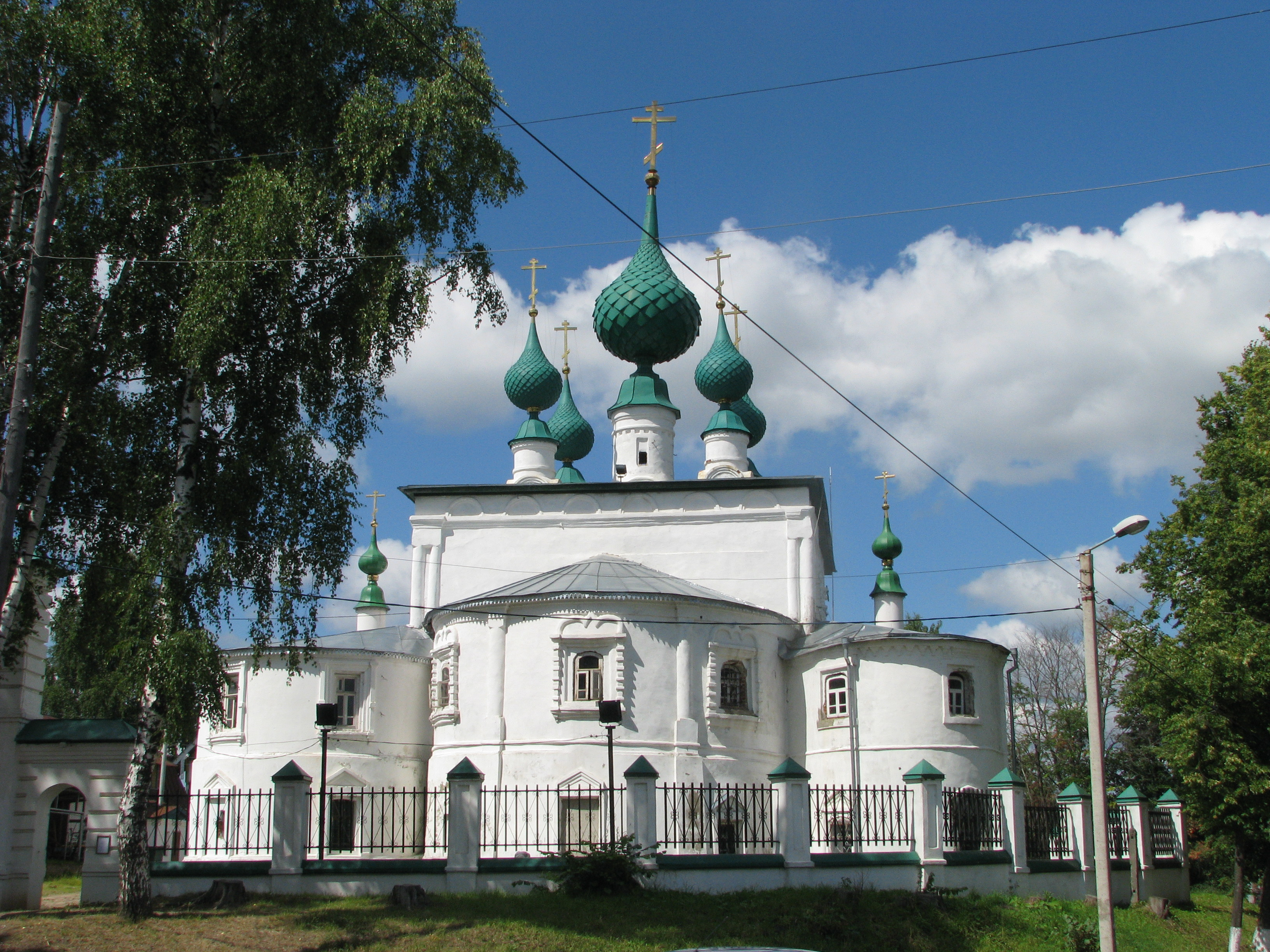
Храм Преображения Господня (1694—1705)
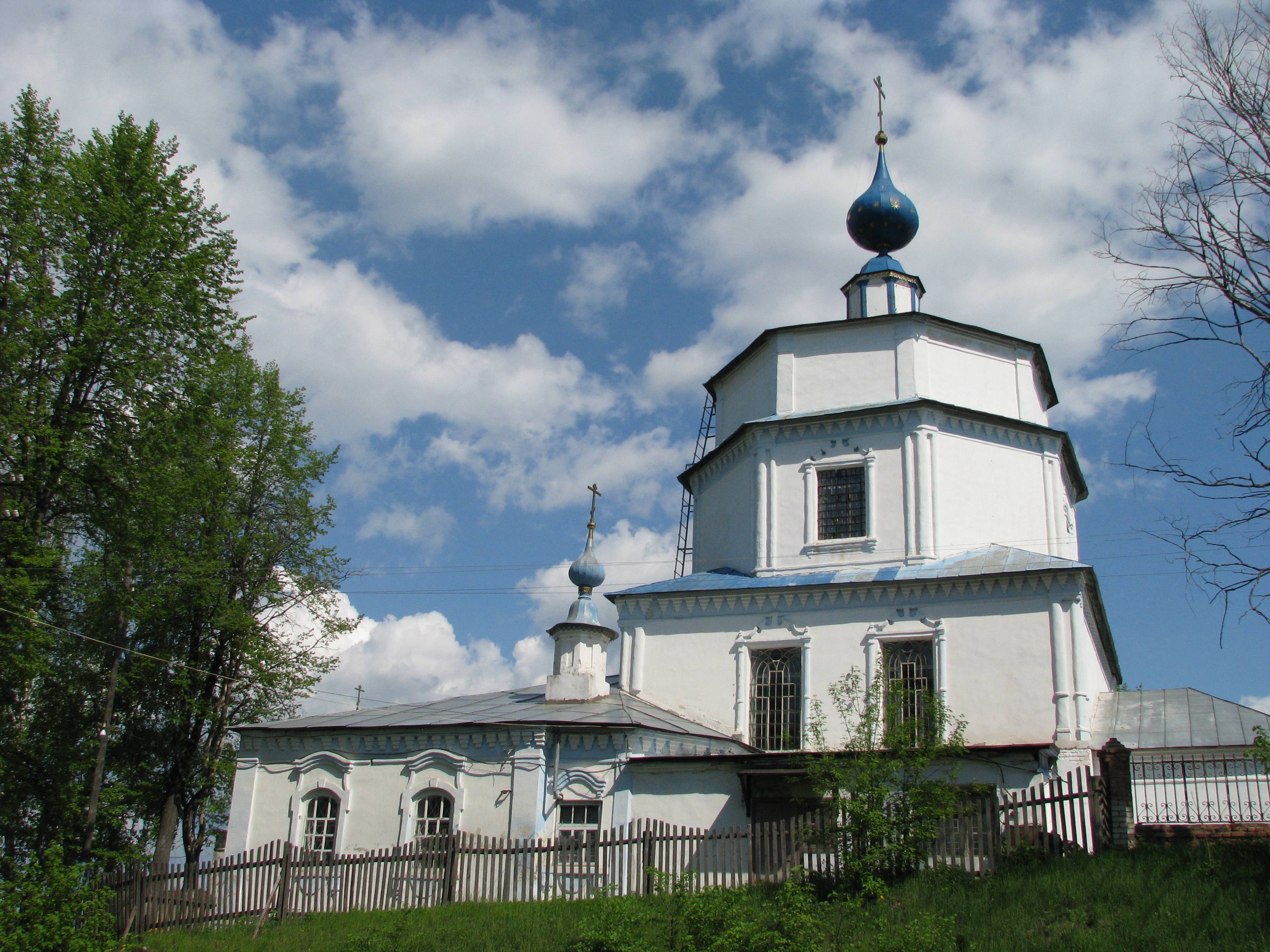
Храм Успения Пресвятой Богородицы (1747)
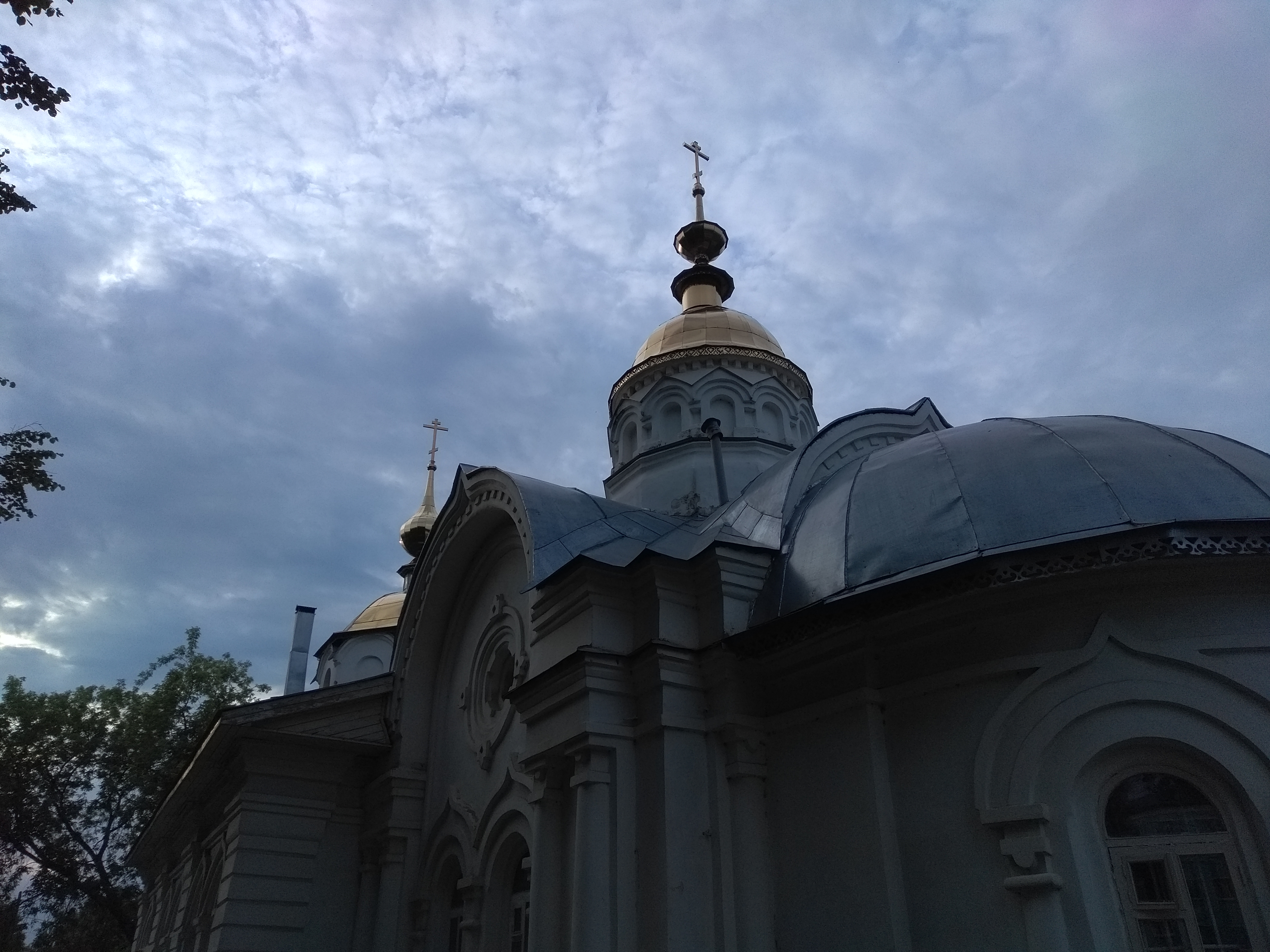
Храм Александра Невского (1895)
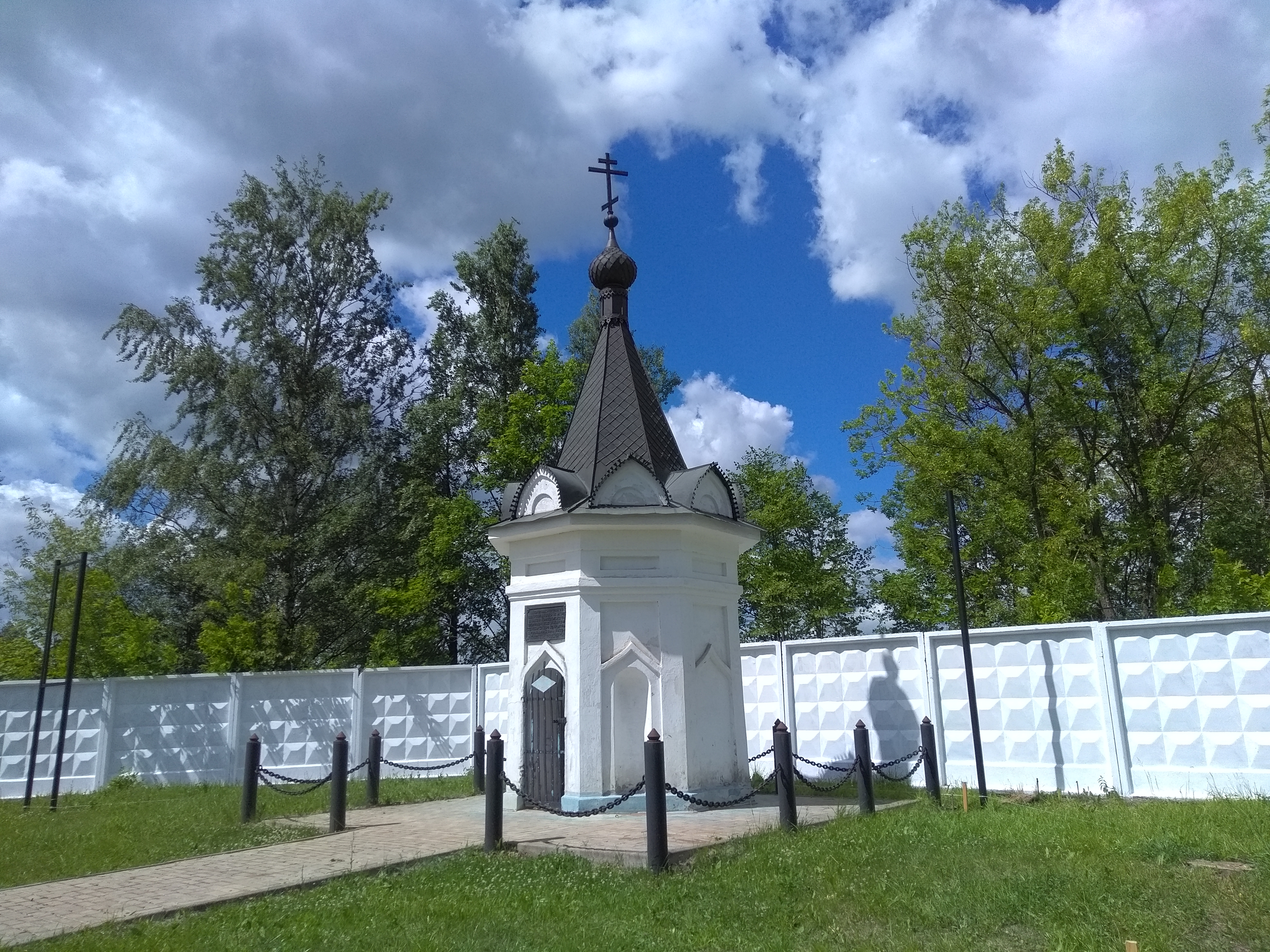
Памятник-часовня (1855) на месте первой битвы Кинешемского ополчения в 1609 году

При Кинешемском городском благочинии действуют:
- Православный клуб для детей с ограниченными возможностями «Радость моя»[93];
- Духовно-просветительский центр[94];
- Епархиальный Центр защиты материнства, детства и семейных ценностей «Малая церковь» («Малая церковь» — семья): материальная, социально-бытовая, юридическая и психологическая помощь многодетным и неполным семьям, оказавшимся в трудной жизненной ситуации, женщинам, отказавшимся от аборта и др.[95];
- Клуб «Благо дать»;
- Детско-юношеский просветительский центр «Златоуст» (при храме Вознесения Господня): изучение Закона Божия, краеведение, освоение основ различных традиционных ремёсел, творчество, туризм и развивающие игры[96][97].

Настоятель храма Александра Невского (с 2008) протоиерей Димитрий Иванов, свободно владеет цыганским языком и перевёл на него православные молитвы. Отец Димитрий ведёт проповедь, в том числе на цыганском, в среде многочисленной цыганской общины Кинешмы. Местные цыгане считают его «своим батюшкой».

### Другие
В Кинешме действует старообрядческий молельный дом. Деревянное одноэтажное с мезонином здание сооружено в 1798 году, является одной из ранних сохранившихся деревянных построек города и характерным примером устройства молельни в жилом доме, лишённом внешних атрибутов культового сооружения. В нежилом мезонине располагалась молельня с иконостасом, в конце 1960-х годов перевезённым в Палех.
С 2006 года в городе действуют местная мусульманская религиозная организация и её молельный дом.
В начале 1990-х годов в Кинешме было создано общество еврейской культуры «Встреча». С 1999 года действует местная религиозная организация ортодоксального иудаизма «Еврейская община города Кинешмы». Председатели — Юрий Абрамович Левин, затем Владимир Георгиевич Младенов, затем Людмила Шлёмовна Шлюндина (преподаватель английского языка). Также с 1999 года в общине действуют воскресная школа и созданный при ней межнациональный клуб «Добрые соседи». В общине действуют также семейный и женский клубы, библиотека. В городе работают отделение благотворительного фонда «Хесед» и общественная организация еврейских женщин «Подруги». В 2002 году для общины был открыт еврейский общинный центр, до этого община работала в доме культуры. К 2016 году почти половина членов общины уехала из Кинешмы в другие города России и в Израиль.

## Культура

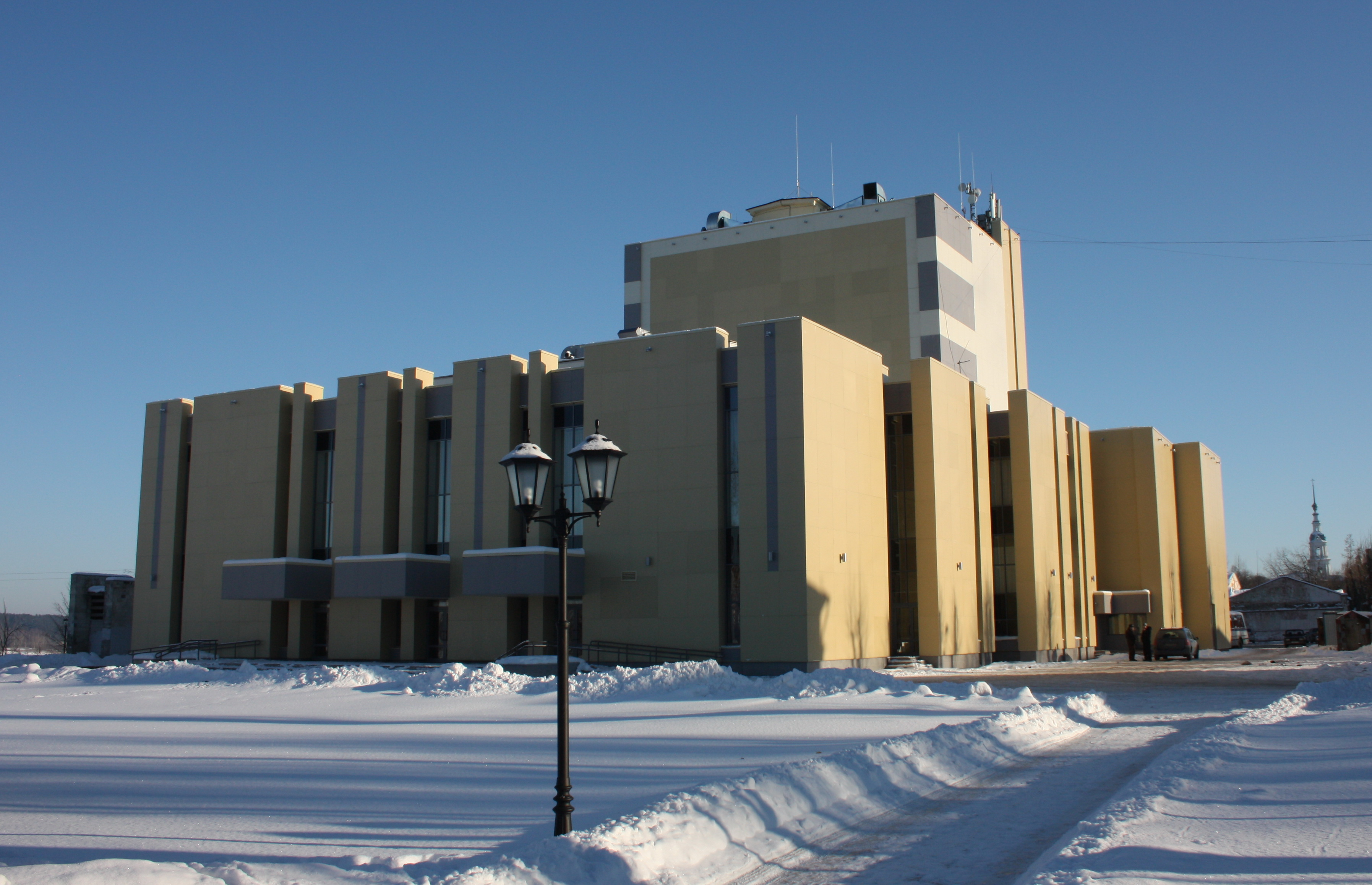
Кинешемский драматический театр имени А. Н. Островского

В городе действует ряд учреждений культуры и общественных организаций:
- областные: ОГУ «Кинешемский художественно-исторический музей» (1919); Кинешемский драматический театр имени А. Н. Островского (1897)[5];
- муниципальные: Городской Дом культуры, на его базе работает народный театр кукол «Пилигрим», Парк культуры и отдыха им. 35-летия Победы, Клуб «Октябрь», Театр юного зрителя имени Раскатова, учреждения дополнительного образования — Детская школа искусств и Детская художественная школа, Централизованная библиотечная система, в её состав входят городская научная библиотека имени Пазухина и ряд филиалов в различных районах города;
- ведомственные: ДК «Контакт» ЗАО «Электроконтакт»;
- частные: ООО «Культурно-развлекательный центр „Пассаж“» (кинотеатр), молодёжно-досуговый центр «РИМ», музей «Кинешемский валенок» семьи Соколовых.

Проводятся фестивали, конкурсы по разным направлениям художественного творчества, организуется выставочная деятельность:
- В 2007 году впервые в городе прошёл Всероссийский фестиваль исполнителей игры на русской семиструнной гитаре «Подруга семиструнная».
- Ежегодно, в октябре, в городе проходит Всероссийский Волжский фестиваль-конкурс исполнителей русского и цыганского романсов «Романса голос осенний», который собирает участников из России, Ближнего и Дальнего зарубежья.
- Кинешма принимает участие в фестивале «Зеркало», который проходит на территории области и посвящён творчеству режиссёра Андрея Тарковского.
- В апреле 2013 года на сцене театра имени Островского прошёл Первый Международный театральный фестиваль классической драматургии «Горячее сердце».
- C 2019 года в августе на базе драматического театра имени Островского проходит международный фестиваль камерных театральных форм «Островский-ФЕСТ»[108].

Главной кулинарной достопримечательностью города считается кинешемский фритюрный пирог. По информации Кинешемского художественно-исторического музея, фритюрный пирог «по-кинешемски» был изобретён ещё до революции 1917 года. По другой информации его создал в 1970-х годах Анатолий Иванович Щеголкин — повар кинешемского ресторана «Волга». В оригинале пирог должен плавать в золотистом бульоне. В 2023 году в Кинешме установлен посвящённый кинешемскому фритюрному пирогу арт-объект.

### Музеи

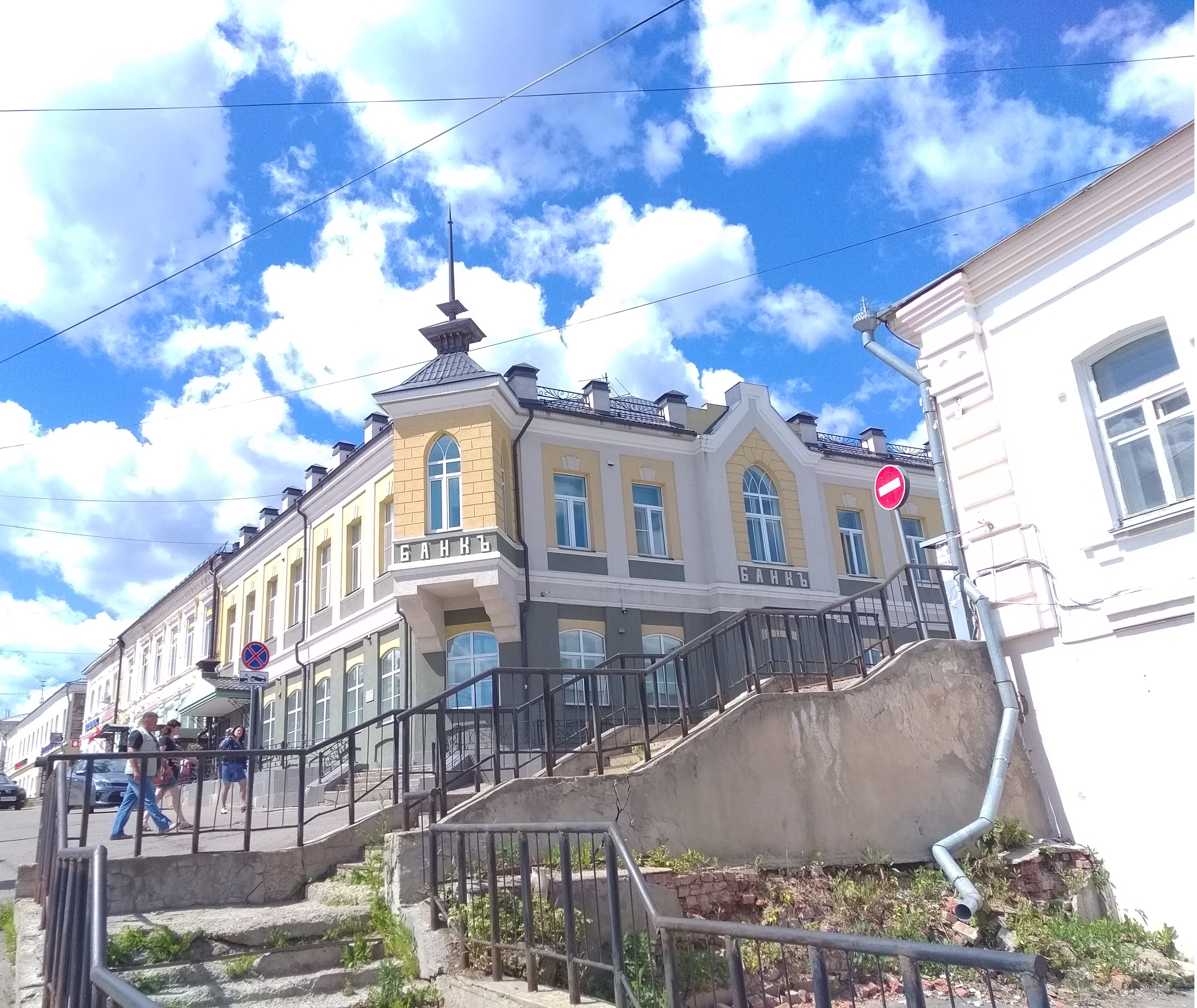
Банк, ныне краеведческий музей

- Кинешемский художественно-исторический музей (ул. Комсомольская, 30);
- Музей «Кинешемский валенок» семьи Соколовых[112]. Самый большой валенок в мире высотой 168 см, в Книге рекордов России (ул. Ленина, 20);
- Музей истории Кинешемского драматического театра имени А. Н. Островского (ул. Советская, 12);
- Дом-музей святителя Василия, епископа Кинешемского (ул. Дудникова, 17);
- Кинешемский краеведческий музей (ул. Ленина, 2);
- Ресторан-музей «Русская изба» (Волжский бульвар, 1а);
- Художественный салон, информационно-туристический центр города Кинешмы (ул. Советская, 1);
- Музей военной техники под открытым небом при входе в Парк культуры и отдыха им. 35-летия Победы (ул. Завокзальная);
- Музей пожарной охраны Кинешмы, открыт 8 октября 2020 года (ул. Островского, 4);
- Музей «Советский автопром» (ул. Горохова);
- Музей завода «Автоагрегат», открыт в день 50-летия завода, 30 марта 2017 года (ул. 2-я Шуйская);
- Кинешемский музейно-просветительский центр имени Б. М. Кустодиева (ул. Фрунзе, 9/22);
- «Клуб любителей искусствъ», включая картинную галерею (ул. Рылевская, 24, строение 2)[113];
- Музей рода Яковлевых «ЯМУЗЕЙ» (ул. Ленина, 18),
- Музей гармони (ул. Ленина, 20), открыт в 520-летний День города.

### Памятники монументального искусства
- бюст дважды Герою Советского Союза Маршалу Советского Союза А. М. Василевскому 1949 года, скульптор Е. В. Вучетич, архитектор В. А. Артамонов[5][114][20]; реалистично исполнен и установлен на высоком пьедестале[20];
- памятник В. И. Ленину на Волжском бульваре;
- памятник М. И. Калинину (1960 год);
- памятник погибшим в годы Великой Отечественной войны на берегу реки Волга в районе Красноволжец;
- бюст Александра Островского на театральной площади 2004 года, скульптор Н. А. Иванов, архитектор А. К. Тихонов[5];
- памятник кинешемскому воеводе Фёдору Боборыкину и ополченцам на площади Революции (2012 год);
- памятник кинешемцам — участникам ликвидации последствий аварии на Чернобыльской АЭС;
- могила Неизвестного солдата на кладбище Сокольники, первая в Ивановской области, организована 9 мая 2014 года.

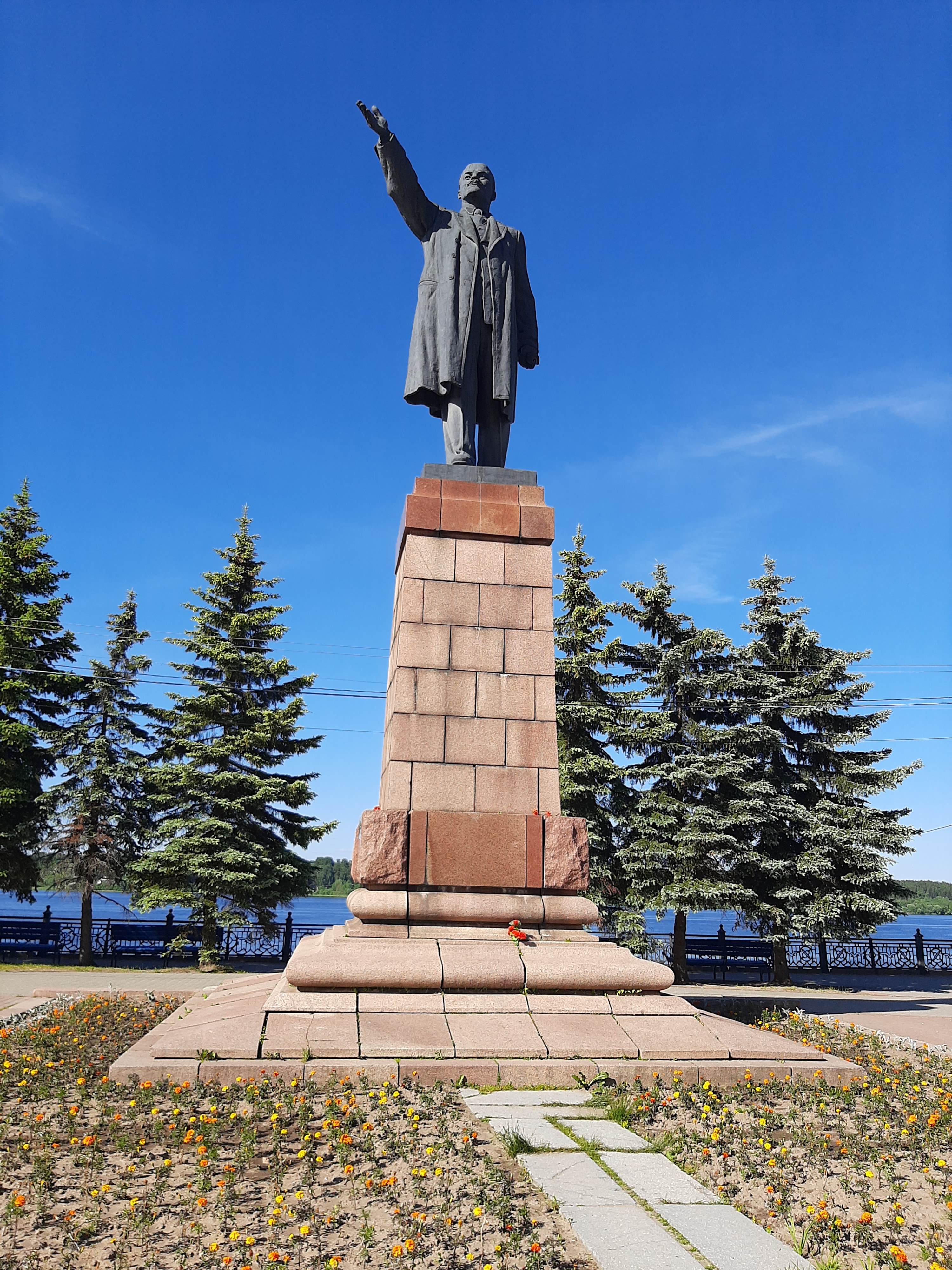
Памятник Ленину на Волжском бульваре
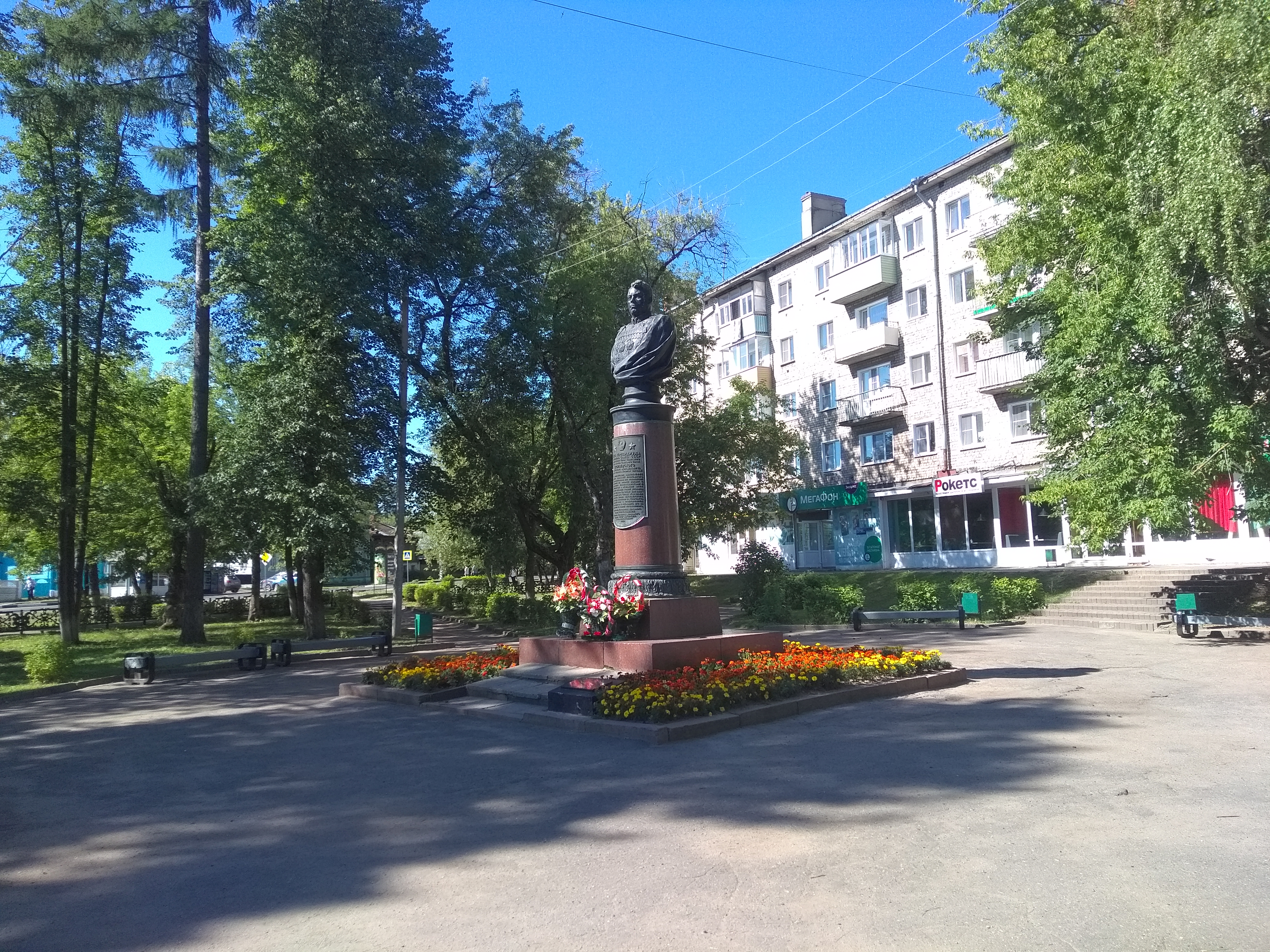
Памятник маршалу Советского Союза Александру Василевскому 1949 года, скульптор Е. В. Вучетич
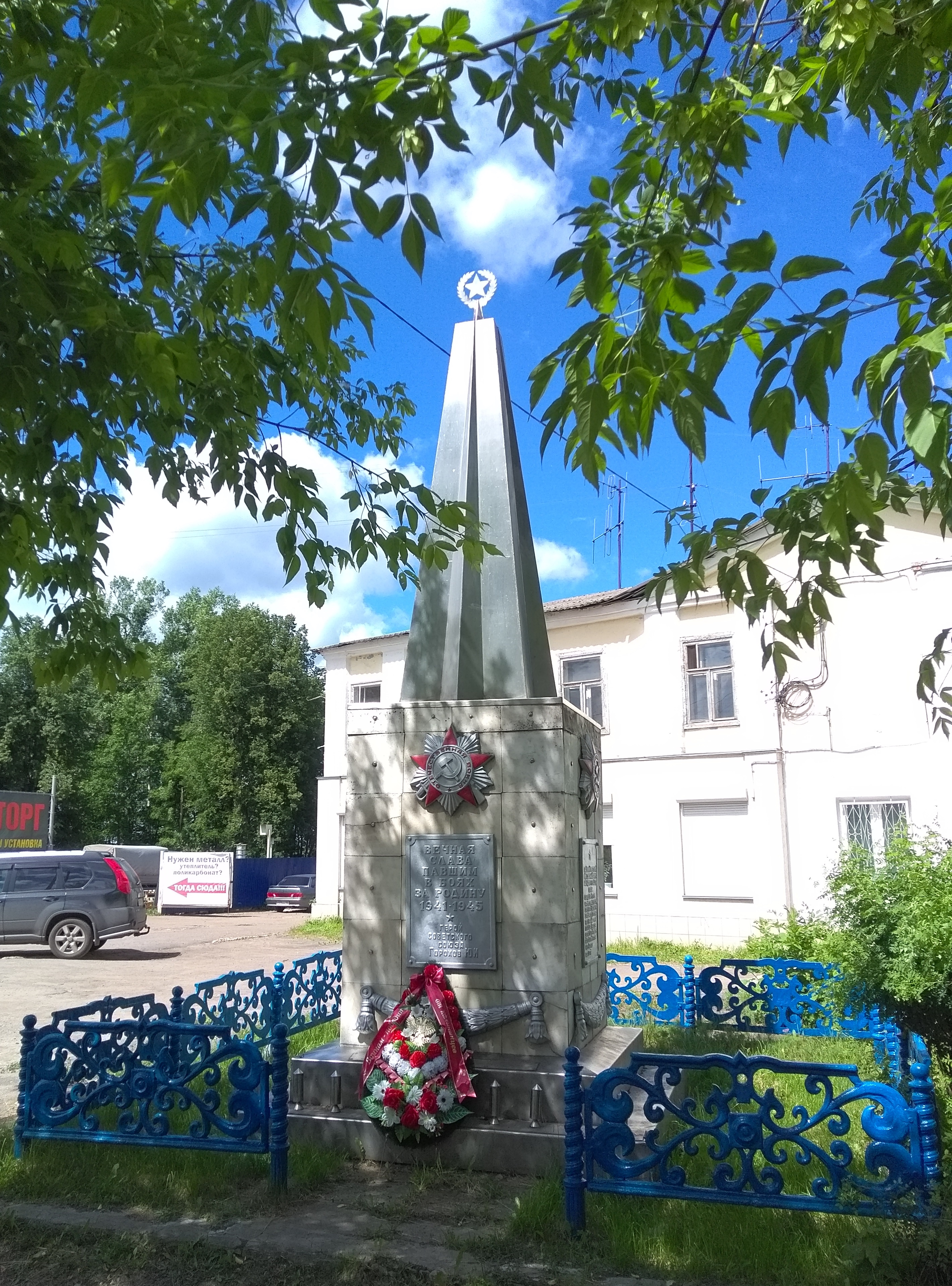
Мемориал павшим в Великую Отечественную войну, Вичугская улица, с именем Героя Советского Союза Юрия Горохова
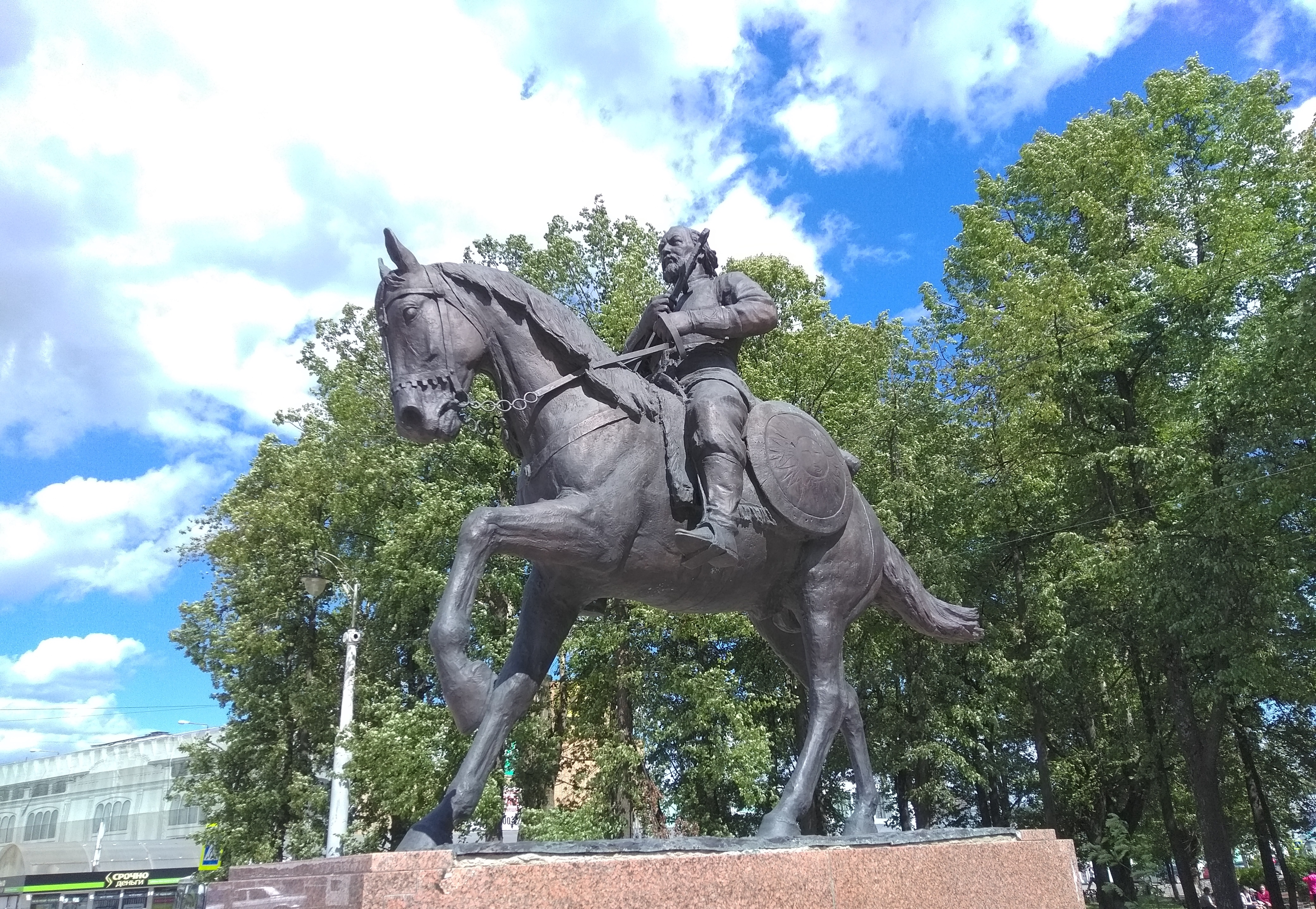
Памятник кинешемскому воеводе Фёдору Боборыкину и ополченцам
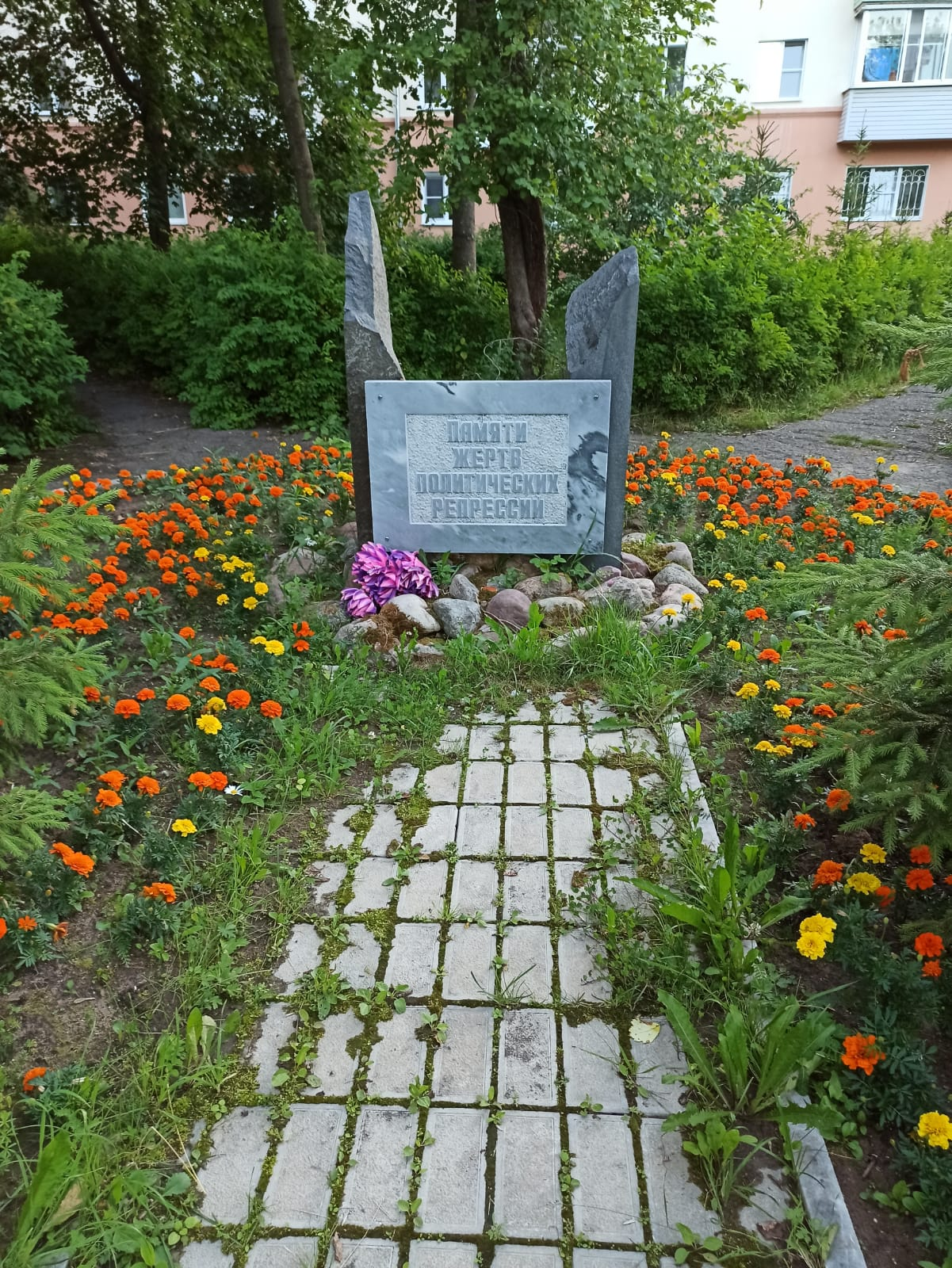
Памятник жертвам политических репрессий

### Памятные даты
- 8 июня — День поминовения, в честь освобождения 4 ноября Москвы от польско-литовских интервентов силами народного ополчения под предводительством Минина и Пожарского (в 2012 году — юбилей, 400-летие, центральные торжества в регионе прошли 22 сентября именно в Кинешме, с открытием на площади Революции памятника воеводе Фёдору Боборыкину)[115].
- последняя суббота июня — День города (в 2023 году — 520-летие).
- первая суббота сентября — День Волжского бульвара.
- 13 августа — День памяти святителя Василия Кинешемского исповедника, епископа Кинешемского.

### В искусстве
Драматург Александр Островский проявлял интерес к истории Кинешемского края, изучал местную народную культуру. Всё это, как и знакомства с местными жителями разных сословий и состояний, повлияло на его творчество. Кинешма сыграла значительную роль в создании им образов волжских городов — Калинова и Бряхимова (пьесы «Гроза», «Бесприданница»). Кинешма упоминается в письмах драматурга. Панорама, открывавшаяся с кинешемского бульвара, была использована Островским в декорациях пьесы «Гроза». Действие «Бесприданницы» основано на происшествии в Кинешме.
Кинешма отражена в произведениях изобразительного искусства. Наиболее известными являются картины академика живописи Бориса Кустодиева:
- «Ярмарка», 1906
- «Ярмарка», 1910
- «Купчихи в Кинешме», 1912
- «Ярмарка в Кинешме» («Карусель в Кинешме»), 1917

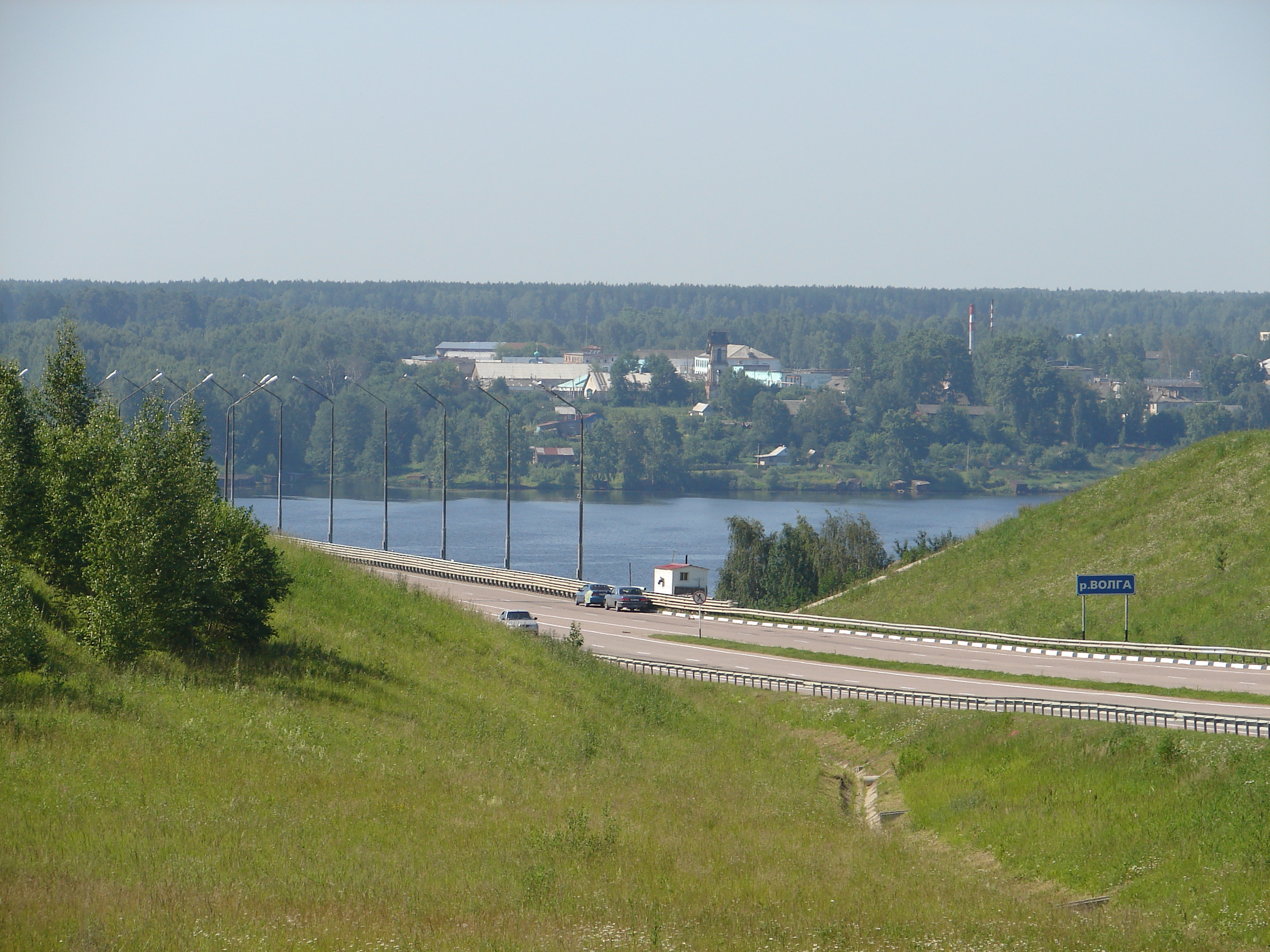
Въезд на Кинешемский мост, где наступает развязка фильма «Овсянки» (2010)

- «Встреча» («Пасхальный день»), 1917

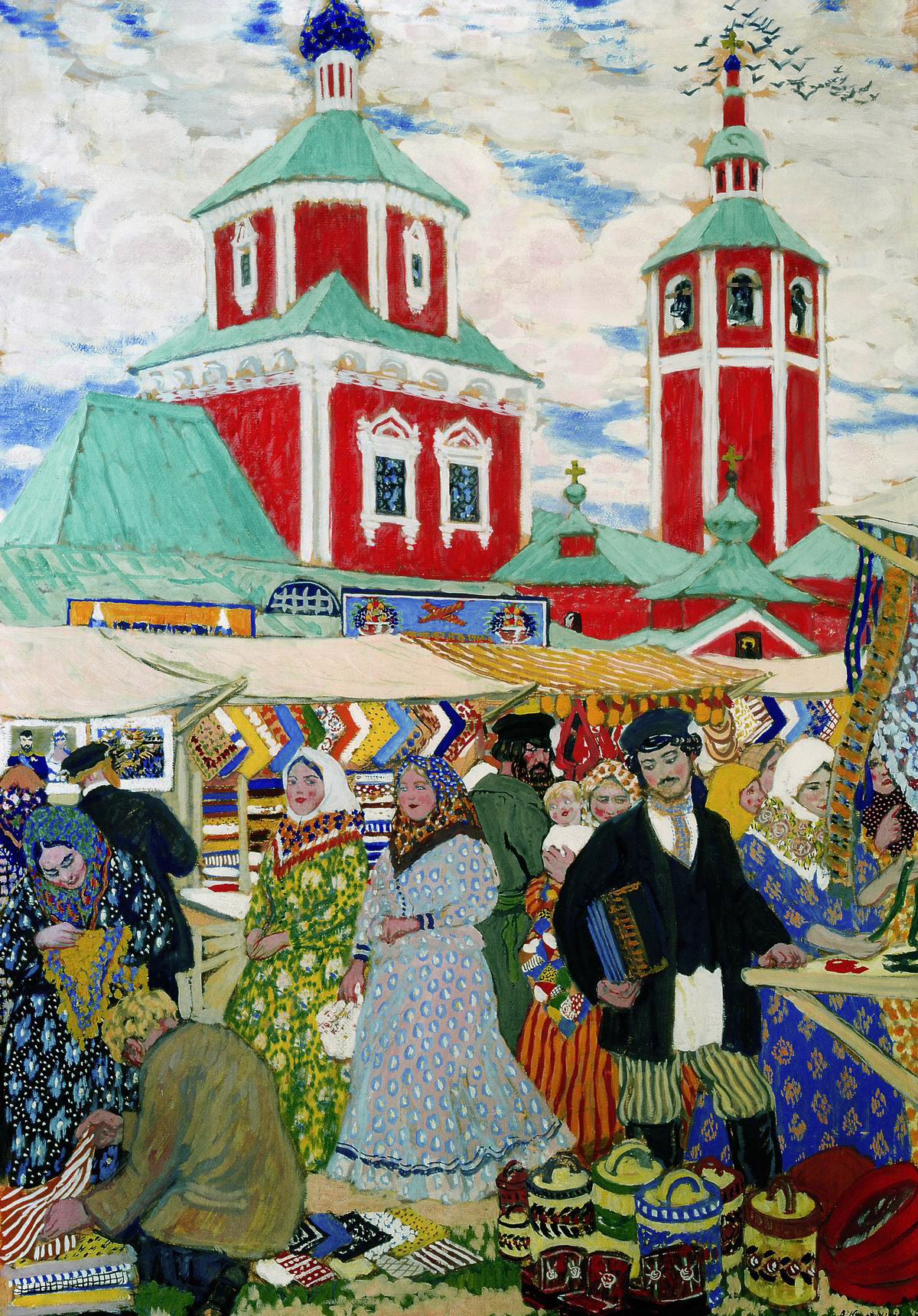
«Ярмарка», 1910. На заднем плане — храм Воздвижения Креста Господня в Кинешме (не сохранился)
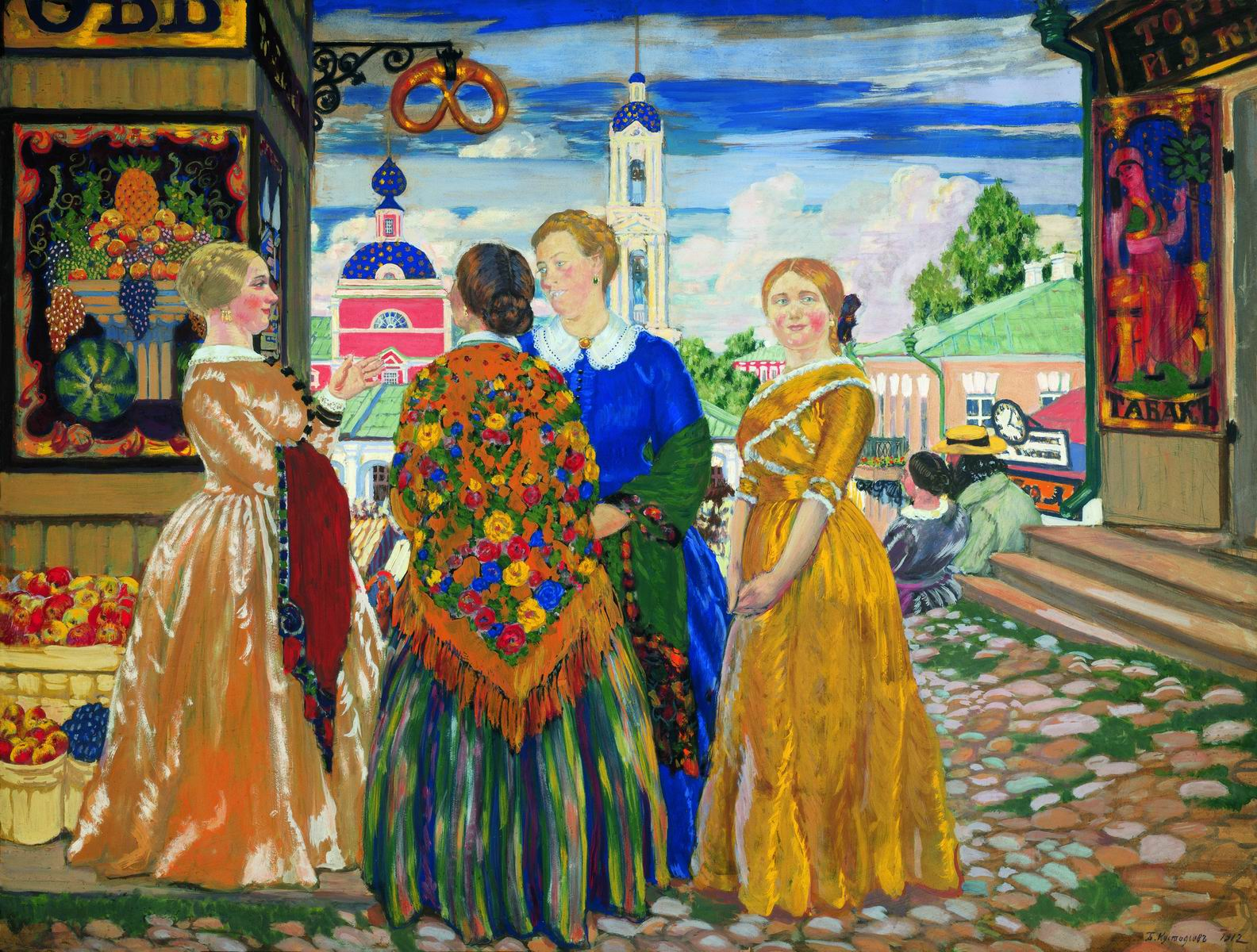
«Купчихи в Кинешме», 1912
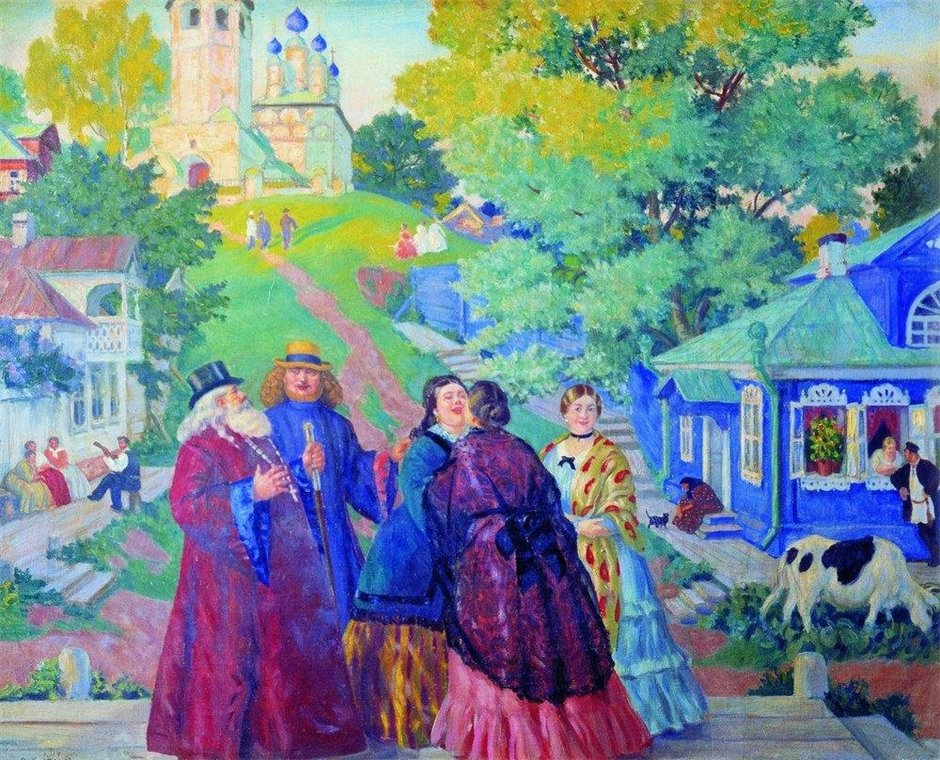
«Встреча» («Пасхальный день»), 1917
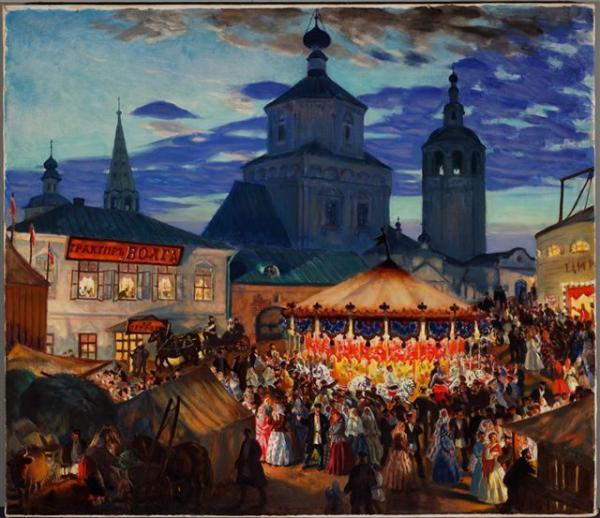
«Ярмарка в Кинешме» («Карусель в Кинешме»), 1917

Фильмы, снимавшиеся в Кинешме:
- «Бесприданница» (1936),
- «Личное дело» (1939),
- «Весенний поток» (1940),
- «Яков Свердлов» (1940),
- «Мичурин» (1948),
- «Васса Железнова» (1953),
- «Призвание» (1956),
- «Семья Ульяновых» (1957),
- «Вторжение» (1980),
- «Китайский сервиз» (1999),
- «Русские деньги» (2006),
- «Хозяйка тайги» (2009),
- «Овсянки» (2010),
- «Явление природы» (2010),
- «Угрюм-река» (2021), сериал[117].

## Улицы и микрорайоны
По состоянию на 2015 год в Кинешме имелось около 476 наименований улиц.
В Кинешме имеются микрорайоны Пушкинский, Поповка, Поликор, Рубленый, 2-й фабрики, «Дмитриевский» (ДХЗ), Автоагрегат, Электроконтакт, Америка, Томна, Сокольники и др.
В реестр территориальных общественных самоуправлений в городском округе Кинешма по состоянию на 2020 год входят ТОС: «Окраина», «Поликор» (микрорайон Поликор), местечка «Волжская круча» (микрорайон Пушкинский), «Сокольники» (микрорайон Сокольники), местечка «Лапшиха» (микрорайон ДХЗ), «Содружество» (микрорайон ДХЗ), имени Маяковского (район улиц Менделеева и Правды), «Нижняя Устиниха» (микрорайон Томна), «Семья» (микрорайон Америка), «Нижние Сокольники» (микрорайон Сокольники), «Правдист» (микрорайон Сокольники), «Дмитриевский» (микрорайон ДХЗ), «25-й микрорайон» (25-й микрорайон), «Урицкого», «Контакт» (микрорайон Электроконтакт), «Рассвет», «Озерки», «Томна» (микрорайон Томна), «АЗЛК» (микрорайон Автоагрегат), «Речник», «Залесье». При главе городского округа Кинешма действует совет по вопросам ТОС.

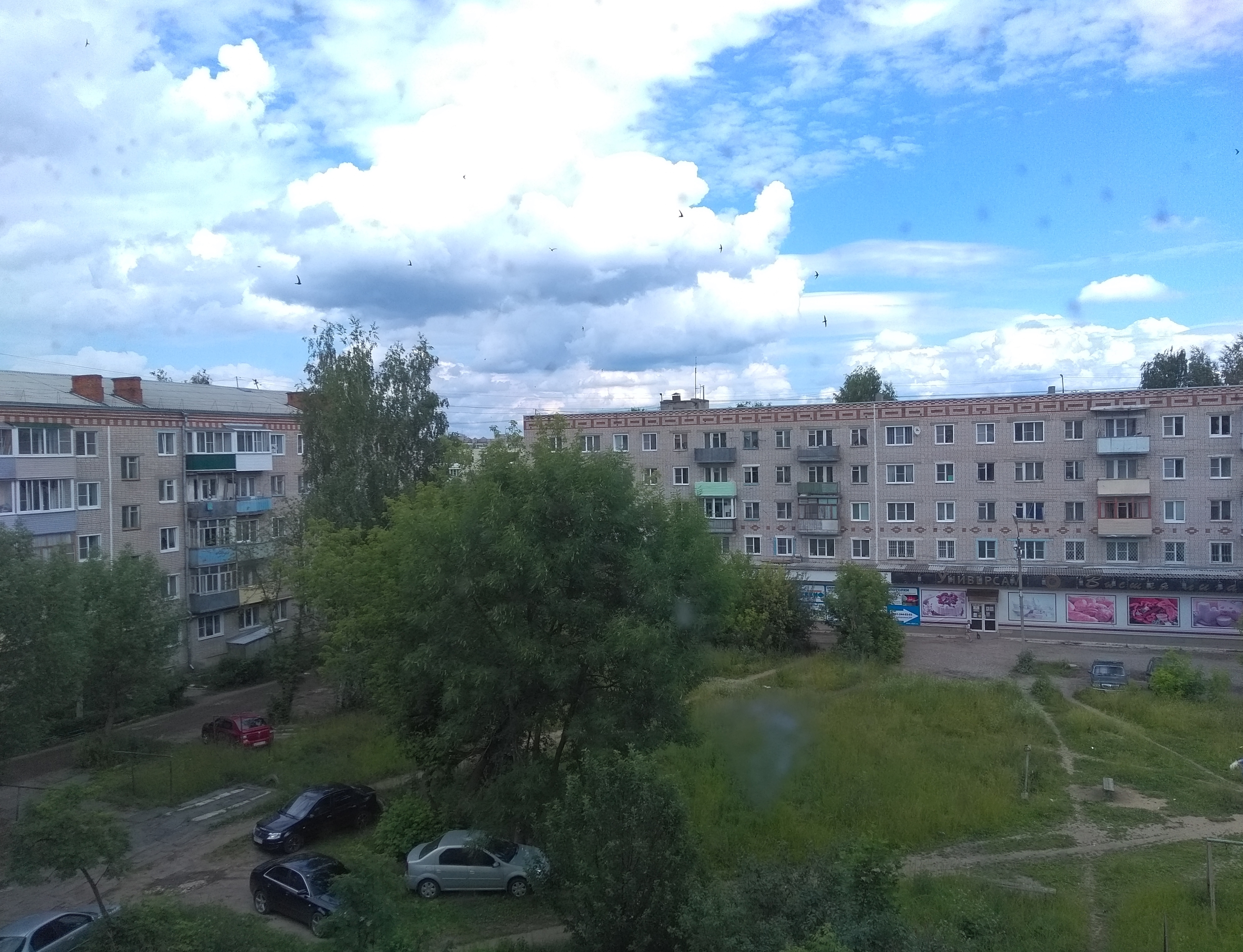
Типовые дома в микрорайоне Красная Ветка
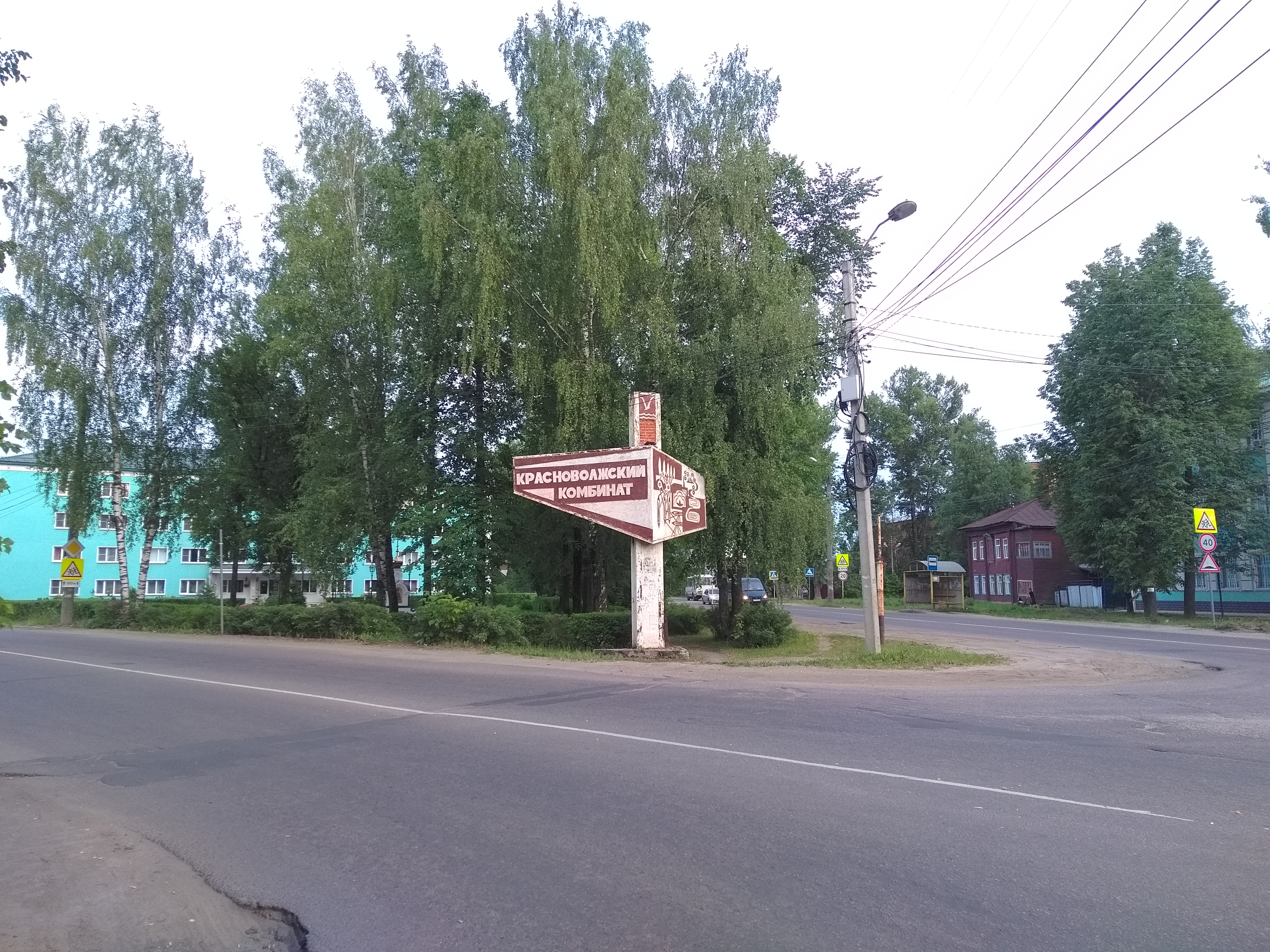
Указатель на Красноволжский комбинат
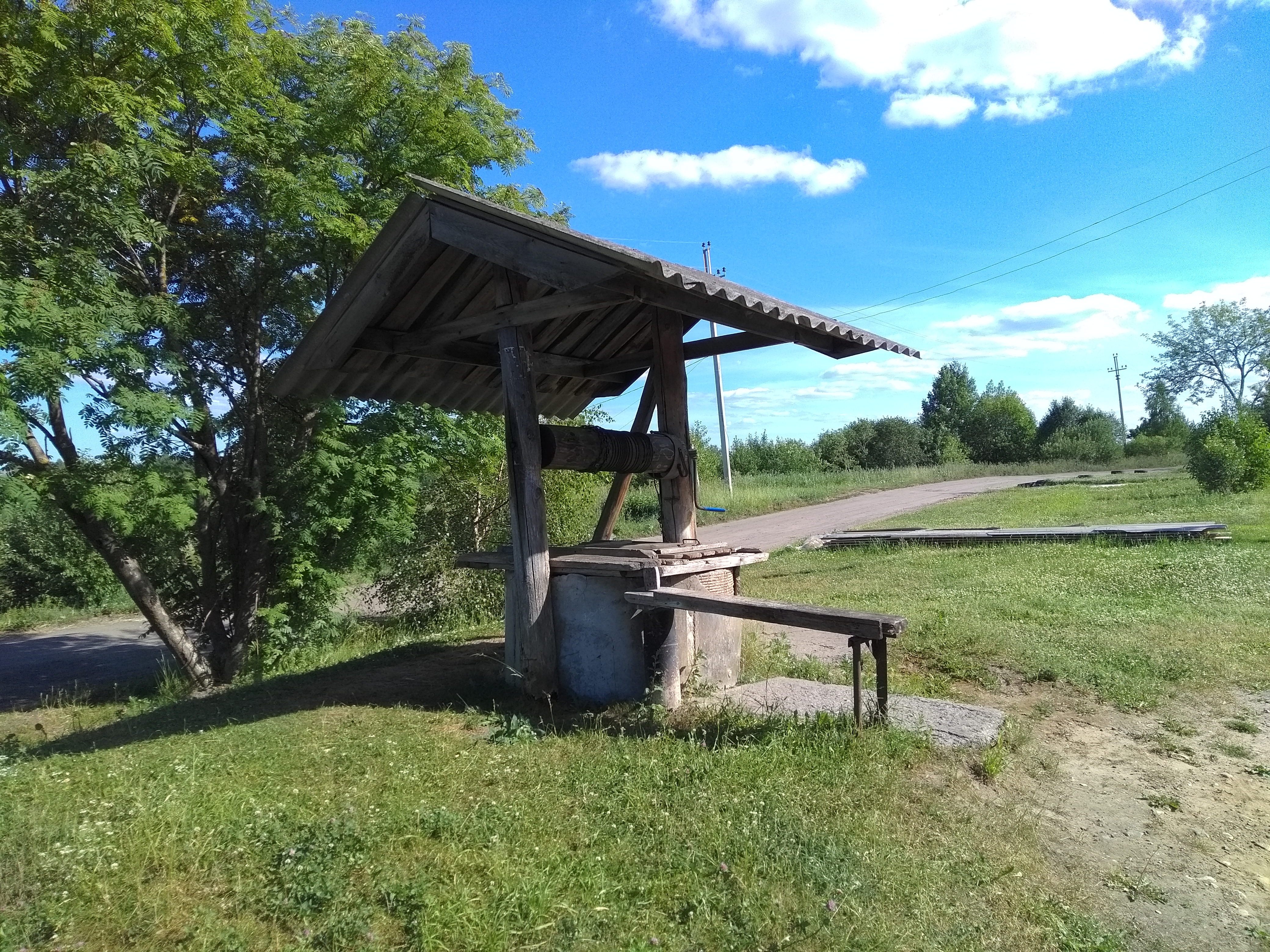
Колодец, Владимирская улица

## Образование

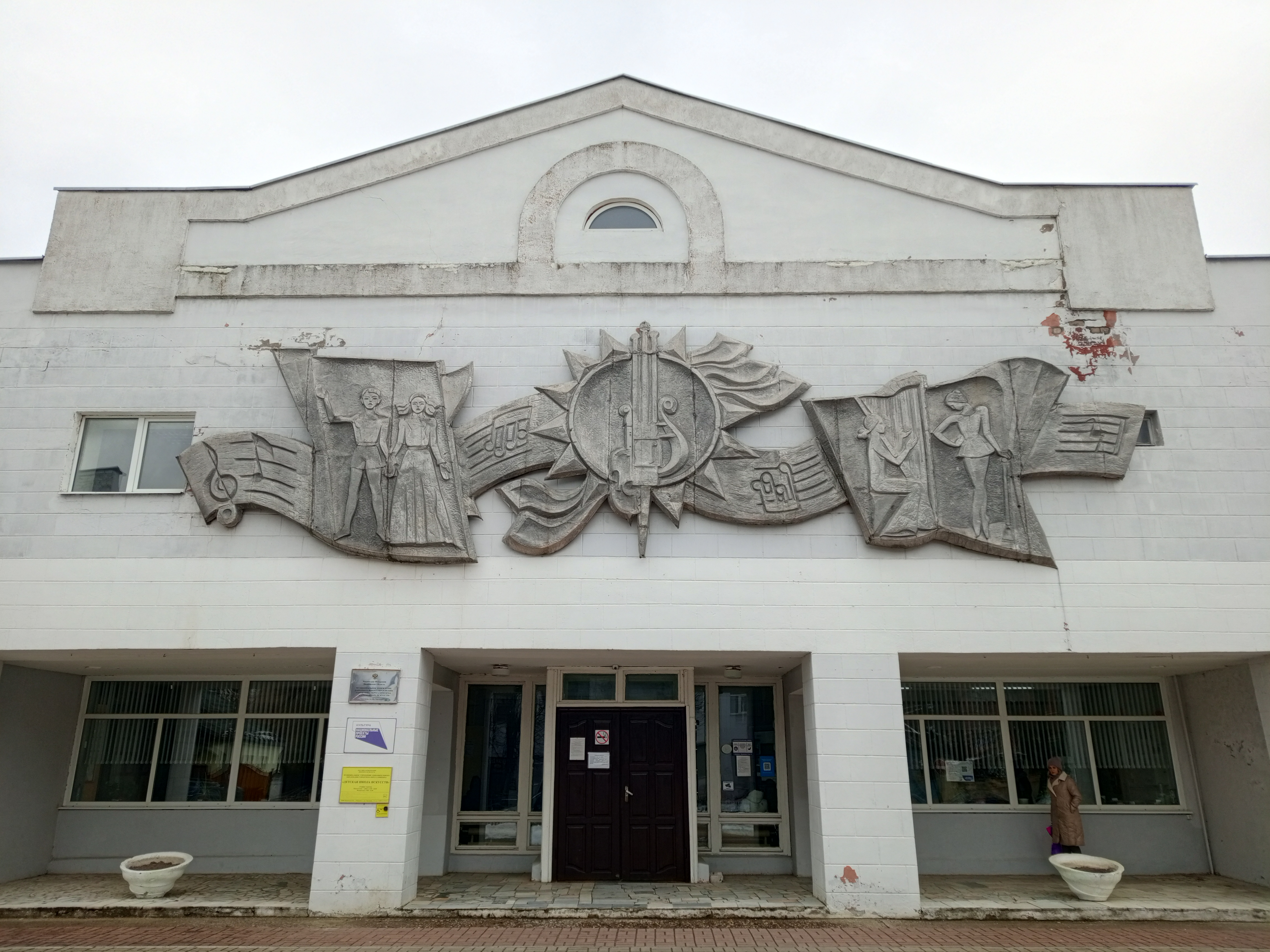
Детская школа искусств

В городе действуют филиалы московских и ивановских высших учебных заведений: Московский государственный индустриальный университет, Ивановская государственная текстильная академия и Современная гуманитарная академия, представительство Московского психолого-социального института.
В Кинешме 10 средне-специальных учебных заведений: экономический, текстильный (филиал ИГТА), химико-технологический, технологический (интернат) техникумы; педагогический колледж; медицинский колледж; профессиональные училища № 13, № 32, № 36 и № 38.
В Кинешме 17 общеобразовательных школ, том числе: средних общеобразовательных школ — 13, среди них Православная школа имени святого князя Александра Невского, школа-интернат и гимназия имени А. Н. Островского, Лицей имени Д. А. Фурманова; основных общеобразовательных школ — 4. Дополнительное образование детей проводится в детской школе искусств и детской художественной школе. В городе 2 муниципальных образовательных учреждения дополнительного образования детей «Центр внешкольной работы» и «Центр развития творчества детей и юношества». В Кинешме функционируют 34 дошкольных образовательных учреждения.
В Кинешме действует ЧОУ Православная средняя общеобразовательная школа во имя святого князя Александра Невского. Работает с 2003 года. В школе малокомплектные классы. Успешно осуществляет обучение и воспитание, в том числе «проблемных» детей. С 2010 года руководителем школы является настоятель храма Александра Невского протоиерей Димитрий Иванов. Представители местного казачества ведут здесь занятия военно-патриотического клуба и обучают мальчиков ремёслам.

## Транспорт

### Автомобильный

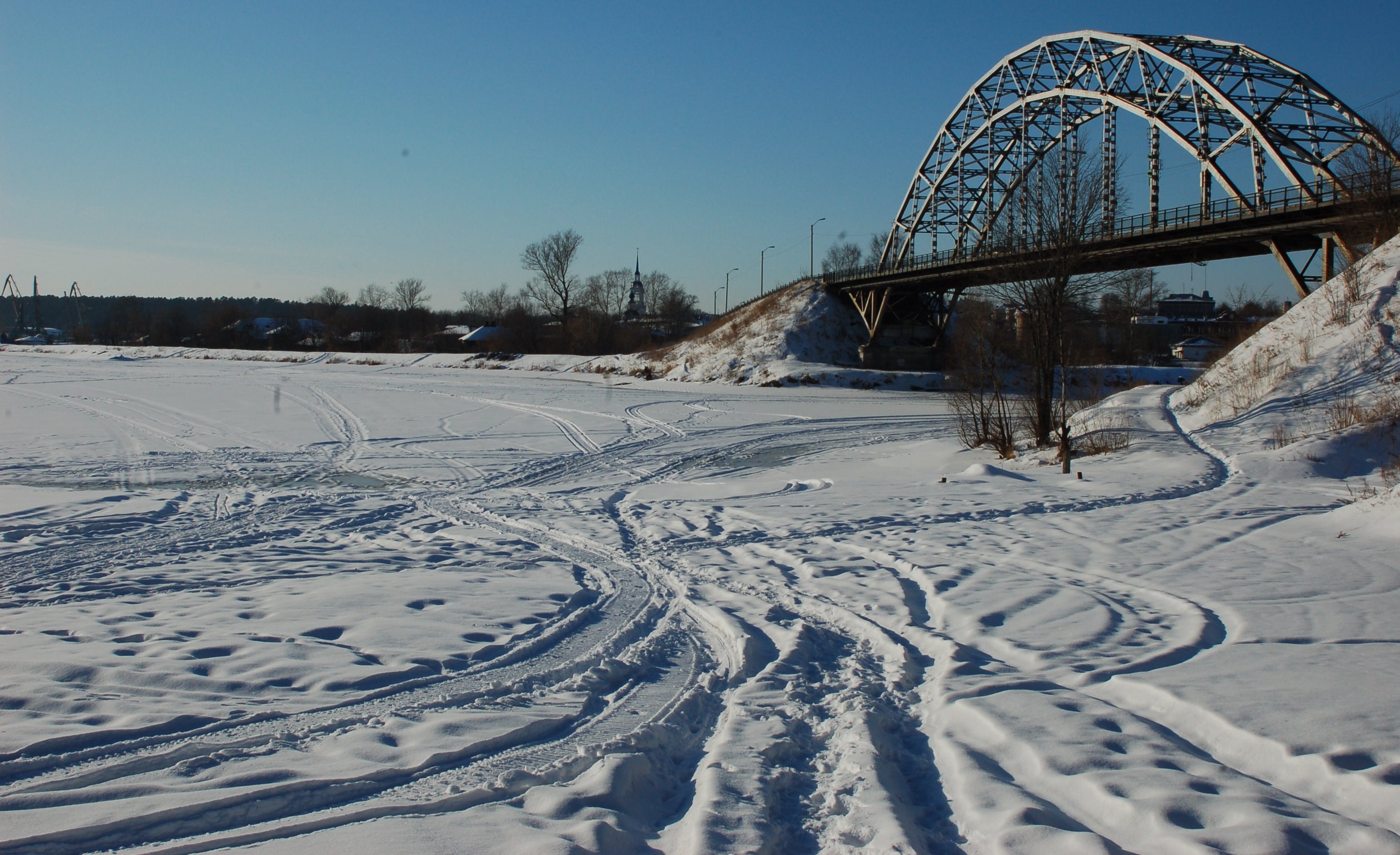
Никольский мост через реку Кинешемку

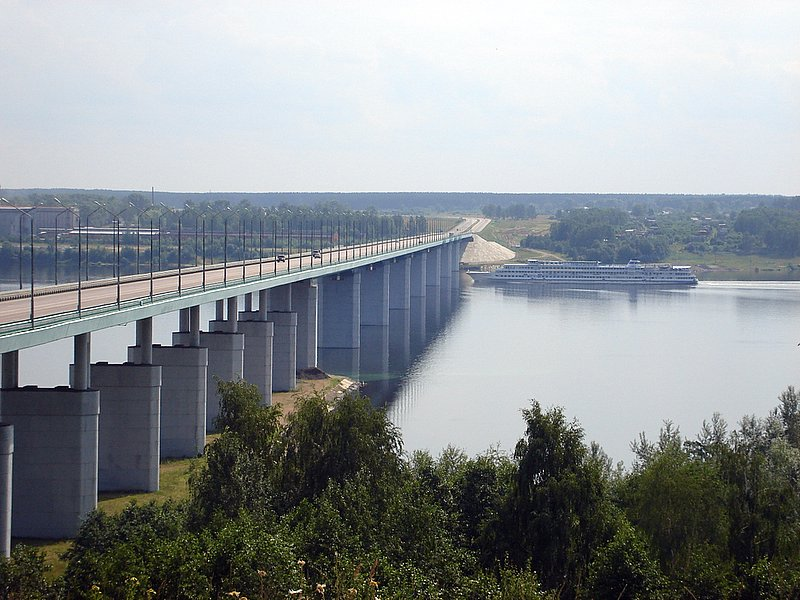
Кинешемский мост через Волгу

На юго-запад Кинешма — Иваново (Владимир, Кострома, Ярославль, Москва), на восток Р81 Кинешма — Юрьевец — Пучеж (Нижний Новгород), на север (мост через р. Волга) Р101 Кинешма — Заволжск — Островское — Кострома. Протяжённость улиц, проездов в городе 254 км, в том числе замощённых частей улиц 157 км. Внутригородские пассажирские перевозки осуществляются по 16 маршрутам, на которых задействовано 80 автобусов (ПАЗы). Ведётся постоянная работа по увеличению количества автобусных маршрутов и открытию новых с учётом пожеланий жителей города. На пригородном сообщении задействовано 15 автобусов, которые связывают город со всеми населёнными пунктами Кинешемского района. В междугородном сообщении ежедневно осуществляется до 105 рейсов, а в межобластном сообщении — до 10 рейсов в день. В городе построена западная объездная автодорога, которая соединяет автодорогу Р71 Ковров — Кинешма с кинешемским мостом через реку Волга. С целью снижения нагрузки транзитного транспорта на внутригородские дороги принято решение о строительстве кольцевой дороги на юго-востоке города. В конце 2009 года отреставрировано и открыто (бывший старый железнодорожный вокзал) в эксплуатацию здание новой автостанции, которая стала лучшей автостанцией в Ивановской области (ул. Островского, 33а). В настоящий момент ведётся реконструкция автодороги Р71 Ковров — Кинешма и строительство нового хода автодороги Р101 Кинешма — Заволжск — Островское в Ивановской и Костромской области. Это позволит соединить центральные области России с северными областями и откроет транзитный ход на Урал.

### Железнодорожный

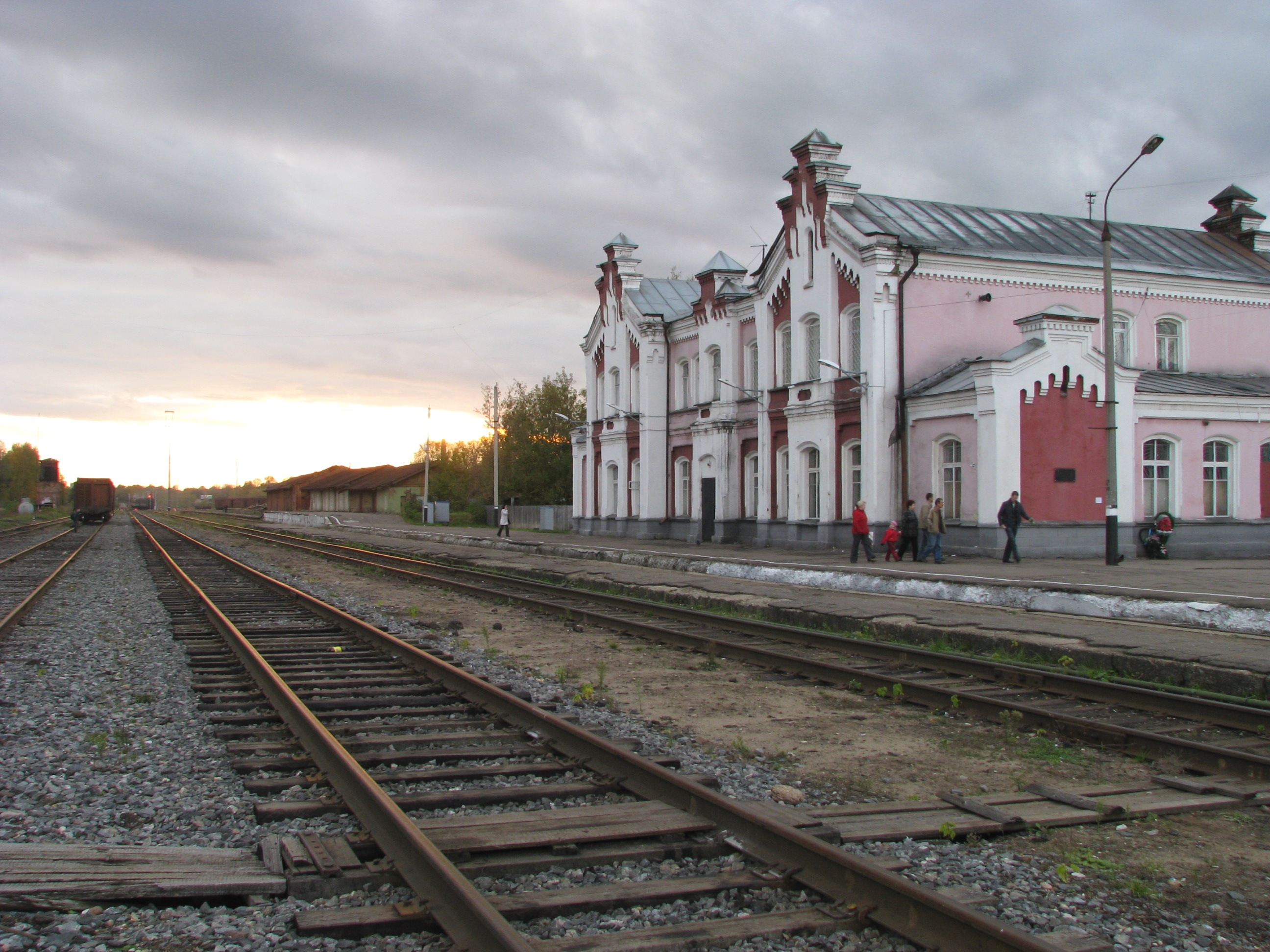
Железнодорожная станция Кинешма

Для обеспечения вывоза пассажиров в обращении имеются 2 пары пассажирских поездов и 4 пары пригородных, две из которых ускоренные: пригородное пассажирское сообщение Кинешма — Иваново (ежедневно), дальнего следования Кинешма — Москва (ежедневно). На территории станции Кинешма (расположена на 412 км от Москвы) имеется железнодорожный вокзал, спроектированный 21 декабря 1984 года и введённый в эксплуатацию 6 марта 1991 года (ул. Островского, 33). Здесь же на площади находится и старое здание вокзала (1871 года постройки), которое используется как автостанция. Станция Кинешма осуществляет приём-отгрузку инертных, наливных грузов. Развёрнутая длина путей на территории Кинешмы составляет 80 км. На территории станции Кинешма имеется действующее разворотное кольцо. Станция Кинешма является тупиковой, однако, имеется железнодорожная ветка (пассажирское сообщение отсутствует) до города Наволоки. На противоположной стороне реки Волга находится станция Заволжск, на которой так же отсутствует пассажирское сообщение. На территории города, в 2 км от станции Кинешма, имеется также ещё железнодорожная грузовая станция Кинешма-2, открытая для выполнения грузовых операций 20 июня 2007 года. С 30 июля 2020 года начали курсировать скоростные пригородные поезда — рельсовые автобусы РА3 «Орлан» сообщением Кинешма — Иваново № 7003/7004, 7005/7006, выполняется два рейса в день, в пути 1 час 29 минут. Расписание скоростных поездов «Орлан» Иваново — Кинешма синхронизировано со временем прибытия скоростных поездов «Ласточка», курсирующих по маршруту Москва — Иваново.

### Речной
Навигационный период (апрель—октябрь). Причал «Кинешма» находится в 663 км (по воде) от Москвы. Имеется современное здание речного вокзала (площадь Революции, 8). Основными видами деятельности ОАО «Кинешемский речной порт» являются: перевозка грузов и пассажиров, организация и выполнение погрузочно-разгрузочных работ, оказание платных услуг населению. Порт осуществляет техническое обслуживание и ремонт судов речного флота.
В состав порта входят объединённый грузовой район, на котором осуществляется перевозка грузов; имеются ремонтно-механизированные мастерские и железнодорожные пути.
Буксирно-грузовой флот порта осуществляет перевозки, как в районе деятельности порта, так и за его пределами (Москва, Санкт-Петербург, Нижний Новгород). Порт имеет выход на пять морей.
В 2010 году ОАО «Кинешемский речной порт» признано банкротом, часть оборудования порта и судов в настоящий момент распродана.
До 2007 года порт осуществлял приём и обслуживание пассажиров на линии Нижний Новгород — Ярославль, однако обслуживаемые линии скоростным флотом были закрыты (в связи с убыточностью пассажирских перевозок). Речная переправа Кинешма — Заволжск — Кинешма, осуществлявшаяся теплоходом «Москва-213», с 2009 года также закрыта (в связи с убыточностью и перераспределением пассажиропотока между городами в сторону автобусного сообщения посредством пущенного в эксплуатацию моста через Волгу).
С мая по октябрь в Кинешме делают остановки пассажирские круизно-туристические теплоходы. Со стороны индивидуальных предпринимателей организованы ежедневные обзорные прогулки вдоль волжских берегов на частных судах. Имеются еженедельные (суббота, воскресенье) прогулки до городов Плёс и Юрьевец. с 18 июня по 28 августа 2016 года 5 раз в неделю (со среды по воскресенье включительно) организованы пассажирские речные перевозки по маршруту Кинешма — Плёс — Кинешма с промежуточными остановками в Наволоках и Семигорье и Кинешма — Жажлево — Решма.
С началом речной навигации 2024 года власти Нижегородской области пообещали запустить рейсы судна на подводных крыльях «Метеор 120Р» от Нижнего Новгорода до Ярославля и обратно. При этом было заявлено, что начиная с навигации 2024 года маршрут рейса будет проходить по Волге с остановками, в том числе на причале в Кинешме в обе стороны.

### Воздушный
До 2010-х годов действовала вертолётная линия Кострома — Кинешма — Юрьевец, обслуживаемая Костромским авиапредприятием. Вертолёт сообщением Кинешма — Кострома в 13.04 и Кинешма — Юрьевец в 10.38. Полёты были с конца апреля до начала сентября по пятницам и воскресеньям.
Здание аэропорта представляет собой небольшое деревянное здание (ул. Аккуратова, 65). До аэропорта курсирует автобус № 4.

## Экономика
Кинешма — второй по величине и экономическому потенциалу город Ивановской области.

### Промышленность
Один из крупных промышленных центров области. В 2010 году отгружено товаров собственного производства, выполнено работ и услуг собственными силами по обрабатывающим видам деятельности по крупным и средним предприятиям — 3,58 млрд руб. Наибольший удельный вес в промышленном производстве занимают предприятия машиностроения — 43 % от общего объёма обрабатывающих производств, текстильного и швейного производства — 24 %, химического — 17 %. Производство электротехнических, огнеупорных изделий, растворителей, комплектующих изделий для автомобилей, стройматериалов, хлопчатобумажных тканей и пряжи, швейных изделий, молочной продукции, кондитерских изделий и другой продукции.
Одно из старейших существующих ныне предприятий города — «Электроконтакт», основанное в 1878 году русским изобретателем А. И. Бюксенмейстером. Во период Великой Отечественной войны выпускал электроугольные изделия, в том числе электроды для сварки танковых корпусов. В настоящее время предприятие занимается производством электротехнических изделий, изделий из металлических порошков и электроугольных изделий.
В 1893 году шуйский купец П. Е. Агапов основал гончарно-изразцовый завод, сейчас это «Поликор», выпускающий огнеупорные изделия.
В 1899 году был основан химический завод акционерного общества соединённых химический заводов «С. Т. Морозов, Крелль и Оттман». Во время Великой Отечественной войны завод выпускал мины «М-82», растворители лакокрасочных материалов для авиазаводов и др. С 1992 — Дмитриевский химический завод. Производит различные растворители, в том числе бутилацетат, пищевую уксусную кислоту).
Также существуют более новые предприятия, такие как, например, «Авто-Раут» (производство комплектующих изделий для автомобилей). На базе бывшего завода «Автоагрегат» сейчас функционирует предприятие «Кэй Эй Си» (производство комплектующих изделий для автомобилей и их двигателей). На площадях бывшего «Автоагрегата» функционирует технопарк, в стадии реализации находится проект по производству железнодорожных вагонов (ЖелДорЭкспедиция).
В городе продолжают функционировать предприятия, занимающиеся пошивом верхней одежды («Стиль», «Галс», «Швейная логистика и услуги», «Контур», «Мастер», «Маяк», «Вектор», «Вертикаль», «Агат», «Аврора»).
Не на полную мощность, как в советский период, но функционируют фабрика «Томна» и «Кинешемская прядильно-ткацкая фабрика» (производство хлопчатобумажных тканей, медицинских бинтов и салфеток).
Прядением хлопчатобумажных волокон занимаются «Кинешемская прядильная фабрика» и «Ветка-Текстиль», а переработкой отходов текстильных материалов (ватин) — «Ватекс-2000», «Персона-1», «Персона-2». Строительная сфера представлена следующими предприятиями: «Кинешемский ДСК» (производство изделий из бетона для использования в строительстве), «СМУ-15» (ремонтно-строительные работы) и ПСФ «Форум» (строительные работы).
В пищевой промышленности продолжают работать предприятия: «Кинешемский хлебокомбинат» (производство кондитерских и хлебобулочных изделий), «Риат — хлебокомбинат город Кинешма» (производство хлебобулочных изделий), «Риат — База» (производство муки и овсяных хлопьев), «Кинешемский молокозавод» (производство мороженого).
В июле 2016 году принято решение о строительстве в городе завода по производству изделий из пластмасс, инвестор ООО «Техоснастка».

### Торговля
По данным на 2010 год, в городе действовало 563 предприятия торговли, из них 23 организации оптовой торговли, 299 магазинов (продовольственных − 105, непродовольственных — 156, смешанного ассортимента — 33, специализированных — 5), 6 торговых центров (площадью более 1000 м²), 235 предприятия мелкорозничной торговли. Зарегистрировано 58 предприятий общественного питания (5 ресторанов, 11 кафе, 7 баров, 3 закусочные и 32 столовые) и 161 предприятие бытового обслуживания. Торговля является самым динамично развивающимся сектором экономики города; в настоящий момент в городе строится большое количество новых торговых центров, в том числе и в центральной части города.
В городе действуют торговые предприятия крупнейших торговых сетей: «Магнит», «Пятёрочка», «Дикси», «Эльдорадо», «Евросеть», «Связной» и другие. Функционирует несколько рынков, среди которых МУП «Центральная городская ярмарка» и его филиалы на улицах Вичугской, Макарова, Щорса. В число самых крупных торговых объектов города входят: «Таганка» («Адмирал»), гипермаркет «Адмирал», гипермаркет «Магнит», универмаг «Юбилейный», МУП «Центральная городская ярмарка». 17 ноября 2012 года на улице Плёсская открыт новый универсальный сельскохозяйственный рынок. В феврале 2014 года завершено строительство очередного супермаркета сети «Риат-Маркет», на въезде в город по автомобильной трассе Р71. В июне 2017 завершено строительство первой очереди торгово-развлекательного центра «Лига Гранд» на перекрёстке улиц Правды и 50-летия ВЛКСМ площадью 18 000 м2.

### Финансовая инфраструктура
Количество банков и иных кредитных учреждений — 8.

### Коммуникационная инфраструктура
В городе представлены следующие виды связи:
- городская телефонная сеть «Ростелеком»;
- сотовая связь: «Билайн»; МТС;«Мегафон»; Теле2
- сотовая связь стандарта IMT-450: «Ростелеком»
- почтовая: Почта России;

## Медицина
В городе действует развитая система муниципальных медицинских учреждений, включающая Станцию скорой медицинской помощи с филиалом, сеть Центральной районной больницы (ЦРБ) с отделениями и поликлиниками (в том числе детских). Работает ряд специализированных учреждений — стоматологическая поликлиника, женские консультации, родильный дом, неврологический, туберкулёзный, наркологический диспансеры, психиатрическая больница, Станция переливания крови. Развивается и частная медицина. В 2009 году на базе ЦРБ создан сердечно-сосудистый центр, который был оснащён самым передовым оборудованием. В 2013 году открыто два новых отделения: отделение нефрологии и гемодиализа на 11 коек Медицинского частного учреждения дополнительного профессионального образования «Нефросовет» и отделение патологии новорождённых на 10 коек и отделение реанимации новорождённых на 3 койки. В 2014 году в Кинешме начал работу магнитно-резонансный томограф ЦРБ обслуживает пациентов города, района и близлежащих районов области. В 20 км от города расположены санаторий имени Станко и санаторий «Решма».

## Спорт

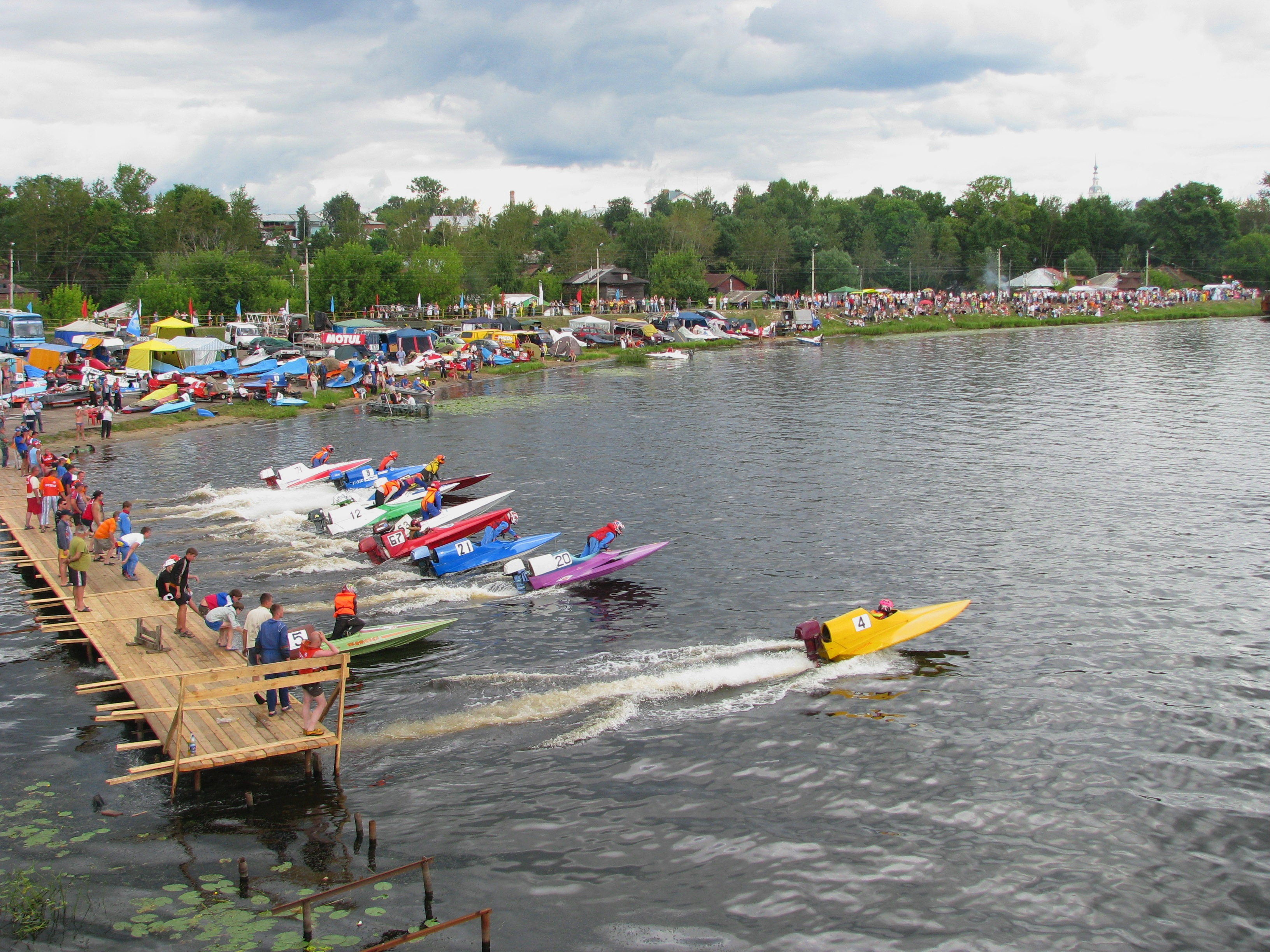
Соревнования по водно-моторному спорту

На территории города расположены следующие спортивные объекты: спортивные учреждения дополнительного образования, спортивные клубы и федерации, стадионы, бассейн:
- Физкультурно-оздоровительный комплекс «Волга», включая бассейн[136].
- СДЮШОР — муниципальное образовательное учреждение дополнительного образования детей «Специализированная детско-юношеская школа олимпийского резерва». Отделения: лёгкая атлетика, самбо, волейбол.
- СДЮЦ «Звёздный» — муниципальное образовательное учреждение дополнительного образования детей «Спортивный детско-юношеский центр „Звёздный“». Отделения: лыжные гонки, биатлон, шахматы, пулевая стрельба, настольный теннис.
- ДЮСШ «Волжанин» — муниципальное образовательное учреждение дополнительного образования детей детско-юношеская спортивная школа «Волжанин». Отделения: футбол, рукопашный бой, бокс, самбо, пауэрлифтинг, водно-моторный спорт.
- СДЮШ «Арена» — муниципальное образовательное учреждение дополнительного образования детей «Спортивная детско-юношеская школа „Арена“». Отделения: баскетбол, волейбол, бокс.
- Спортивный клуб «Томна». Виды спорта: футбол, пауэрлифтинг.
- Стадион ЗАО «Электроконтакт». Виды спорта: футбол, хоккей, настольный теннис.
- Спорткомплекс ЗАО «Спортивно-оздоровительный центр». Виды спорта: настольный теннис, теннис, бодибилдинг, пауэрлифтинг, спортивная аэробика.
- Спортивный клуб «Каскад». Вид спорта: спортивный рукопашный бой.
- Стадион «Волжанин».
- Спортивный клуб «RUVL sport». Виды спорта: бодибилдинг, пауэрлифтинг, армрестлинг, степ-аэробика, фитбол-аэробика, стрейч-аэробика, бокс для женщин, йога, оздоровительная гимнастика.
- Фитнес-клуб «X-Fit»[137].

В Кинешме есть олимпийский чемпион — Клюгин Сергей Петрович.
Ежегодно в городе в акватории реки Кинешемки проводится один из этапов чемпионата России по водно-моторному спорту.
Город принимает участие в ежегодных соревнованиях «Лыжня России», собирая лыжников-кинешемцев и спортсменов из других районов области.
24 июня 2023 года, в День 520-летия Кинешмы, впервые прошёл Кубок России по гребному спорту в дисциплине «Прибрежная гребля».

## Средства массовой информации

### Газеты
- «Приволжская правда» — общественно-политическая газета
- «168 часов» — информационный региональный еженедельник
- «Кинешемец. RU» — еженедельное информационное издание
- «Волжский бульваръ» (2017—2019) — информационная общественно-политическая ежемесячная газета[138]
- «Коробейник» (1997 — ?)— еженедельное информационное издание[139]
- «Твоя газета. Кинешма» (2003—2014) — бесплатное еженедельное издание[140]

### Электронные СМИ
- «Информационный Портал Kineshemec.RU»
- Кинешемский городской новостной ресурс «168 часов» — WWW.168.RU
- «Информационное агентство „Отдел новостей“» — otdeln.ru

### Радио
Радиостанции, вещающие в Кинешме:
- 87,6 FM — Дорожное радио
- 88,0 FM — Новое радио
- 90,8 FM — Радио Вера
- 91,5 FM — Радио Родных Дорог
- 92,6 FM — Маруся FM
- 95,2 FM — (ПЛАН) DFM
- 96,2 FM — Радио России / Ивановская ГТРК
- 99,5 FM — Юмор FM
- 100,8 FM — Радио Искатель
- 101,3 FM — Радио Рекорд
- 101,7 FM — Like FM
- 103,2 FM — Европа Плюс
- 103,9 FM — Радио МИР / Радио Кинешма
- 104,3 FM — Ретро FM
- 105,1 FM — Радио ENERGY
- 105,6 FM — Авторадио
- 107,5 FM — Русское радио
- 107,9 FM — Радио Дача
- на территории города также возможен приём частот из городов Родники и Кострома.

### Телевидение
В городе ряд телеканалов вещает в свободном доступе. Имеется сеть цифрового эфирного вещания.
Кинешемское телевидение
Работает телекомпания «Антенна», выпускающая новостные программы, рекламные блоки.
Сетевым партнёром до 2021 года телекомпании являлся канал ТНТ.
С 2021 года трансляция местного телевещания осуществляется на кинешемском канале «А» («Антенна»).

## Туризм
В Кинешме работают несколько туристических фирм, организующих туристические поездки по России и за её пределами.
В навигацию 2018 года восемь судоходных компаний подтвердили заходы в город Кинешма. Было запланировано, что всего в ту навигацию теплоходы зайдут в город 41 раз (из них 22 — компании «ВодоходЪ»).
В 2002—2010 годах на территории города реализовывалась перспективная целевая программа «Развитие туризма в городе Кинешма». Она была направлена на развитие туризма как одной из отраслей социально-экономической жизни города и сохранения историко-культурного наследия. В её рамках проводились мероприятия, направленные на сохранение историко-культурного, природно-ландшафтного наследия, развитие туристской инфраструктуры, народных промыслов и ремёсел, рекламно-информационного и сувенирного обеспечения туристской отрасли, а также разработку новых экскурсионных программ и туров. Кроме того, в 2002—2010 годах на территории города реализовывалась перспективная целевая программа «Развитие туризма в города Кинешма», рассчитанная на 2011—2015 годы.
Гостям города предлагаются разнообразные экскурсионные туры по Кинешме с посещением исторического центра, в котором сохранились здания застройки XIX — начала XX веков, памятники истории и архитектуры, храмы. Об истории Кинешмы красноречиво рассказывают экспонаты краеведческого музея, картинной галереи, музея истории Кинешемского драматического театра имени А. Н. Островского. Проводятся туры выходного дня с поездкой в Юрьевец, в рамках программы «Кинешма — земля Островского» — посещение усадьбы-музея драматурга Щелыково. Популярны теплоходные прогулки с зелёной стоянкой, вечерней дискотекой и экскурсией в Плёс. Организуются многодневные туристические поездки по Волге с отправлением от речного вокзала. В городе функционирует целый ряд гостиниц, среди которых: «Русская изба», «Мирная пристань» — отель на воде, «Садко», «Центральная». Номера экономкласса есть в профилактории «Томна» и на втором этаже железнодорожного вокзала. Принято решение об активном развитии туристической сферы в городе, вхождении города в туристический кластер региона.

## Награды
- Орден Трудового Красного Знамени (20 июня 1977) — за трудовые успехи в хозяйственном и культурном строительстве.

## Города-побратимы
- Барановичи (Белоруссия)[145]
- Вантаа (Финляндия)
- Гудаута (Абхазия)[146]
- Владимирци (Сербия)[147]

## Войконимах
Кинешемская улица есть в городах Кострома, Рыбинск, Иваново, Юрьевец и Вичуга.
Кинешемское шоссе — в Костроме.